# Église Saint-Remi de Laigneville
L'église Saint-Remi est une église catholique située à Laigneville, dans le département de l'Oise, en France. Son clocher en bâtière central, dont le premier étage est caché par les toitures, a ses baies flanquées de colonnettes portant des chapiteaux d'un style roman assez archaïque, qui évoque le début du XIIe siècle. Or, la base du clocher, voûtée d'ogives, a tout du style gothique primitif, et ne devrait pas être beaucoup antérieure au milieu du XIIe siècle. Elle est associée à une voûte en berceau brisé qui recouvre la travée suivante du chœur primitif. Les deux bras du transept sont de longueur inégale, et n'ont pas été bâtis sous la même campagne. Le croisillon sud, plus profond, a la particularité de posséder un mur méridional taillé à même la roche, ce qui est unique dans la région. Il se prolongeait jadis par une absidiole apparemment recouverte d'une voûte en cul-de-four nervée, dont l'amorce semble encore subsister, mais a en fait été entièrement rebâtie. Le croisillon sud, nettement plus petit, s'accompagne d'une minuscule chapelle rectangulaire. La nef aurait été bâtie après l'achèvement des parties orientales, pendant la seconde moitié du XIIe siècle, mais ne fut voûtée qu'après-coup, au début du XIIIe siècle. Elle se singularise par des voûtes sexpartites, inusitées pour les nefs, et encore plus rarement employées pour les voûtes secondaires. Une autre particularité est la voûte en berceau brisé qui supporte le toit de tuiles de la nef. Les parties les plus récentes de l'église sont le portail occidental de la nef et le chœur-halle carré de deux fois deux travées. Ce chœur oppose des supports et des remplages de style gothique rayonnant tardif à des arcades et voûtes qui annoncent le style flamboyant, ce qui motive une datation du XIVe siècle, à moins que la construction ne se soit pas faite en deux temps. L'église Saint-Remi a été classée monument historique par arrêté du 2 juin 1911, et ses toitures ont été intégralement refaites en 1923. Mais la restauration s'arrête là. Abandonnée par la paroisse depuis les années 1960 au profit d'une chapelle moderne située en plein centre-ville, et laissé sans entretien pendant cinquante ans, elle a fini par être désaffecté au culte. Les toitures ont été réparées en 2014.

## Localisation
L'église est située en France, en région Hauts-de-France et dans le département de l'Oise, au nord de Creil, sur la commune de Laigneville, presque en haut du coteau boisé qui forme le versant occidental la vallée de la Brêche, à l'écart des habitations et au milieu du cimetière, rue du Cimetière. Le dénivelé est d'une cinquantaine de mètres. Tout autour, se trouvent des carrières de pierre souterraines abandonnées ou transformées en champignonnières. À proximité, sur la crête, court l'ancien chemin de Senlis pour Beauvais par Nogent-sur-Oise, Rousseloy et Angy, devenu aujourd'hui un simple chemin rural. Selon le Dr René Parmentier, cette situation isolée proviendrait du déplacement du village dans la vallée, le long de l'ancienne route nationale 16 de Paris à Dunkerque. Ce n'est pas un cas unique dans la région. À Saint-Sulpice, l'église est encore plus éloignée du bourg et de ses hameaux, et implantée au sommet d'une butte. À Brenouille, ce ne sont que les projets urbanistiques de la fin du XXe siècle qui ont fini par englober l'église dans l'agglomération. L'église y est également implantée sur une proéminence du terrain, à l'abri des crues de l'Oise. À Montataire, c'est le passé de l'église en tant que collégiale fondée par les seigneurs résidant au château voisin, qui explique son implantation sur la butte dominant le bourg et le quartier de Gournay. Mais des exemples existent aussi pour des villages de plaine, tels que Nucourt ou Montagny-Sainte-Félicité. Un presbytère existait près de l'église jusqu'à sa démolition en 1780. Ce fut une habitation semi-troglodytique : il était pratiqué en partie dans une carrière de tuf et composé de plusieurs chambres, d'un cellier, d'un bûcher, d'une écurie et d'une grange.

## Historique

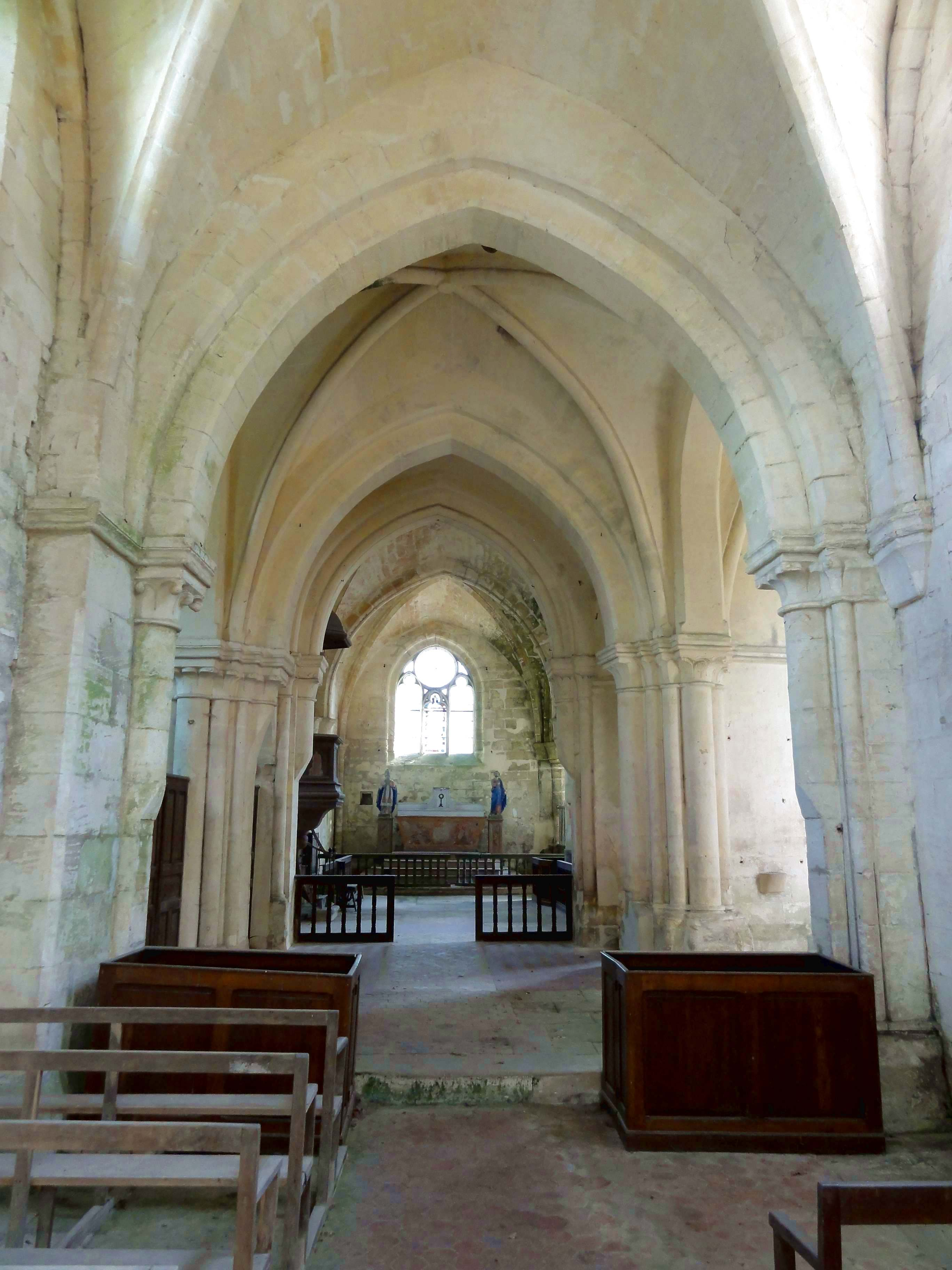
Nef, vue dans la base du clocher et le chœur.

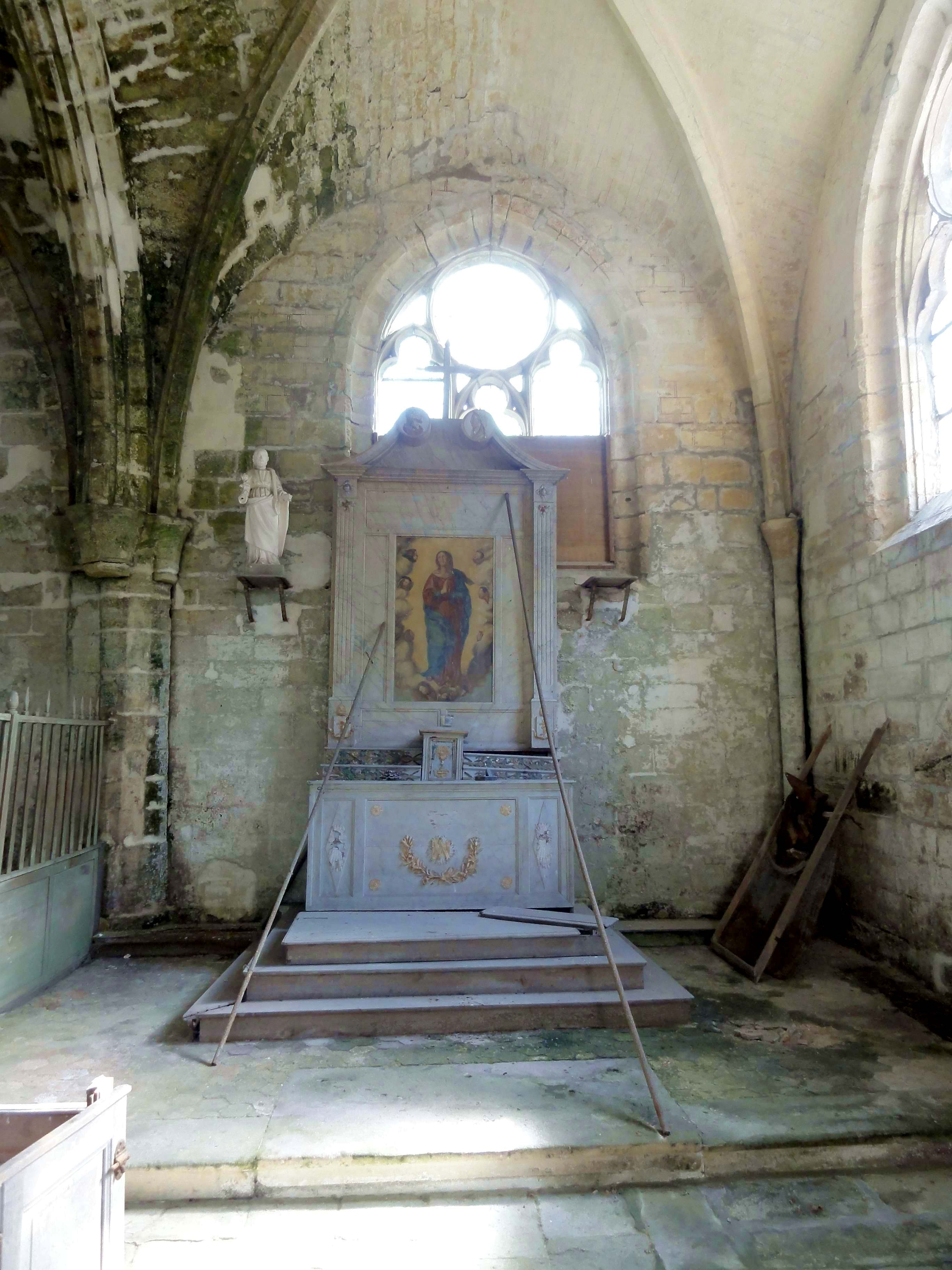
Chevet du collatéral sud - chapelle de la Vierge.

Sous l'Ancien Régime, Laigneville est une paroisse du doyenné et de l'archidiaconé de Clermont, dans le diocèse de Beauvais. Le collateur de la cure est l'abbaye Saint-Symphorien de Beauvais. En 1182, ce privilège lui fut confirmé par une bulle papale de Lucius III. La dîme appartient à l'abbaye Saint-Symphorien et à l'abbaye du Parc-aux-Dames, près d'Auger-Saint-Vincent. Il y a, dans l'étendue de la paroisse, une commanderie templière, une maladrerie et une chapelle dédiée à saint Louis, qui se situe au hameau de Sailleville. Elle constitue un bénéfice particulier conféré par l'évêque diocésain. L'intérêt des historiens s'est surtout focalisé sur la commanderie, dont les vestiges (rue Louis-Portebois) sont inscrits aux monuments historiques depuis 1988. L'histoire de la paroisse de Laigneville reste encore à étudier, et le Dr Parmentier n'a pu retrouver dans les archives aucun document concernant la construction et les remaniements de l'église. L'inventaire dressé à la Révolution française ne mentionne que quelques chapes et ornements liturgiques.
L'analyse archéologique permet d'établir que l'église romane possède un transept dont le croisillon sud est prolongée par une absidiole en cul-de-four, et que le chœur comporte une courte partie droite voûtée en berceau, et sans doute aussi une abside au chevet plat : ce serait le même plan que l'on trouve primitivement à Mogneville, ou avec une abside en cul-de-four, à Rieux. Les deux parties citées sont élevées en premier lieu, peu de temps avant le milieu du XIIe siècle. L'arc-doubleau à l'entrée de l'abside (qui, elle, a été démolie au XIVe siècle) est d'un style plus tardif, et paraît avoir été refait vers la fin du XIIe siècle : son rang de claveaux inférieur est mouluré ; les tailloirs sont situés plus haut et accusent un profil différent ; et la sculpture des chapiteaux est d'une autre facture qu'autour de la croisée du transept. — Le croisillon nord, édifié après son homologue du sud, n'est pas prolongé par une absidiole, mais par une chapelle carrée voûtée d'ogives. La nef est construite pendant la seconde partie du XIIe siècle seulement. Son voûtement n'est initialement pas prévu, et ses murs sont trop minces pour résister à la poussée des voûtes. Lorsque l'on décide d'entreprendre le voûtement, au début du XIIIe siècle, la façade et les allèges sont renforcées, et la nef est munie de très puissants contreforts. — À la fin du XIIIe siècle, le portail occidental est refait. Au XIVe siècle, l'abside du vaisseau central et le fond de l'absidiole au sud sont démolies, et remplacées par un chœur-halle de deux fois deux travées. Dans ce contexte, le cul-de-four de l'absidiole est modifié : il perd ses nervures, et est maintenant plus élevé à l'est qu'à l'ouest, afin de se raccorder au nouveau doubleau à l'entrée du collatéral sud.
Au XIXe siècle déjà, Laigneville n'est plus une paroisse indépendante, et dépend de Monchy-Saint-Éloi. L'église Saint-Remi est classée monument historique par arrêté du 2 juin 1911. En 1923, la réfection totale des toitures met le monument à l'abri des injures du temps. Dans l'entre-deux-guerres, les paroissiens de Laigneville ne veulent plus assumer chaque dimanche le long chemin grimpant vers le cimetière, et construisent une chapelle au centre-ville, près de l'ancienne commanderie, rue Louis-Portebois. Elle est bénite le 12 décembre 1937. Au cours des années 1960, les célébrations régulières cessent en l'église Saint-Remi. Elle est laissée à l'abandon, et n'est plus entretenue. Les statues et tout le mobilier de valeur sont transférés dans la chapelle. Le raccordement au réseau électrique ne s'est jamais fait. Deux messes par an sont maintenues : l'une pour le dimanche des Rameaux ; l'autre pour la Toussaint. Une partie des cérémonies d'obsèques a également lieu en l'église Saint-Remi. Avec la dégradation successive de l'édifice, ces rares utilisations cessent également au début du XXe siècle, et l'église est désaffectée au culte en 2014. Dans la même année, la commune entreprend des travaux de réparation des toitures, et protège les fenêtres par des grillages[réf. souhaitée], alors que les vitraux sont déjà enfoncés par des vandales. Laigneville relève aujourd'hui de la paroisse du Creillois-Nord avec siège à Nogent-sur-Oise.
En 2023, un legs de 250 000 euros fait par Claude et Michelle Lustenberger, habitants très appréciés et impliqués dans la vie locale, servira à rénover et protéger l'église,. Ce legs sera aussi consacré à l’entretien de leur tombe et des calvaires de la rue du cimetière.

## Description

### Aperçu général

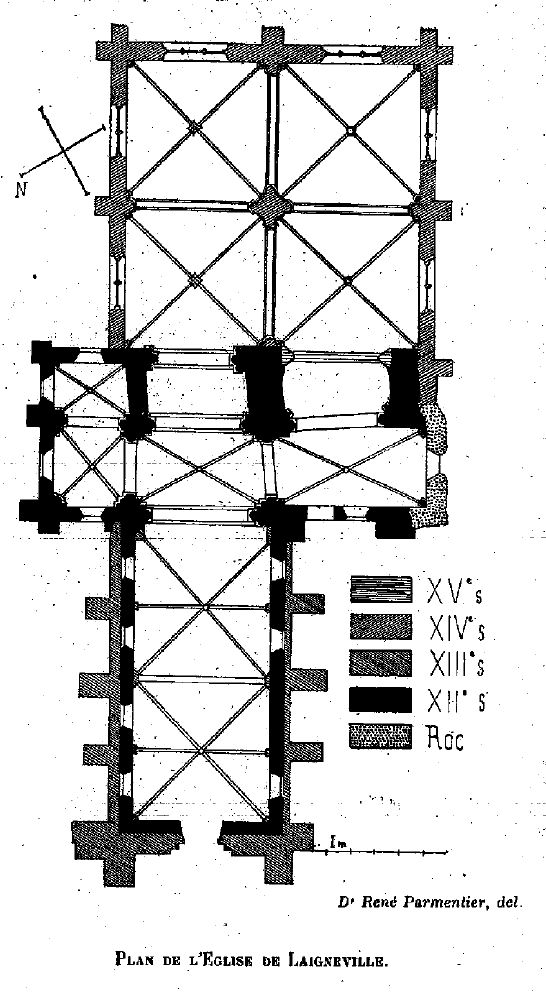
Plan de l'église.

L'église est orientée irrégulièrement vers le sud-est du côté du chevet, mais son axe est parallèle à la crête, et en même temps à l'ancienne route de Senlis à Beauvais. L'alignement sur la pente a permis d'éviter la construction d'un soubassement encore plus important. En même temps, l'on a su profiter de la présence d'un rocher pour tailler les murs du croisillon sud à même la roche. L'édifice répond à un plan cruciforme irrégulier, et se compose d'une nef unique de deux travées doubles recouvertes de voûtes sexpartites ; d'un transept dont le bras méridional est deux fois plus profond que le bras septentrional ; d'une chapelle carrée à l'est du croisillon nord ; d'une courte travée de chœur voûtée en berceau ; de l'amorce de l'ancienne absidiole sud également voûtée en berceau ; et d'un grand chœur-halle de deux fois deux travées carrées dans le prolongement des deux travées voûtées en berceau. Sans mention spécifique, les travées sont munies de voûtes d'ogives ordinaires à quatre branches. Le clocher en bâtière central s'élève au-dessus de la croisée du transept. Il n'y a pas de sacristie hors-œuvre : elle est aménagée dans le croisillon nord et la chapelle attenante. Pour desservir les combles, il y a une tourelle d'escalier carrée en encorbellement portée par le premier contrefort intermédiaire au sud de la nef, et accessible par une cage d'escalier en pans de bois. L'on accède à l'église par le portail occidental de la nef, ou par une petite porte à l'ouest du croisillon sud. Deux portails bouchés existent au nord, dans la première travée de la nef et dans le chœur. La nef, le collatéral sud et le vaisseau central du chœur sont munis de toitures à deux rampants, avec un pignon en façade, et deux pignons au chevet. Le croisillon sud possède un toit à croupes. Le croisillon nord et sa chapelle sont recouverts ensemble par une toiture commune à deux versants, avec un large pignon au nord.

### Intérieur

#### Nef
« Laigneville », dit Eugène Müller, « est un spécimen éminemment curieux ». La nef se singularise par ses deux voûtes sexpartites, et ceci à trois égards. Ce sont des voûtes secondaires, montées après l'achèvement de l'église, dès le début du XIIIe siècle, plus tôt que dans d'autres nefs uniques romanes voûtées après coup, comme Trumilly et Villers-sous-Saint-Leu, à la période gothique rayonnant. La plupart des nefs uniques aujourd'hui recouvertes de voûtes d'ogives ne disposent en fait que de fausses voûtes du XIXe siècle en matériaux légers, telles qu'Ansacq, Balagny-sur-Thérain et Venette. En principe, les voûtes secondaires sont généralement des voûtes ordinaires à quatre branches d'ogives. Une exception constitue la voûte du XVIe siècle du chœur de Raray, qui remplace toutefois une ou deux voûtes plus anciennes. Le voûtement sexpartite est une technique mise au point à la première période gothique pour les édifices d'une certaine ampleur, tels que Saint-Leu-d'Esserent, la cathédrale de Senlis, et, bien sûr, Notre-Dame de Paris. Elle entraîne, le plus souvent, une alternance entre supports forts et faibles, ces derniers correspondant aux branches d'ogives supplémentaires. Les églises à voûtes sexpartites possèdent généralement plusieurs niveaux d'élévation, avec un étage de grandes arcades, et un étage de galeries ouvertes sur combles ou triforium. La nef de Laigneville est à un seul niveau d'élévation. Comme autres exemples, on ne peut guère citer que le chœur de Puiseux-Pontoise, qui date de la fin du XIIe ou du début du XIIIe siècle, et le chœur de Raray, déjà mentionné, qui appartient toutefois à une époque tout à fait différente. Mais avant et surtout, les voûtes sexpartites sont habituellement réservées aux chœurs dans les églises de moindre importance, telles qu'Ermenonville, Fontenay-en-Parisis, Gouvieux (anciennement), Précy-sur-Oise, Saint-Jean-aux-Bois. L'application aux nefs reste toujours exceptionnelle dans le milieu rural. Les exemples les plus connues sont Angicourt et Nesles-la-Vallée. On peut ajouter la collégiale Saint-Frambourg de Senlis, dont la fondation royale explique le parti architectural ambitieux.

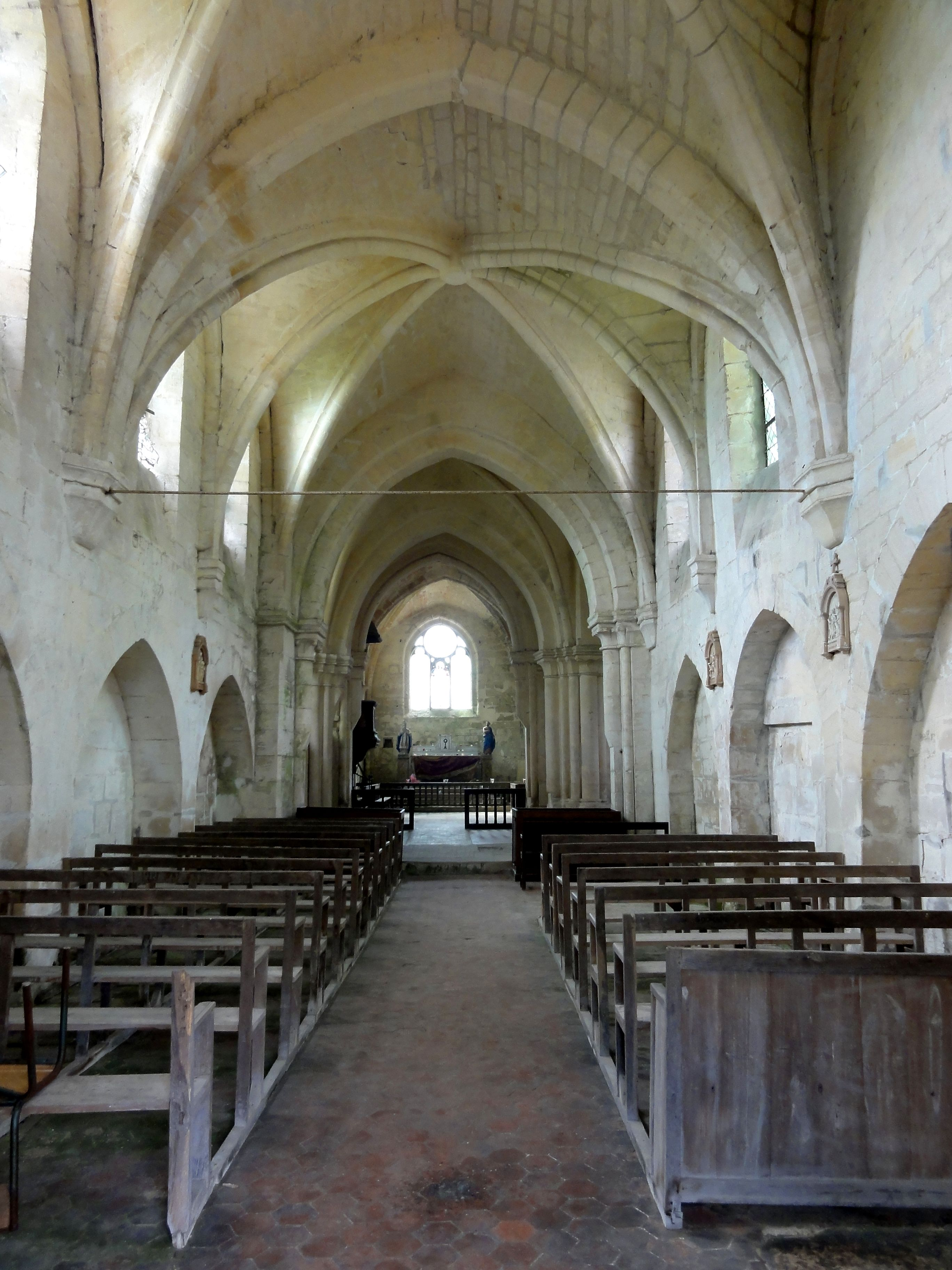
Nef, vue vers l'est.

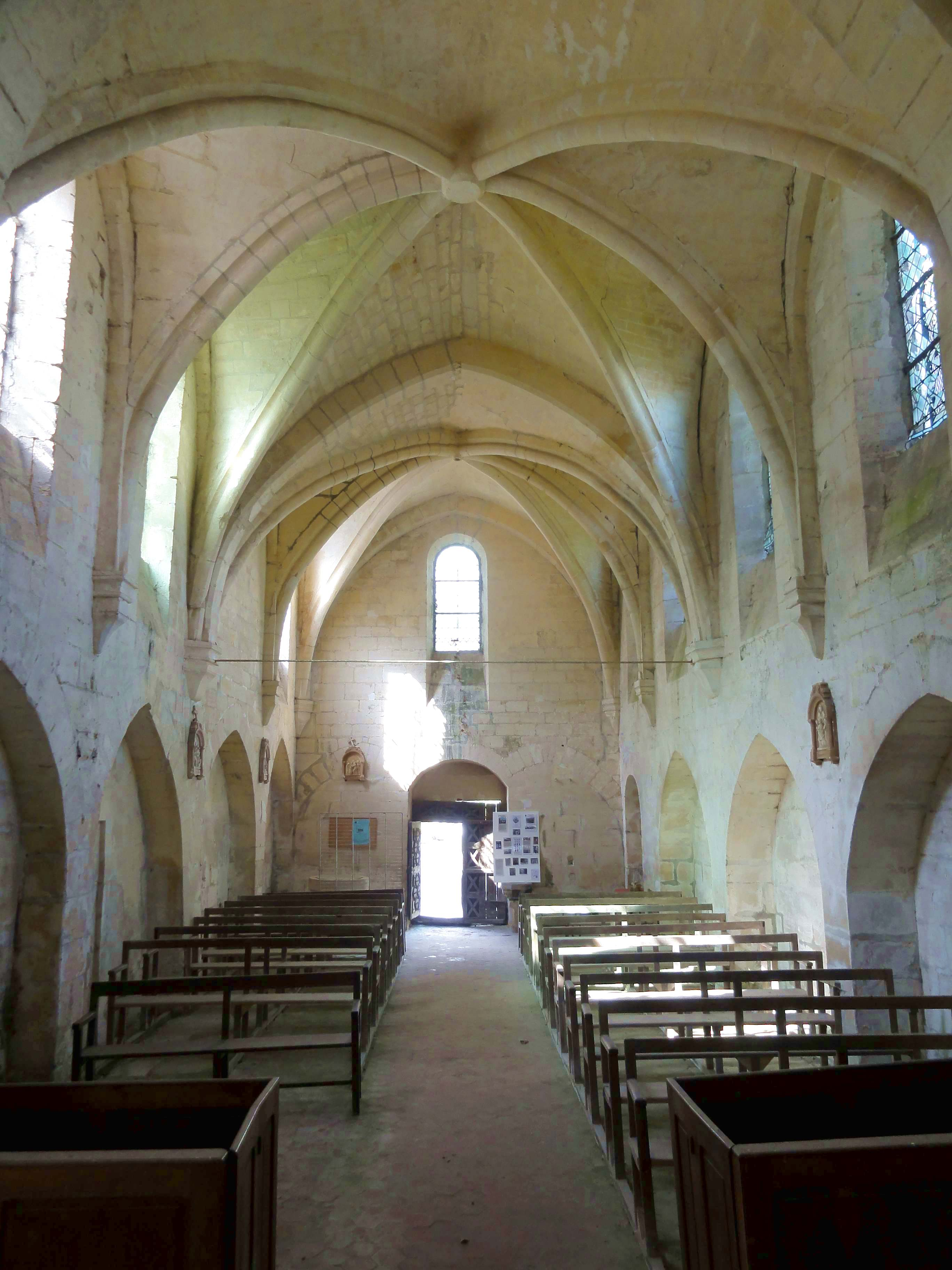
Nef, vue vers l'ouest.

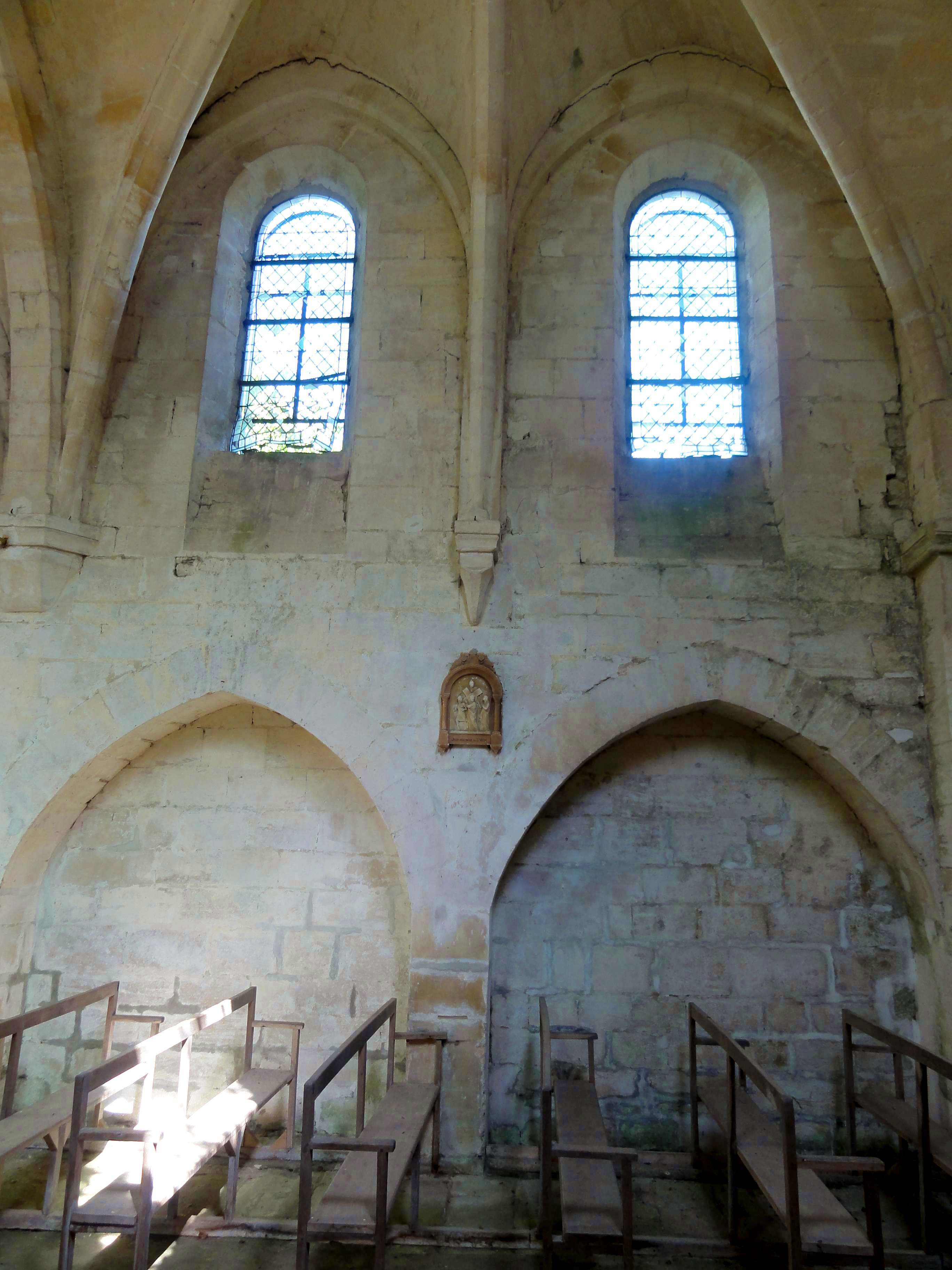
Élévation nord.

L'exécution des voûtes est moins remarquable. Contrairement à Trumilly et Villers-sous-Saint-Leu, mais conformément à l'usage qui se répand à la période flamboyante, l'on renonce à des colonnettes à chapiteaux, et fait retomber les nervures sur des culs-de-lampe. Ceux-ci se composent d'un tailloir et d'une corbeille simplement épannelée à plusieurs pans, plutôt que d'être sculptée. Des feuilles simples sont seulement suggérer par une entaille en haut de la face frontale de la corbeille. La tailloir présente, du haut vers le bas, une plate-bande ; un listel ; un cavet peu profond relié à une baguette ; et encore une plate-bande, que l'on peut aussi considérer comme faisant partie de la corbeille. L'abbé Müller parle de « consoles d'un dessin élégant et de noble simplicité ». Le doubleau intermédiaire et les formerets ne sont que de simples rangs de claveaux aux angles chanfreinés. Les ogives, minces et d'un bel effet contrairement au reste, accusent un tore en forme d'amande, dégagé par deux gorges d'un bandeau en arrière-plan. Les clés de voûte sont aujourd'hui des disques dénués de tout décor, mais ce n'est peut-être pas toujours été ainsi. L'on note encore de nombreuses irrégularités dans le détail, et le tracé surbaissé des ogives diagonales, alors que le doubleau et le formeret au revers de la façade affectent un tracé en arc brisé régulier. Ce tracé surbaissé résulte, bien entendu, de la grande portée de ces ogives, qui est imputable au plan carré des travées, et donc à la distance à couvrir, qui serait moins importante au cas de travées barlongues, plus habituelles. En même temps, le maître d'œuvre n'a pas voulu exhausser les murs gouttereaux, ni faire retomber les voûtes à un niveau plus bas. En l'occurrence, les tailloirs se situent à mi-distance entre le sol et le sommet des voûtes. Les branches d'ogives supplémentaires, parallèles au doubleau, adoptent un tracé plus aigu, et elles sont presque verticales au-dessus des tailloirs, car leur portée est moindre. Par leur architecture sobre, leur exécution pas toujours soignée, mais aussi leur relative élégance en dépit des faiblesses signalées, les voûtes de Laigneville se rapprochent du chœur de Monchy-Saint-Éloi, qui date de la fin du XIIe siècle, mais pourrait être l'œuvre du même atelier.
Les fenêtres s'inscrivent entièrement dans les lunettes des voûtes. Ce sont des lancettes simples en plein cintre, qui sont assez faiblement ébrasées, mais s'ouvrent au-dessus d'un long glacis pentu, conformément à l'usage à la première période gothique. La hauteur des piédroits équivaut à deux fois la largeur, et celle-ci est équivalente à un tiers de la largeur des demi-travées. Il y a une fenêtre au-dessus du portail, et latéralement, une par demi-travée, sauf derrière la cage d'escalier hors-œuvre. Les soubassements sont animés par des arcatures plaquées en tiers-point, sans aucun ornement. René Parmentier pense qu'il s'agisse d'un aménagement du XIIIe siècle, qui daterait donc de la même campagne que le voûtes, les contreforts et le renforcement des allèges et de la façade. À la période romane, l'on trouve des arcatures plaquées à Cambronne-lès-Clermont, Catenoy, Rocquemont, Saint-Vaast-de-Longmont, Trumilly et Villers-Saint-Paul. À la période gothique, elles sont généralement réservées aux édifices plus prestigieux, tels que Creil, Montataire ou Taverny, mais se trouvent aussi dans le bas-côté de Catenoy ajouté à cette époque. Indépendamment des époques, la retombée sur des colonnettes à chapiteaux est la règle. Au début du mur septentrional, la petite arcade plaquée est en plein cintre : ce n'est autre que le portail latéral bouché. Au revers de la façade, l'arc du portail, en cintre surbaissé, est flanqué de deux arcs de décharge en tiers-point, dont le tracé est tronqué vers l'axe du mur, et intercepté par l'arc du portail.

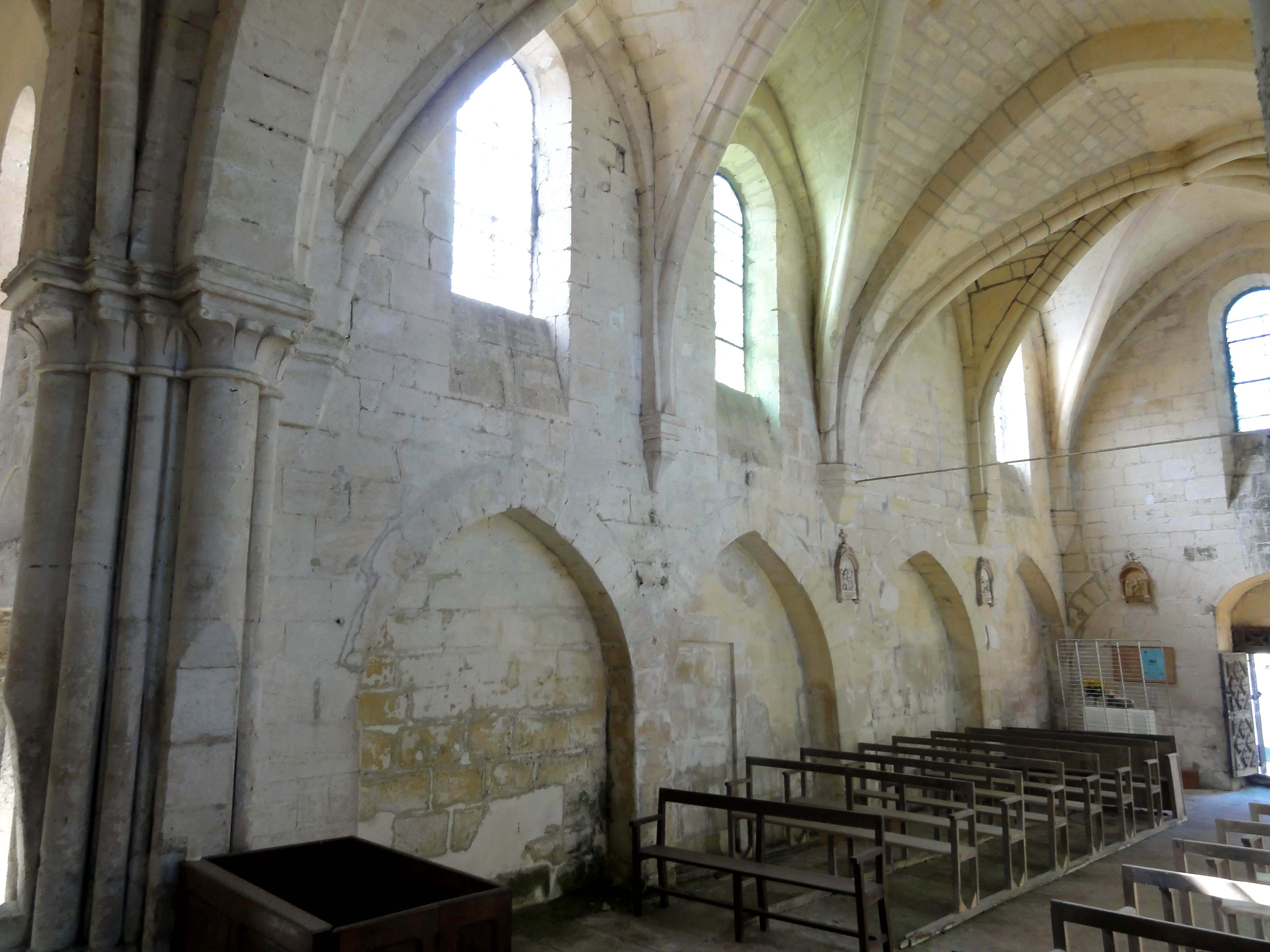
Vue du flanc sud.
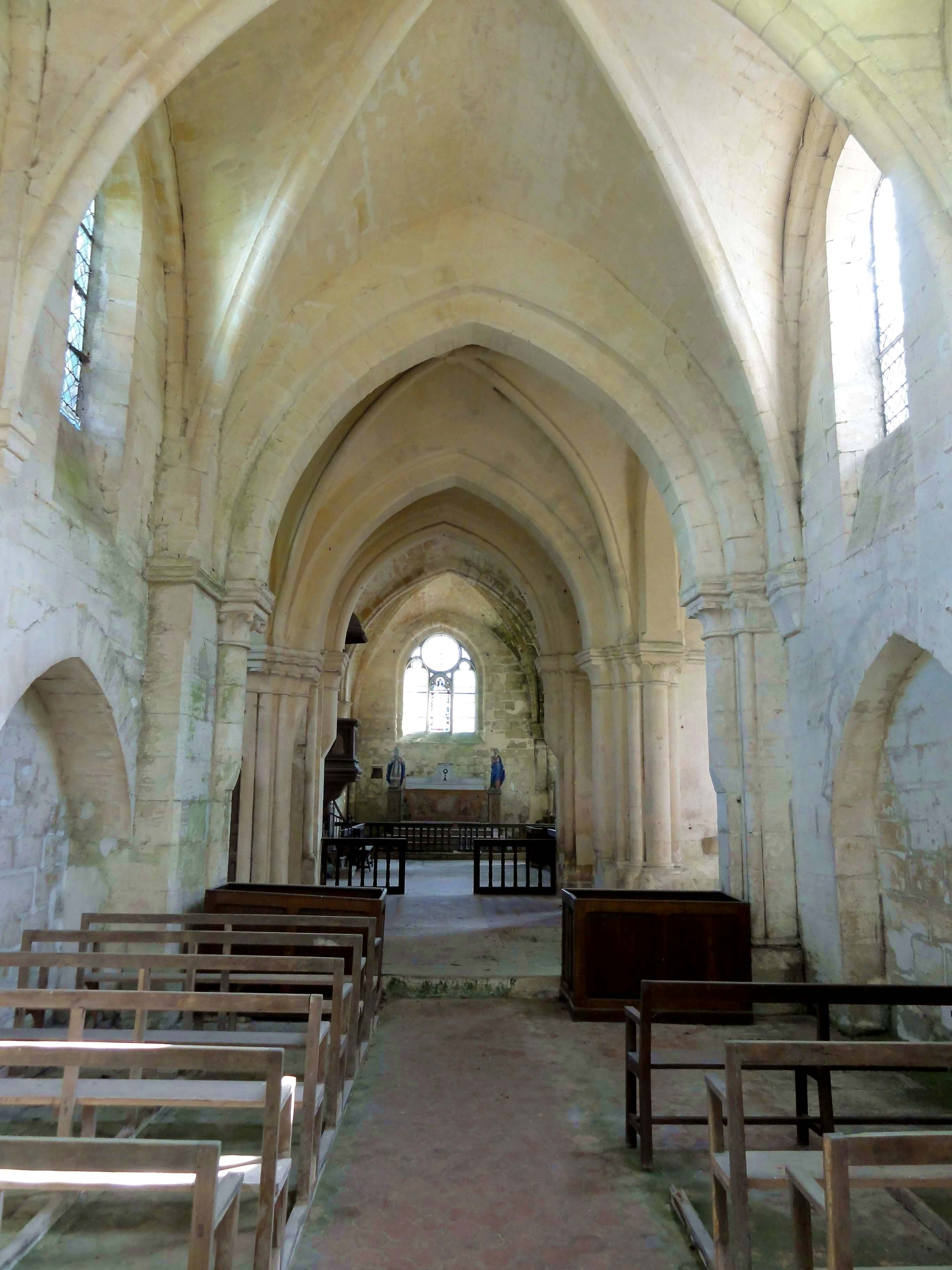
Vue vers l'est.
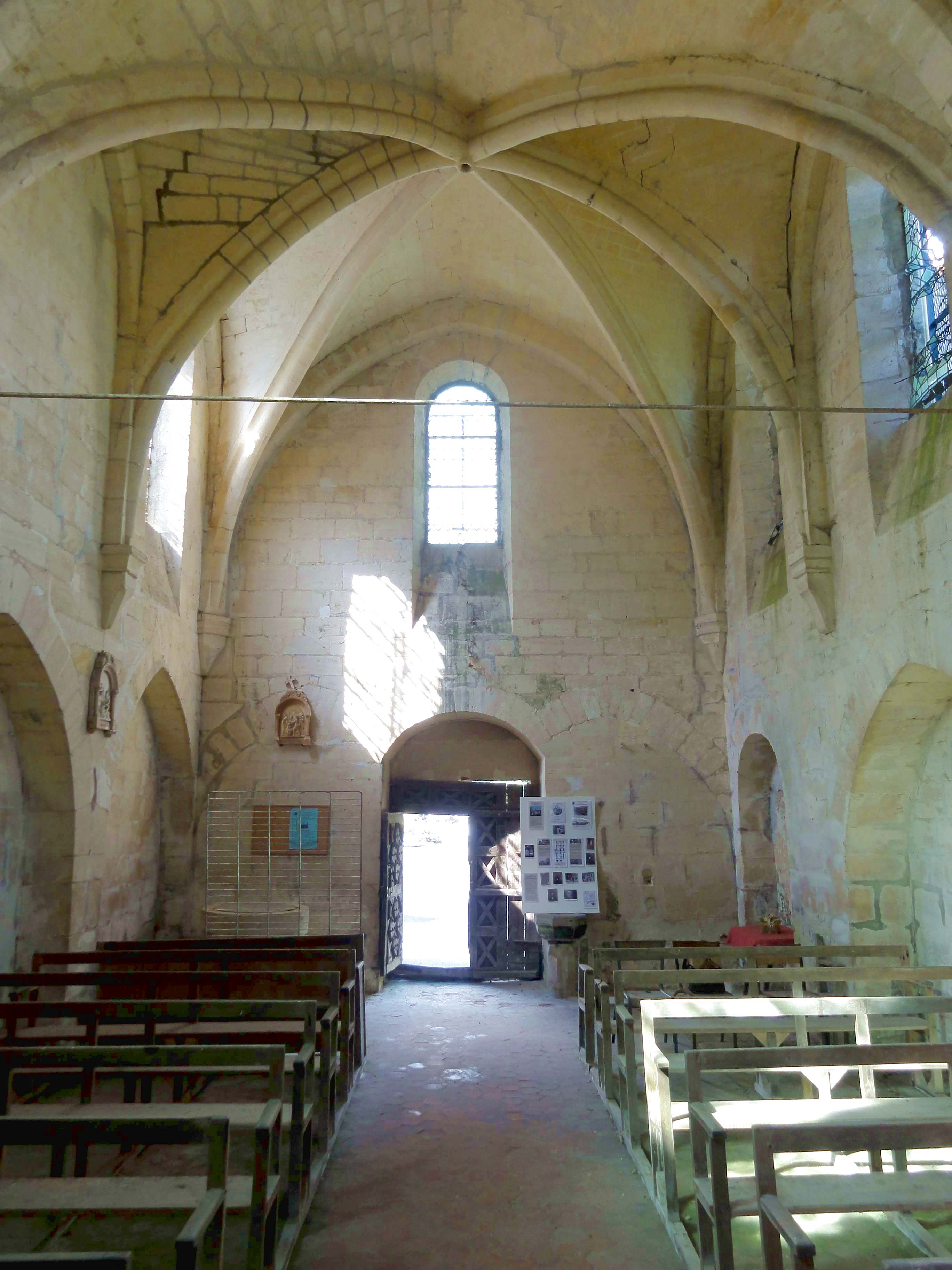
Vue vers l'ouest.
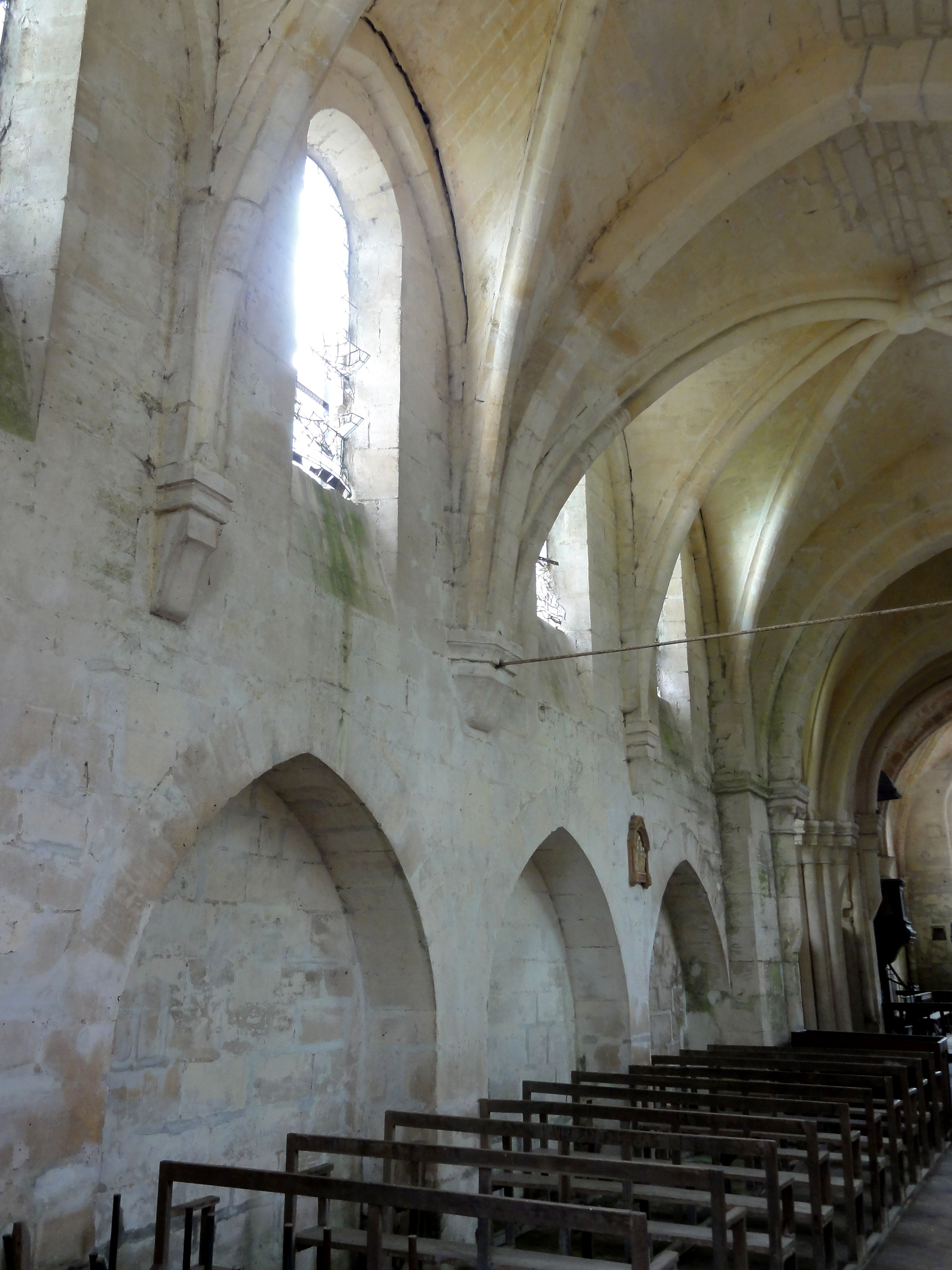
Vue du flanc nord.
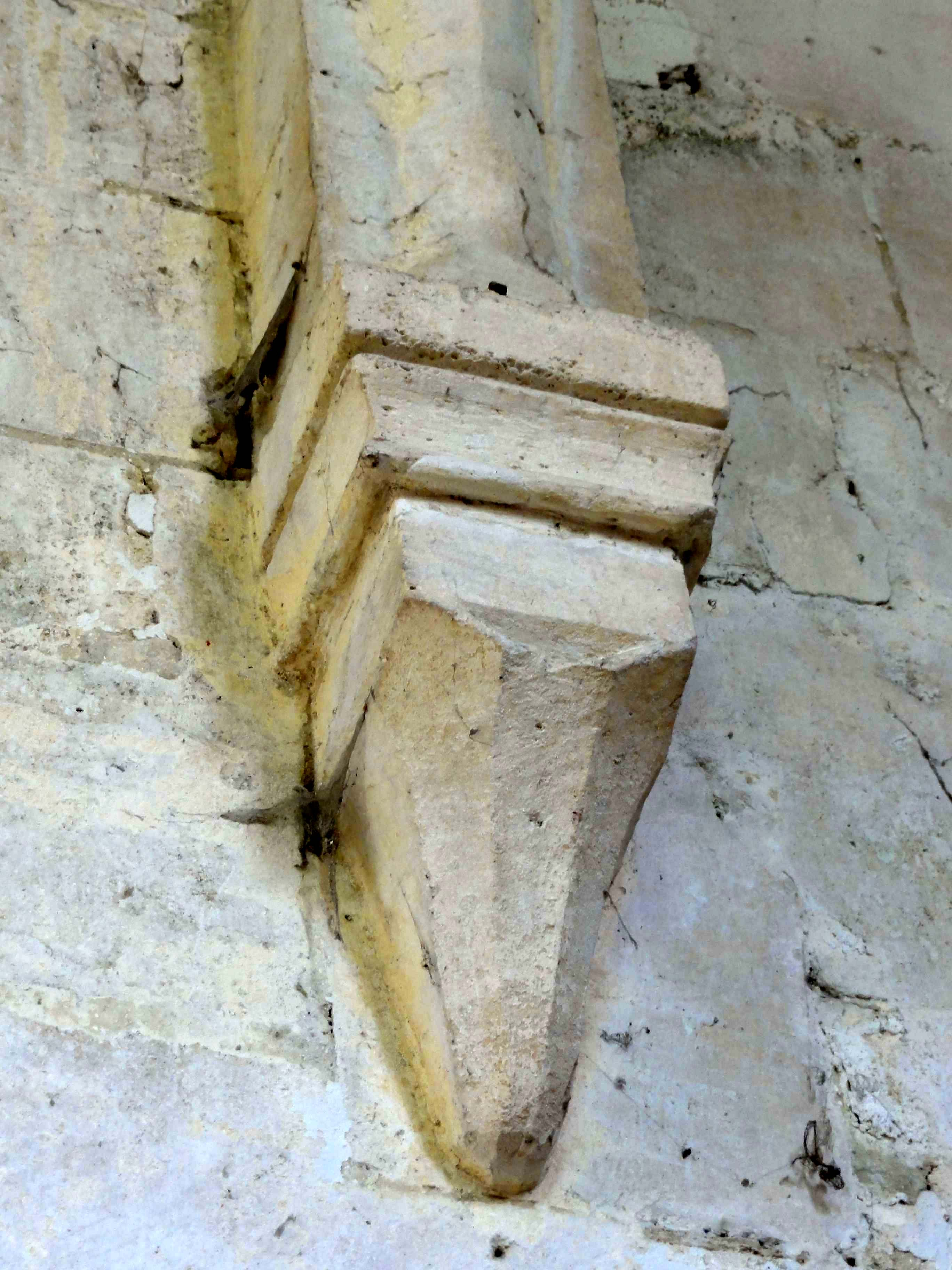
Cul-de-lampe.
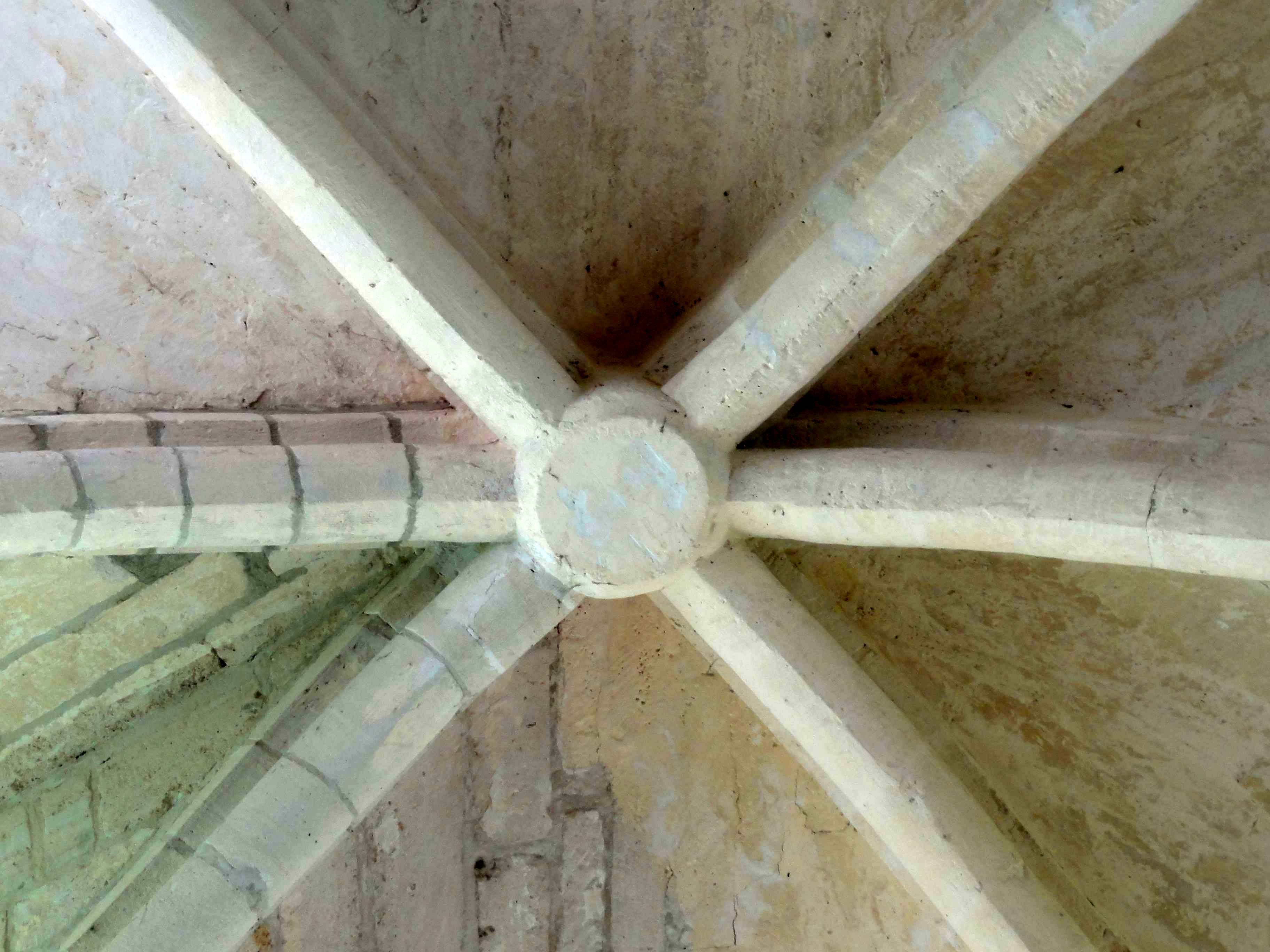
Clé de voûte.

#### Chœur du milieu duXIIesiècle

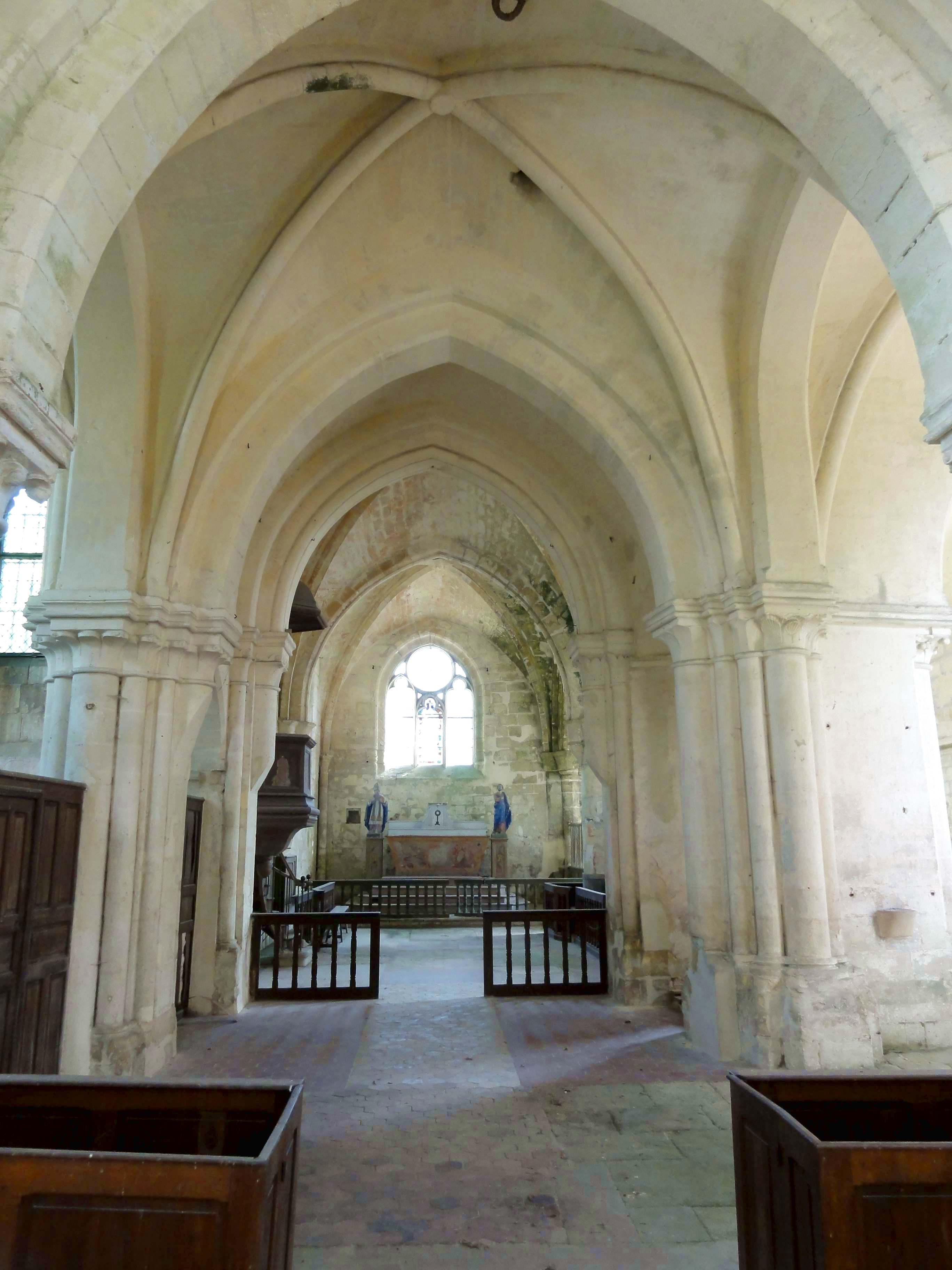
1re travée, vue vers l'est.

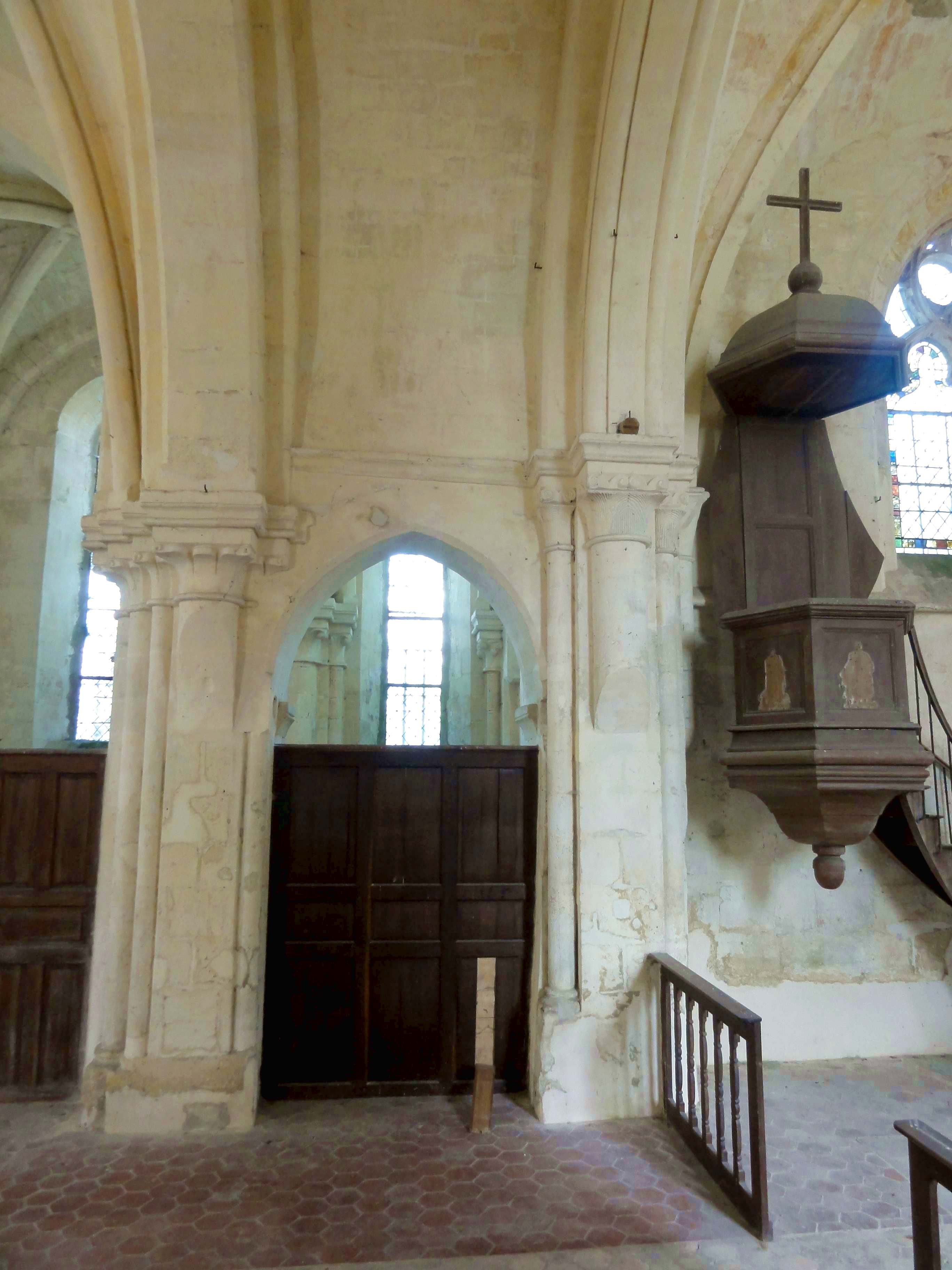
2e travée, élévation nord.

La première travée du chœur du milieu du XIIe siècle tient en même temps lieu de base du clocher et croisée du transept, mais en l'occurrence, le terme également usuel de carré du transept ne s'applique pas, car la travée est très nettement barlongue dans le sens nord-sud, comme à Rully. La largeur entre les colonnettes est de 3,40 m en avant et de 3,84 m en arrière, et la profondeur entre les colonnettes est de 2,50 m seulement. La travée est délimitée par quatre doubleaux en arc brisé, qui ne sont pas moulurés, et ont simplement les arêtes chanfreinées. Les doubleaux vers les croisillons adoptent un tracé très surhaussé, avec de longues sections verticales au-dessus des tailloirs. Les doubleaux, plus larges, vers la nef et la seconde travée du chœur sont à double rouleau, et retombent sur une colonne engagée et deux fines colonnettes logées dans des ressauts des piliers. Avec les fines colonnettes des ogives, l'on obtient ainsi le nombre inhabituel de deux fines colonnettes à chapiteaux dans chacun des angles de la croisée du transept. Les supports ont été en partie supprimés ou tronqués, que ce soit dans le cadre du voûtement de la nef, de la pose de boiseries aujourd'hui disparues, ou de l'amélioration de la visibilité du sanctuaire depuis la nef des fidèles. Côté nef, la fine colonnette du rouleau supérieur ne subsiste plus qu'au sud. La partie inférieure des colonnes a été coupée. Côté sanctuaire, la fine colonnette ne subsiste plus qu'au sud également, mais au nord, sans tailloir a été conservé, sans le chapiteau. La colonne au nord de ce doubleau a été réduit à un cul-de-lampe immédiatement en dessous du tailloir du chapiteau.
Les chapiteaux de la croisée du transept sont presque tous traités de la même manière. Les corbeilles sont épannelées sur un plan rond à l'astragale et carré sous le tailloir. En haut, des entailles verticales suggèrent une feuille plate sur le milieu de la face, et une feuille plate par angle. Seulement les bordures des feuilles sont réellement sculptées ; on y voit une petite volute à chaque angle. Au sud-ouest seulement, les feuilles se terminent pour la plupart en crochets encore stylisés. L'on ne trouve pas, dans les églises romanes tardives des environs, des chapiteaux strictement analogues. Mais des chapiteaux semblables, encore plus simples, sans les petites volutes, existent autour de la croisée du transept d'Angicourt. Les tailloirs ressemblent étrangement à ceux de la nef. Les différentes strates la modénature sont plus nettement accusés, et  sans doute plus soigneusement travaillée, mais l'on a l'impression d'être face au même profil. Dans la nef, un grattage lors d'une restauration ancienne a aussi pu conduire à une modénature d'aspect plus sèche. Quant aux bases, elles ne subsistent plus qu'au sud. Elles se composent d'un petit tore et d'un tore inférieur largement débordant, séparés par une scotie. Les ogives sont monotoriques, mais pas en forme d'amande. À l'instar de la nef, la clé de voûte n'est pas, ou plus, décorée. Elle se situe à 6,40 m au-dessus du niveau du sol.
La deuxième travée du chœur, très peu profonde, est notamment caractérisée par son voûtement en berceau brisé. Dans une région qui a joué un rôle prépondérant dans la diffusion du voûtement d'ogives en France, avec la Normandie, le voûtement en berceau constitue déjà l'exception à une époque quand l'arc brisé commence à s'imposer. Comme autres exemples, l'on ne peut guère citer que Béthisy-Saint-Pierre, Labruyère, Monchy-Saint-Éloi, Rieux et Santeuil. Des voûtes en berceau plein cintre existent encore à Asnières-sur-Oise, Bray, Catenoy (associée à une voûte d'arêtes), Luzarches, l'ancienne chapelle du manoir de Rouffiac à Pontpoint, Saint-Clair-sur-Epte, la première travée de la chapelle de la Vierge de Saint-Vaast-de-Longmont, etc., sans mentionner les bases de clocher. La limite entre voûte et murs latéraux est soulignée par une tablette moulurée dans la continuité des tailloirs. Les deux élévations latérales sont différentes, ce qui, étant donné le caractère différent des chapelles adjacentes, n'a rien d'étonnant. Au nord, l'on trouve une arcade brisée aussi large que le permet l'intervalle entre les colonnettes, qui est munie d'impostes moulurés des deux côtés. Au sud, l'on trouve une arcade en plein cintre presque aussi large, mais plus élevée. Son archivolte retombe sur la tablette moulurée déjà signalée. Au fond, cette arcade ménagée dans un mur très épais est, supérieurement, bouchée par un mur, où apparaît la même tablette. En dessous, une arcade brisée établit l'intercommunication avec l'ancienne absidiole. Reste à évoquer le doubleau oriental, qui aurait été remanié de la manière déjà signalé. Ses tailloirs affichent toutefois le même profil qu'ailleurs. Le rang de claveaux inférieur est mouluré d'un méplat entre deux tores. Les chapiteaux au nord sont remarquables. En haut des corbeilles, se détachent des volutes d'angle typiquement romanes. Elles sont au nombre de quatre sur le gros chapiteau, qui évoque ici deux petits chapiteaux accouplés. Un peu plus bas, la sculpture change radicalement, et les corbeilles sont sculptées de palmettes parsemées de stries très rapprochées.

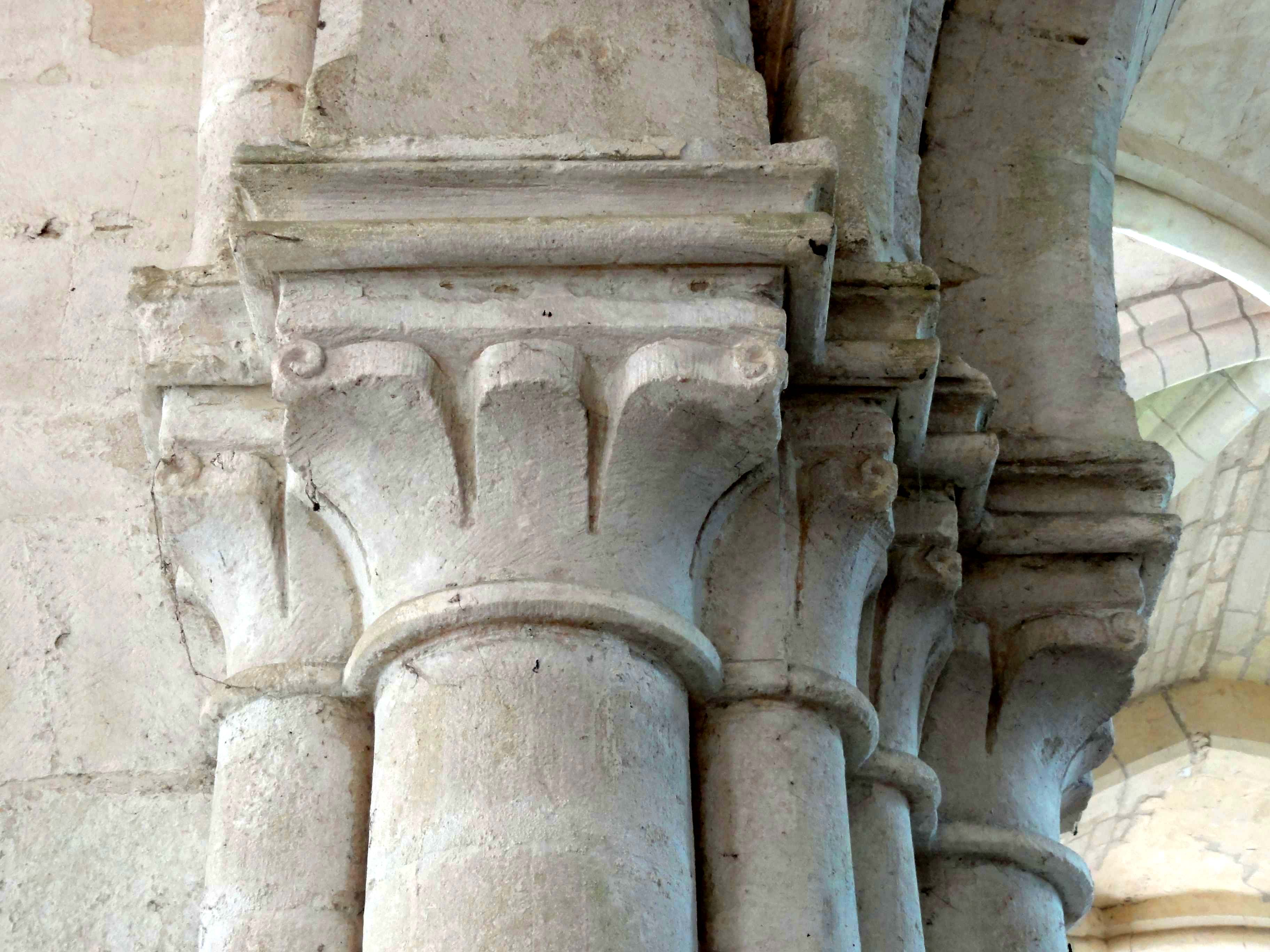
Base du clocher, doubleau méridional, chapiteaux côté ouest.
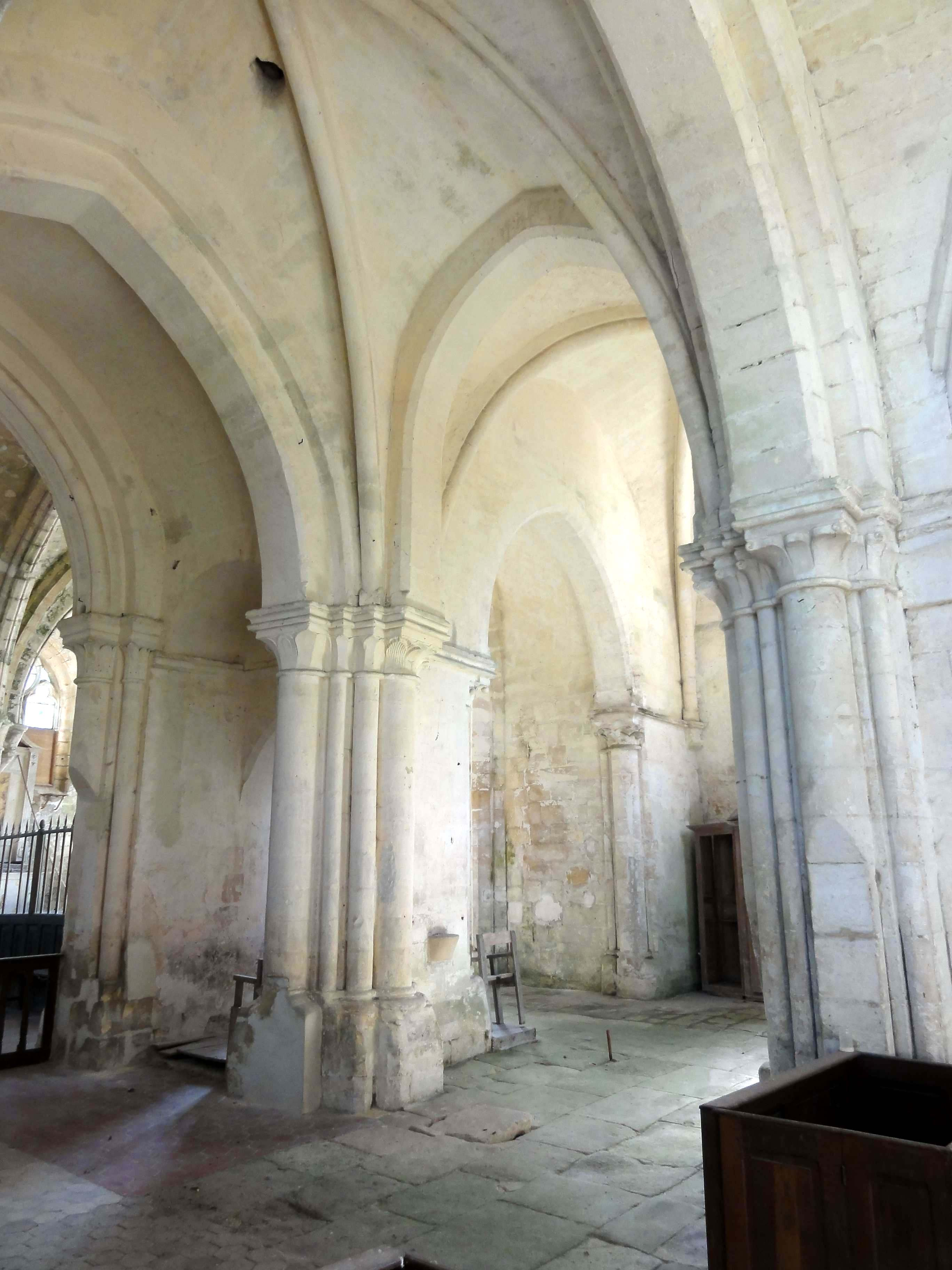
Vue diagonale vers le sud-est ; à droite, le croisillon sud.
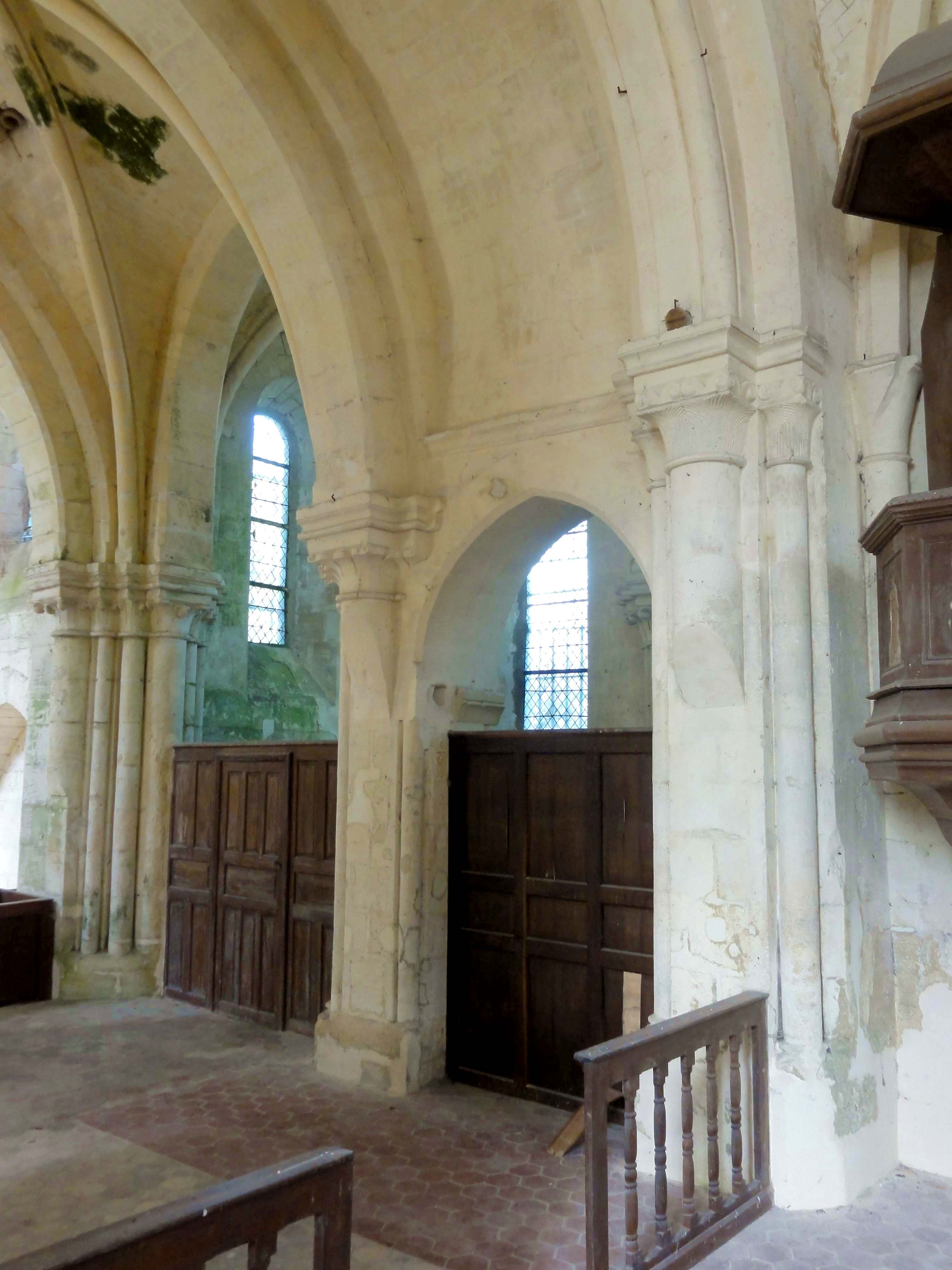
Vue diagonale vers le nord-ouest ; à droite, la chapelle du nord.
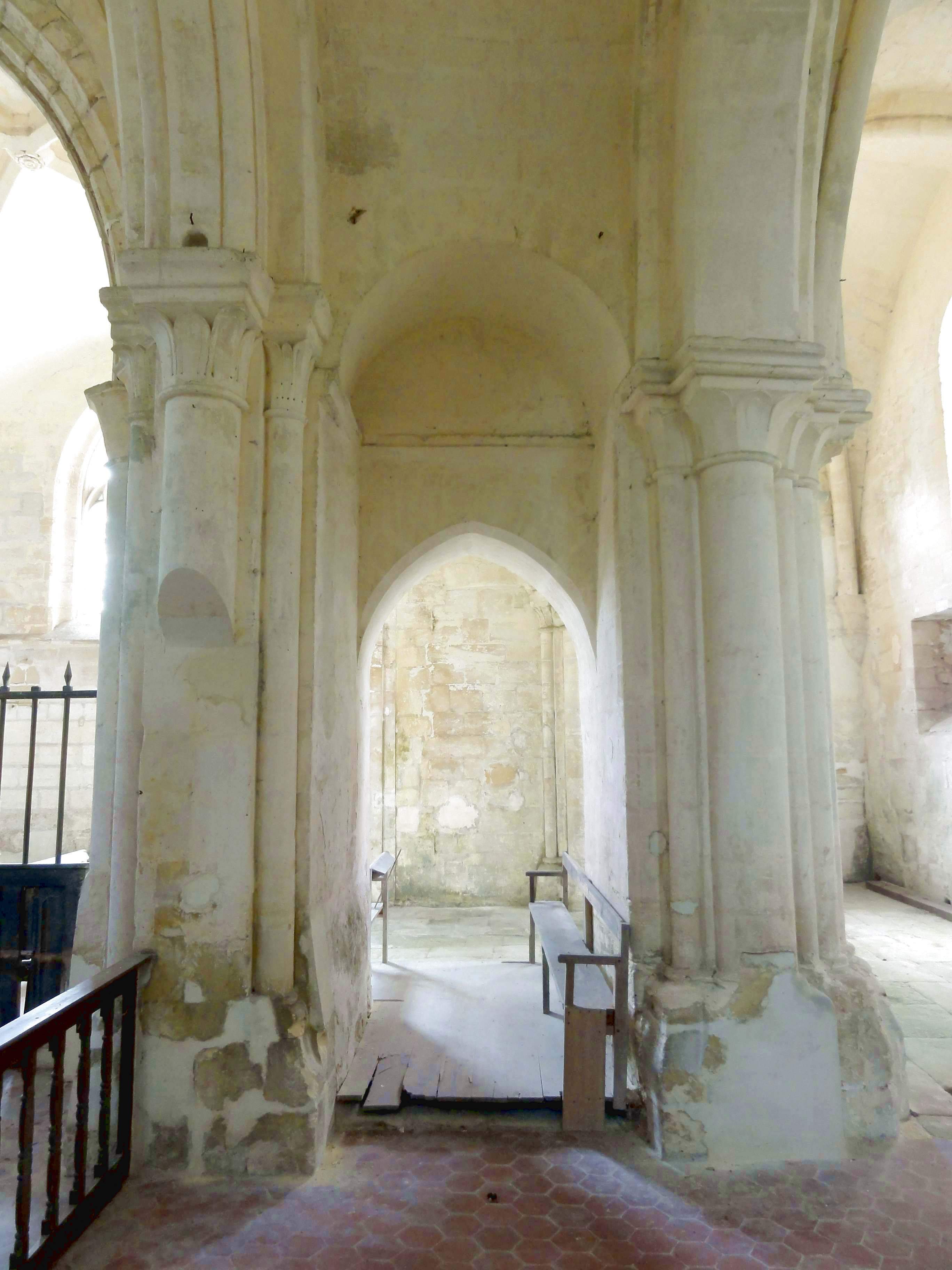
2e travée, vue vers le sud.
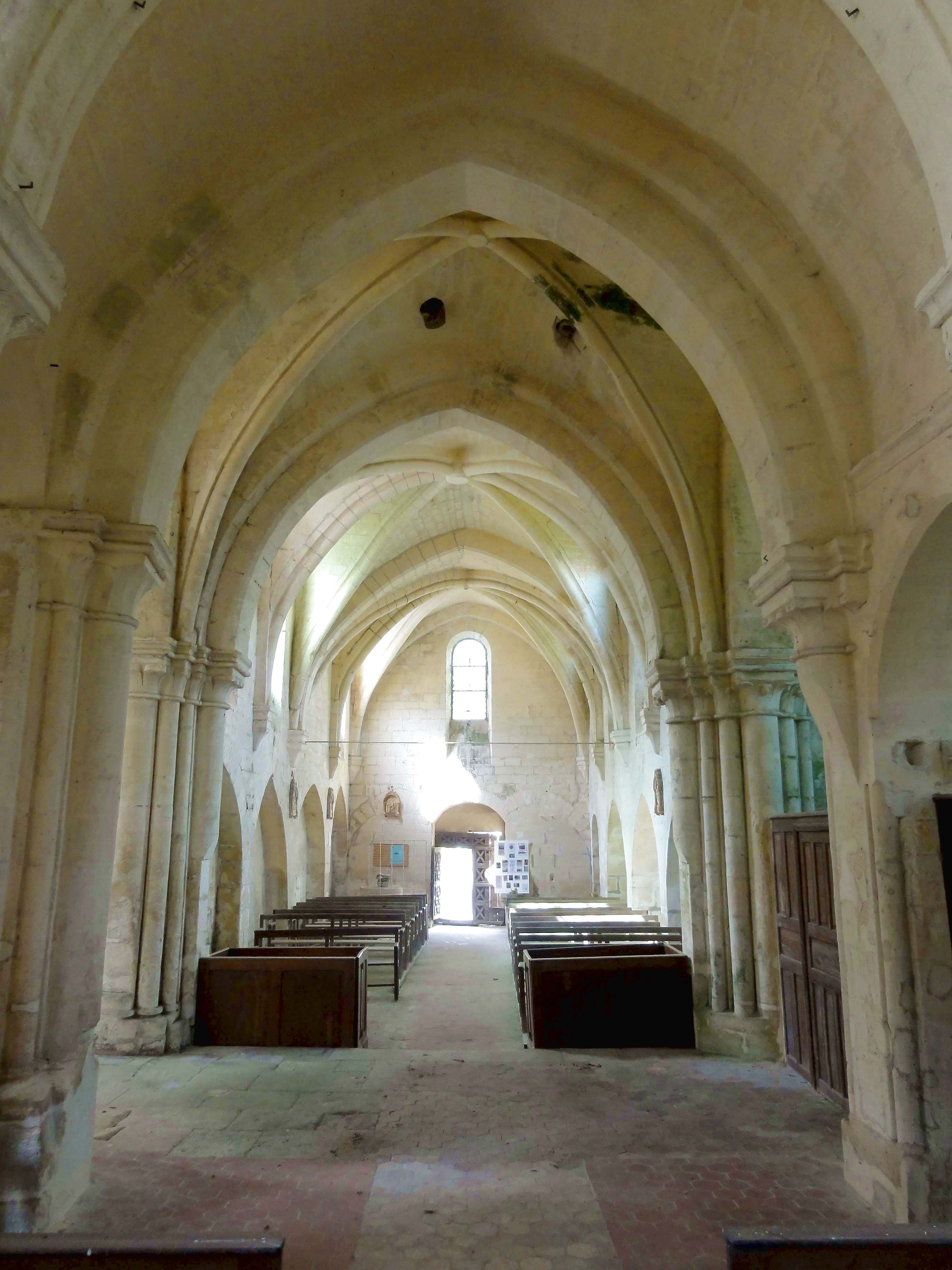
2e travée, vue vers l'ouest.
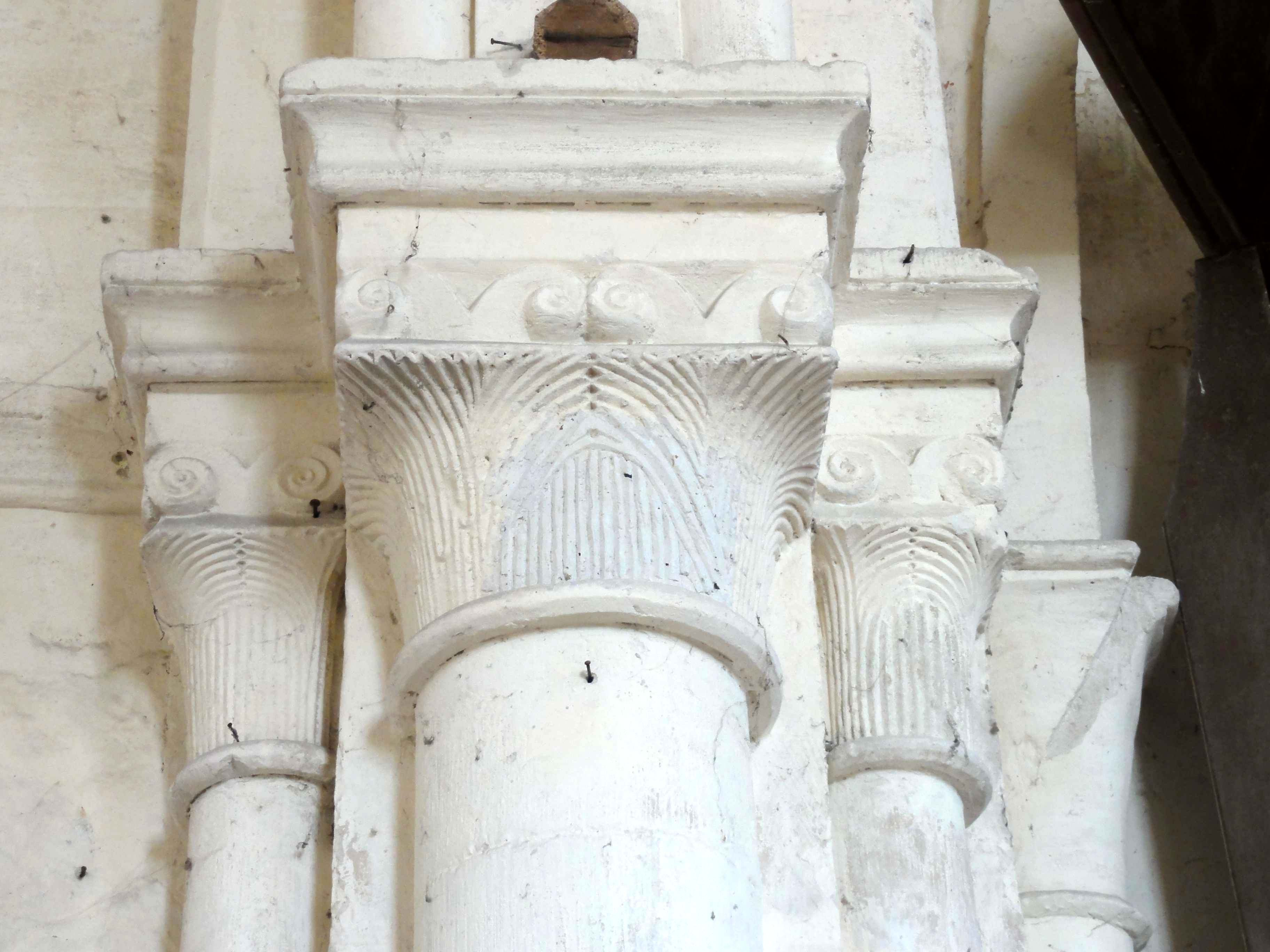
2e travée, doubleau oriental, chapiteaux côté nord.

#### Croisillon sud et ancienne absidiole

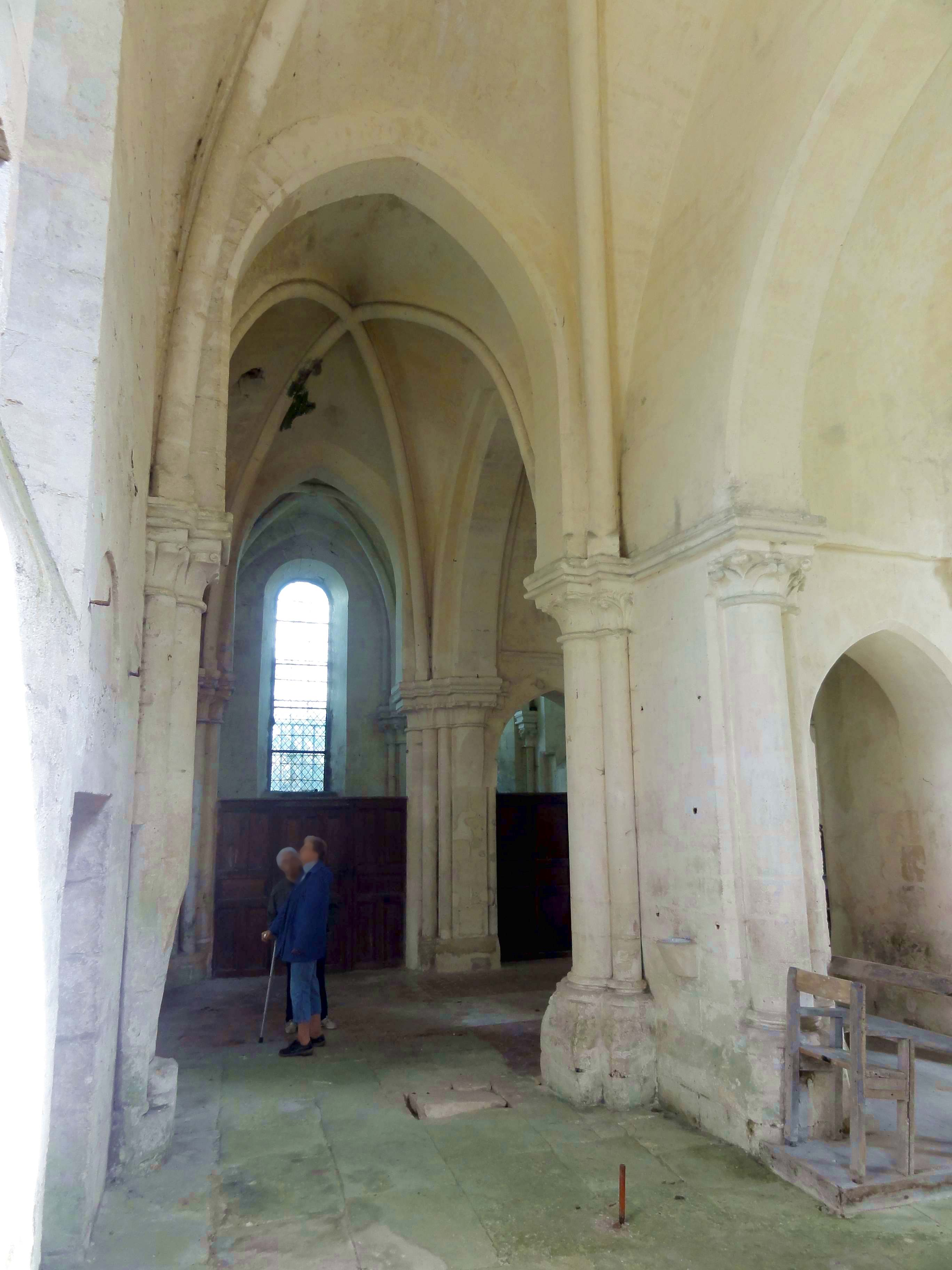
Croisillon sud, vue vers le nord dans la base du clocher.

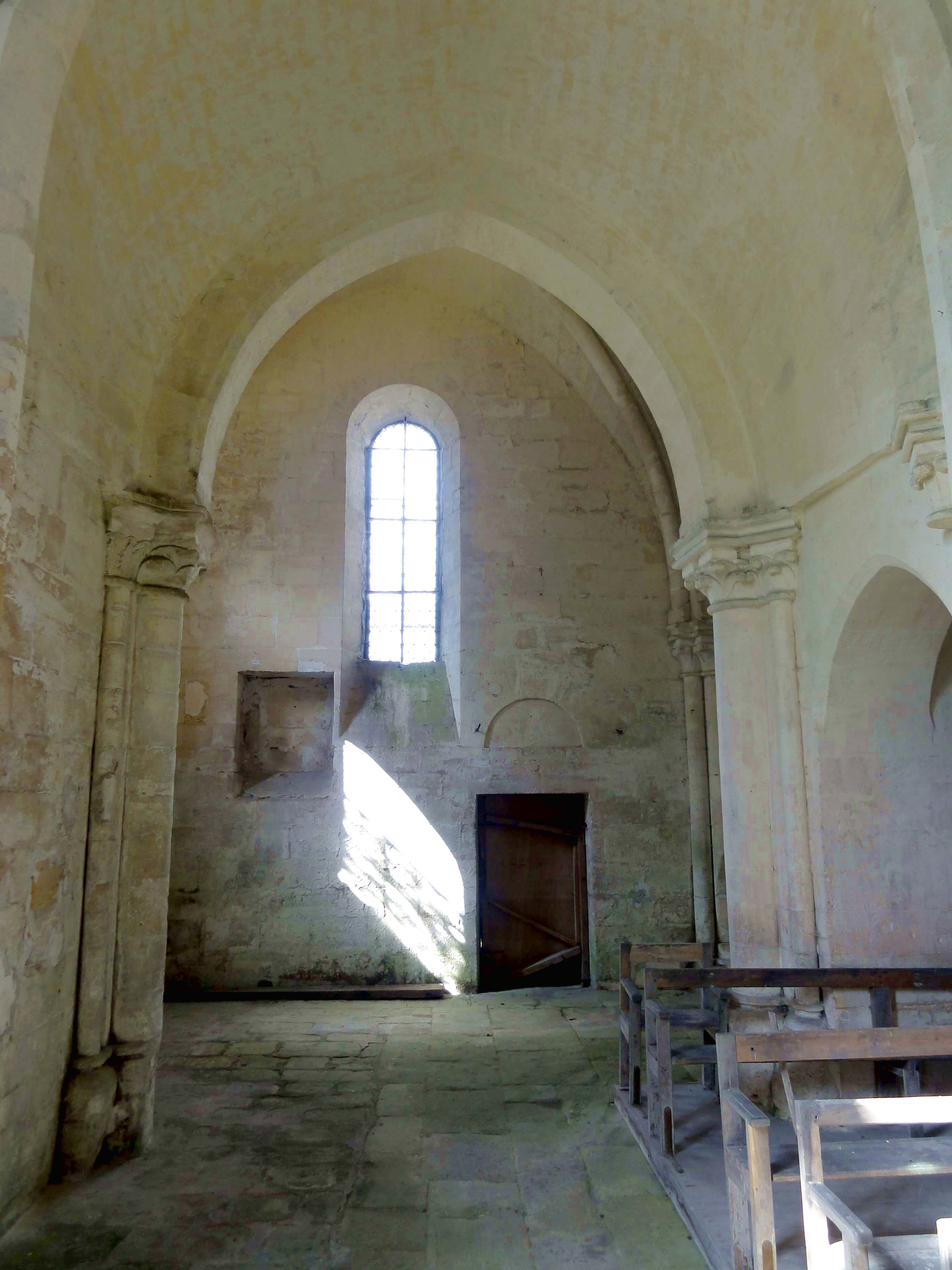
Absidiole, vue vers l'ouest dans le croisillon.

D'une manière très atypique, le croisillon sud adopte un plan barlong très prononcé dans le sens nord-sud, plus encore que la première travée du chœur, et est pratiquement deux fois plus profond (dans le sens nord-sud) que large. L'importante profondeur n'apporte pas une largeur tout aussi importante de l'absidiole. Ainsi, des pans de mur assez larges flanquent l'arcade orientale ouvrant sur l'ancienne absidiole. Leur présence est imputable à l'épaisseur exagéré des murs latéraux de l'absidiole, dont celui du nord, partagé avec la deuxième travée du chœur, est néanmoins percé d'une arcade. À l'instar de ce qui s'observe dans la deuxième travée du chœur, une tablette moulurée court au niveau des tailloirs des chapiteaux. Le plan inhabituel, et aussi l'arcade aigüe au tracé très surhaussé, confèrent au croisillon un caractère insolite. Mais sa principale particularité, qui le rend tout à fait unique, ne s'aperçoit qu'en regardant de près le mur méridional, que ce soit de l'intérieur ou de l'extérieur : presque jusqu'aux impostes de la fenêtre, il est taillé à même la roche. L'architecture, en soi, n'appelle que peu de remarques. La voûte est dépourvue de formerets, et ses ogives monotoriques adoptent le même profil que dans le vaisseau central. Il y a une petite clé de voûte sous la forme d'un petit disque, sculpté d'un oiseau en bas-relief. Au nord, de part et d'autre de l'arcade vers la base du clocher, la retombée s'effectue sur des colonnettes à chapiteaux logées dans les angles, qui forment des groupes avec les colonnes engagées de l'arcade. Au sud, les ogives sont reçues sur des culs-de-lampe, qui paraissent être des chapiteaux dont les fûts furent supprimés. L'un de ces anciens chapiteaux est disposé « à bec » (en pointe). Au sud, le jour entre par une lancette en plein cintre analogue à celles de la nef, mais moins élevée. À l'ouest, la lancette, bien axée sous le sommet de la voûte, est plus élevée. À sa gauche, une niche carrée est ménagée dans le mur, trop éloignée du sol pour avoir pu servir d'armoire murale, sans négliger que son plancher est à pente. À sa droite, une petite porte rectangulaire sous un arc de décharge en plein cintre constituait l'unique accès à l'église pendant les deux ou trois décennies où la nef était en chantier. Cette porte est plus large que l'arc de décharge.
L'ancienne absidiole s'ouvre par une arcade brisée, aux angles chanfreinés, qui retombe sur deux colonnes à chapiteaux. Elles sont de la même facture que celles qui supportent les doubleaux autour de la première travée du chœur. En revanche, la sculpture des chapiteaux est un peu plus aboutie et d'un style plus avancé, et ils arborent des feuilles aux extrémités recourbées en crochets, assez représentatives de la première période gothique. Par leurs tailloirs, les chapiteaux sont reliés à ceux des colonnettes logées dans les angles de l'absidiole. Ces colonnettes sont sans emploi depuis le remaniement de la voûte en cul-de-four. Leurs tailloirs sont implantés diagonalement. L'un de leurs chapiteaux est sculpté à l'image du gros chapiteau adjacent ; sur l'autre, de petites feuilles polylobées très finement traitées se superposent aux autres. Le Dr Parmentier s'explique la présence des colonnettes à chapiteaux sans fonction par les nervures qui garnissaient le cul-de-four avant son remaniement, comme à Morienval et Saint-Clair-sur-Epte. Le chapiteau suspendu dans l'angle nord-est de l'absidiole, à gauche du doubleau ouvrant sur le collatéral du chœur, devrait s'expliquer de la même manière. Il est sculpté d'étroites palmettes striées et de gros bourgeons. C'est Eugène Müller qui évoque, le premier, l'existence ancienne d'une voûte en cul-de-four, sans justifier le rôle des chapiteaux, et sans relever la particularité intrigante que la voûte monte vers l'est, au lieu de descendre. L'abbé Müller ne prétend pas à une étude exhaustive, mais René Parmentier adopte, sans hésitation, son hypothèse, et se contente d'évoquer un remaniement de la voûte pour expliquer qu'elle monte vers l'est. Pourtant, la déclivité est telle qu'il faut supposer une reconstruction totale de la voûte, rendue opportune pour éviter un ressaut à l'entrée du collatéral du chœur, dont les voûtes sont un peu plus élevées que celles du transept. Cela étant dit, il n'y a aucun élément concret pour démontrer que la voûte primitive était bien en cul-de-four. La position des chapiteaux et tailloirs correspond tout à fait à une voûte d'ogives.

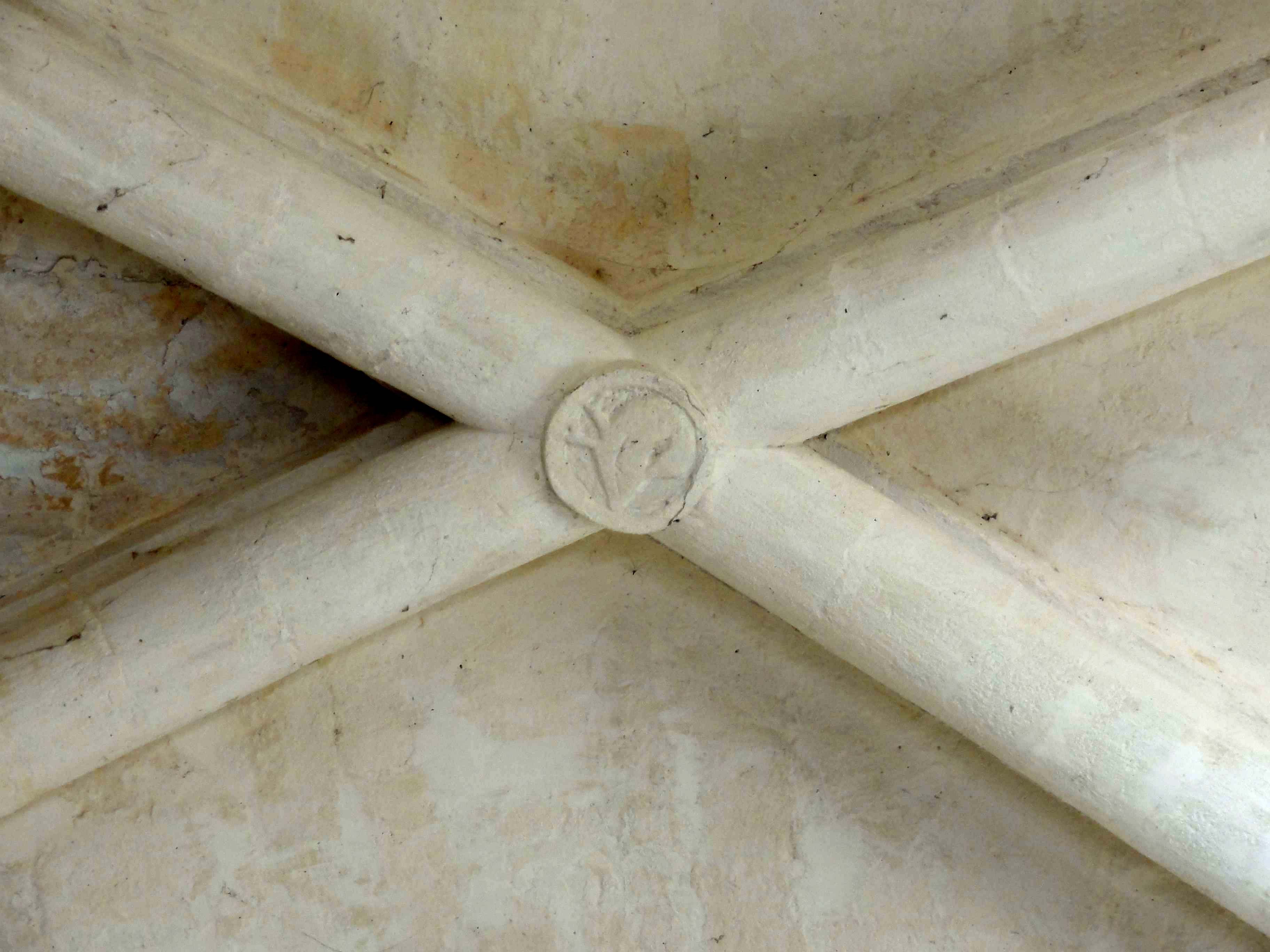
Croisillon sud, clé de voûte.
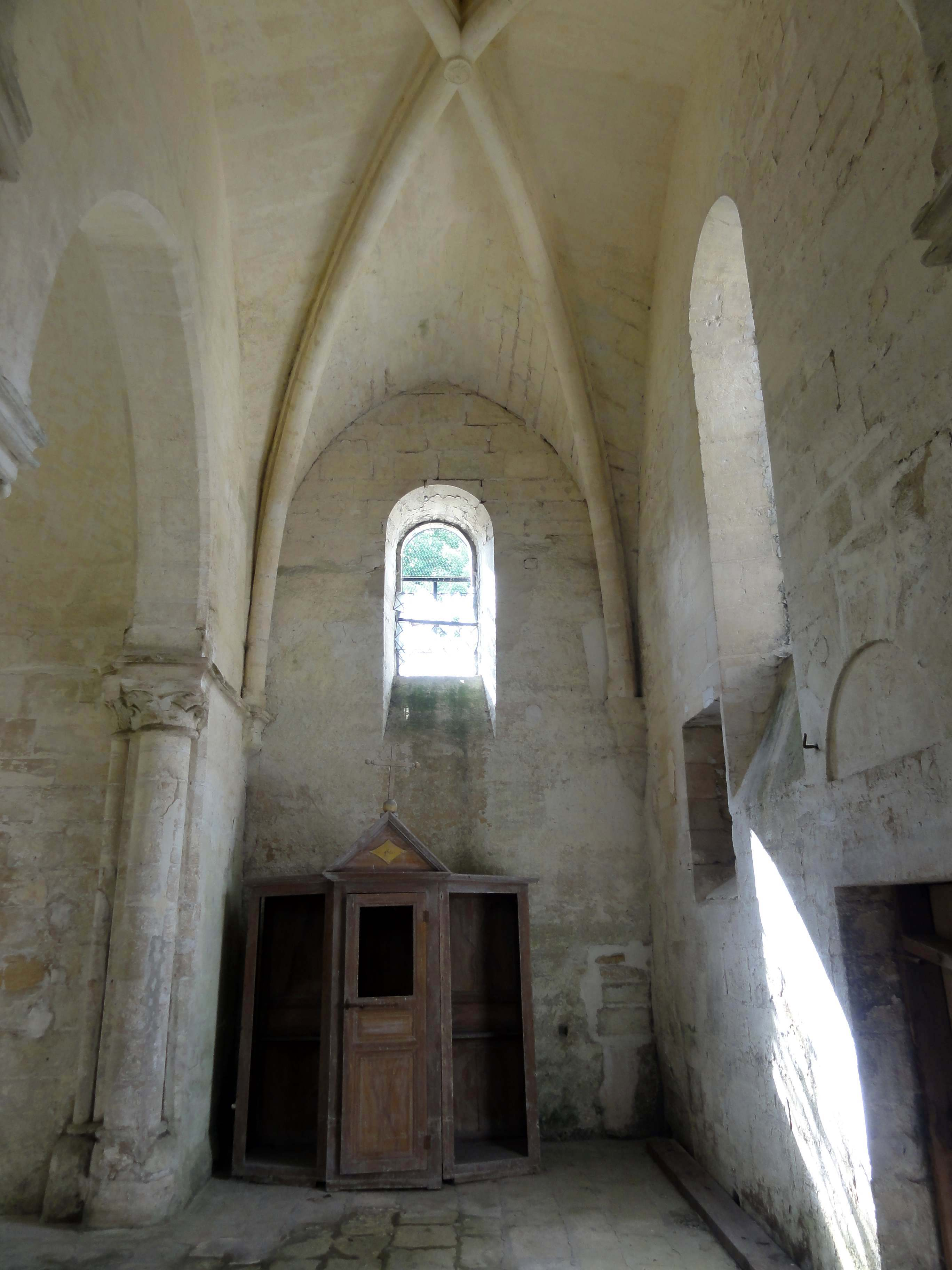
Croisillon sud, vue vers le sud.
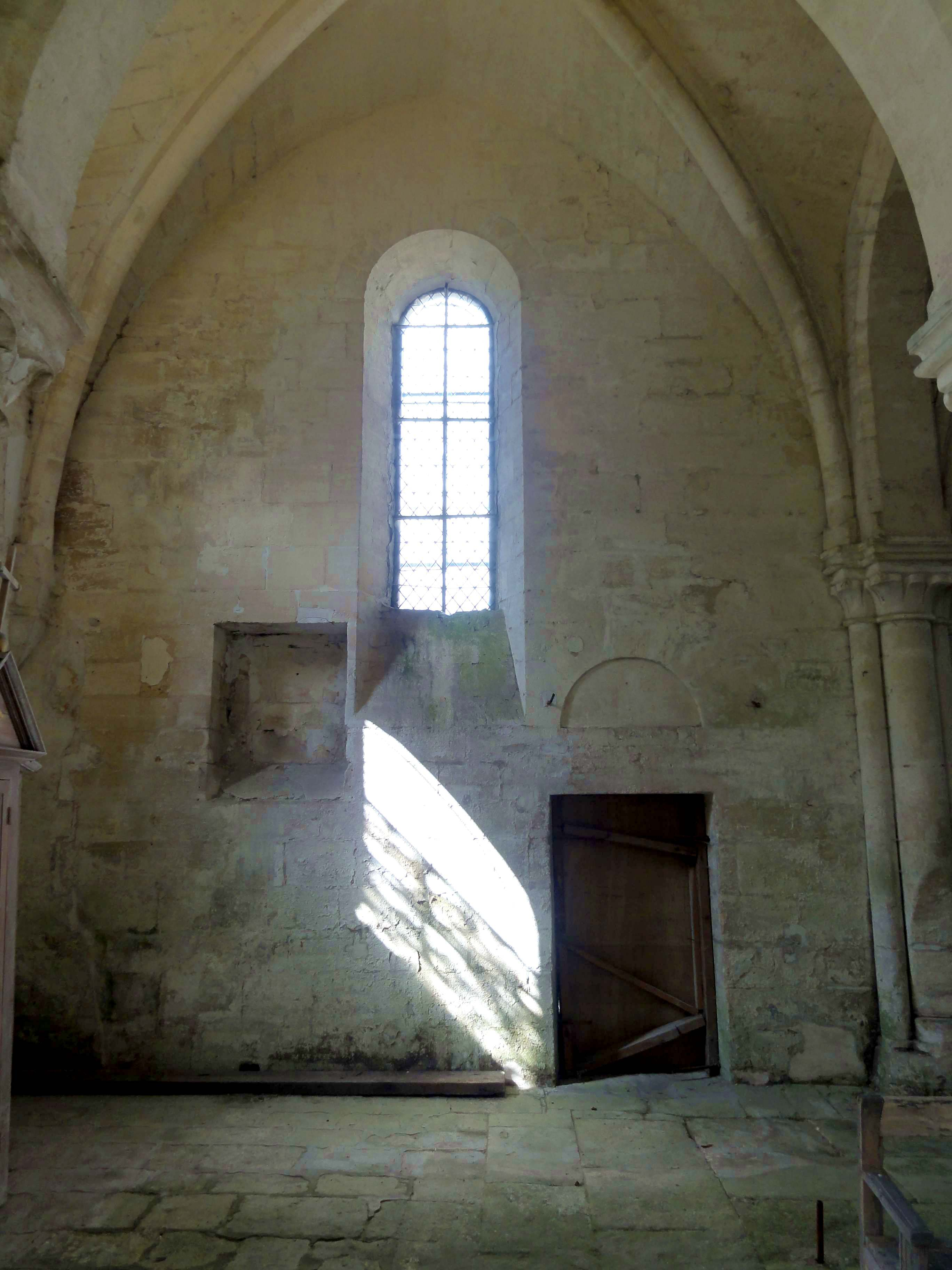
Croisillon sud, vue vers l'ouest.
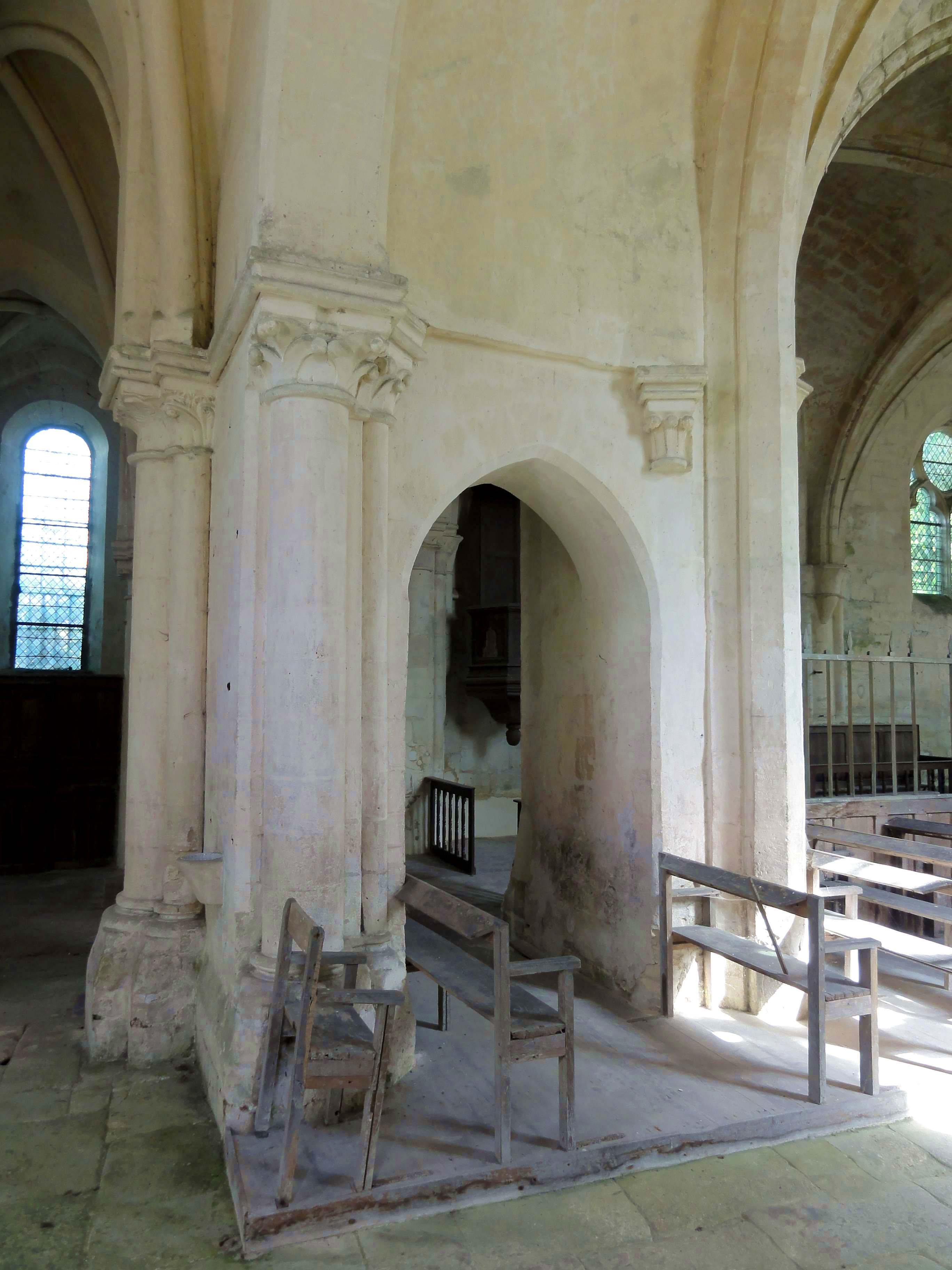
Ancienne absidiole, vue vers le nord.
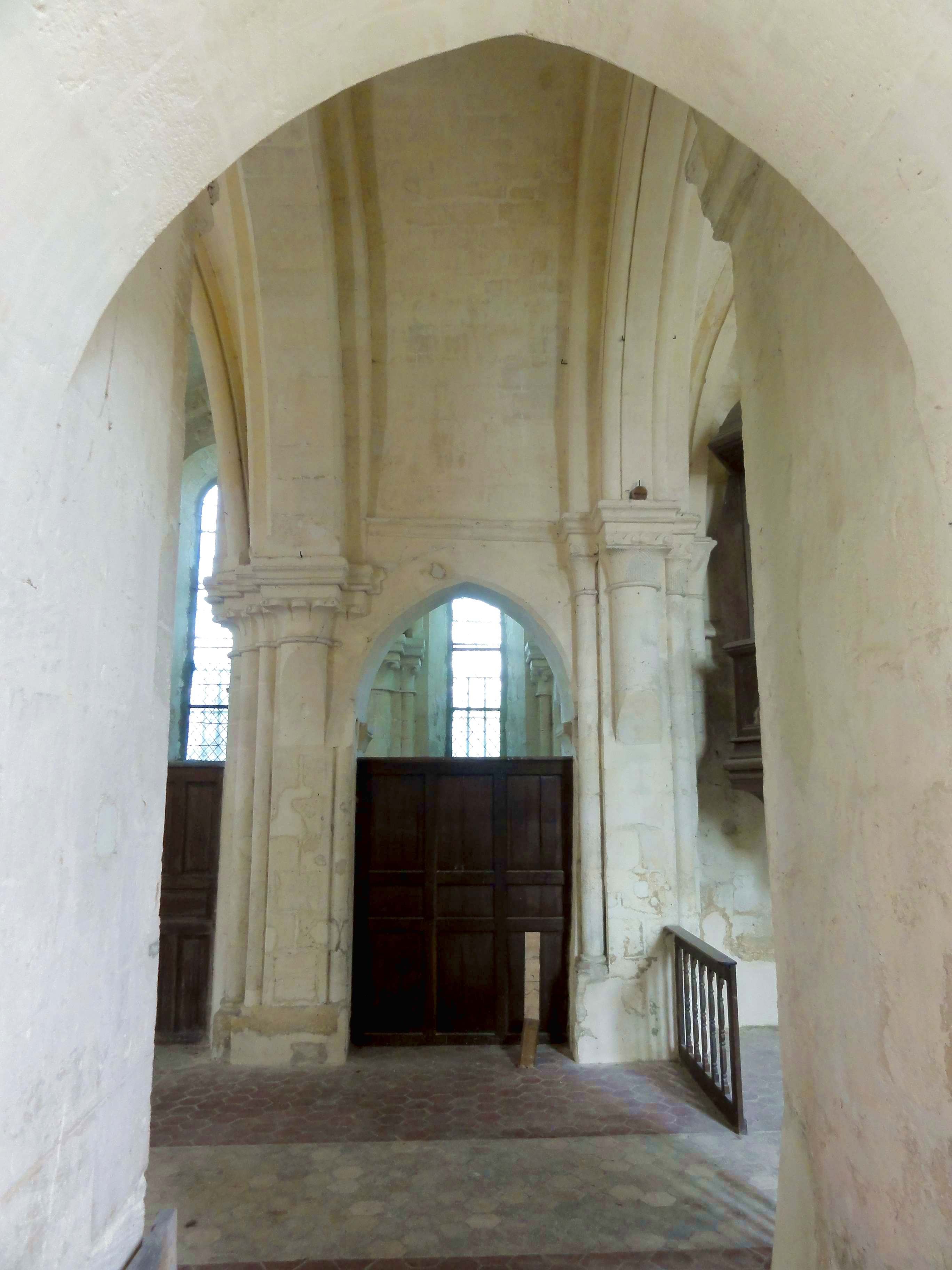
Idem, vue vers le nord dans le chœur.
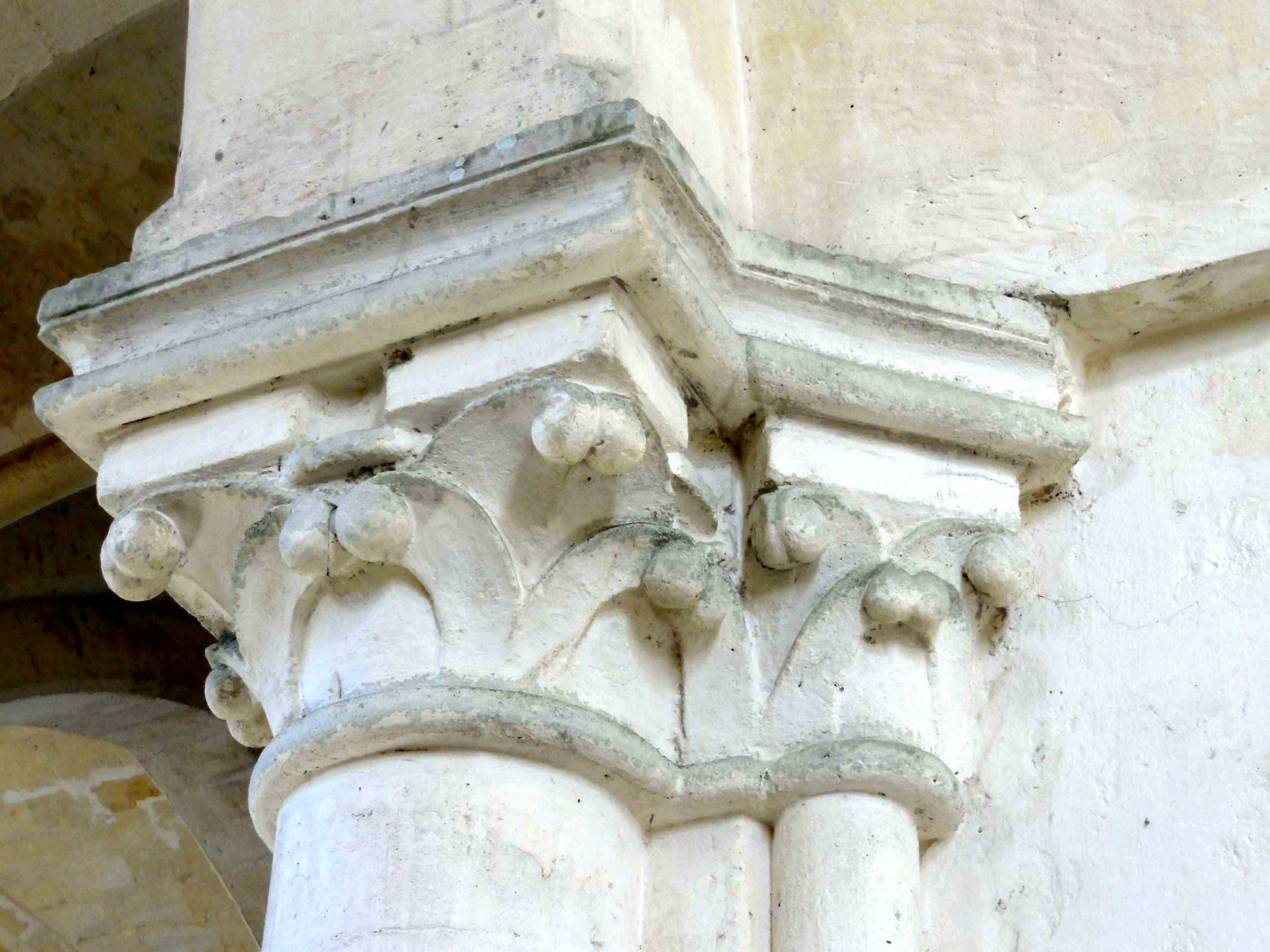
Ancienne absidiole, chapiteaux au nord-ouest.

#### Croisillon nord et chapelle

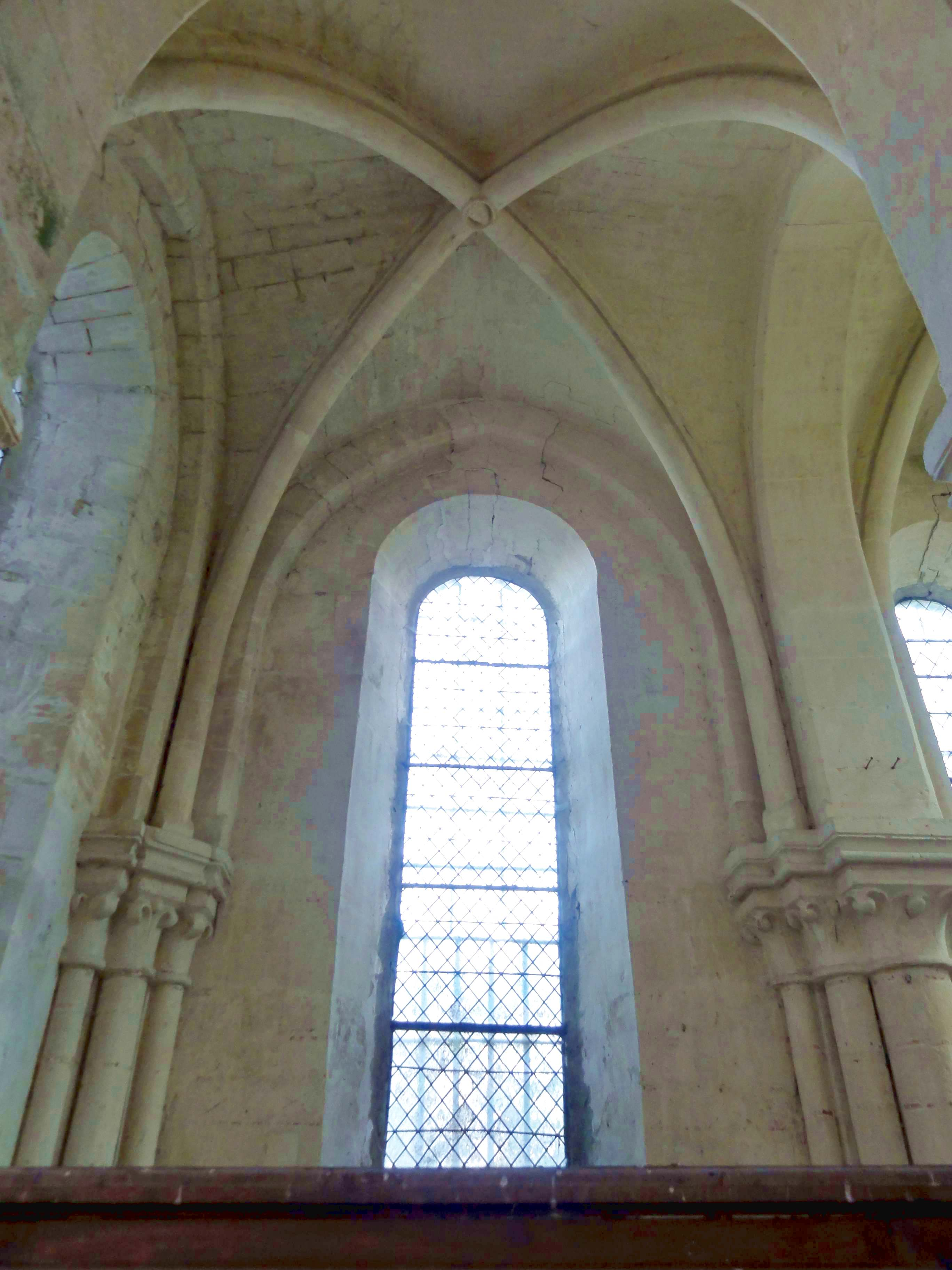
Croisillon nord, vue vers le nord.

Les deux arcades au nord du chœur du XIIe siècle sont fermées, jusqu'à mi-hauteur, par des boiseries composées de panneaux à fenestrages, et incluant une porte. De cette manière, le croisillon nord et sa chapelle ont pu être utilisés comme sacristie. Le jour entre par des lancettes simples similaires à celles de la nef, mais au nord de la chapelle, le glacis manque, et à l'est de la chapelle, la partie inférieure de la baie est bouchée. Le croisillon est de plan approximativement carré, et presque moitié plus petit que la croisée du transept. La chapelle est encore plus petite, car très peu profonde. Tous les tailloirs sont situés au même niveau que dans le vaisseau central, ce qui entraîne un doubleau intermédiaire et des formerets au tracé très surhaussé, dans le croisillon : dans la chapelle, l'on a renoncé aux formerets. En cohérence avec l'austérité des doubleaux autour de la base du clocher, le doubleau intermédiaire et les formerets ne sont pas moulurés. Chacune des deux travées est munie d'une voûte d'ogives, stylistiquement analogue à celle de la base du clocher et du croisillon sud. À la clé de voûte du croisillon, un anneau entoure une tête humaine sculptée en bas-relief, dans l'épaisseur des ogives. Sa présence permet de supposer l'existence ancienne de clés décorées dans la nef et dans la première travée du chœur. Concernant la configuration des supports, le maître d'œuvre a pris le parti de prévoir autant de supports que d'éléments à supporter. La conséquence est un nombre variable de colonnettes à chapiteaux dans les angles. Les arcades méridionales n'ayant pas de supports, l'on relève une colonnette dans les angles de la chapelle, deux dans trois angles du croisillon, mais trois dans l'angle nord-ouest du croisillon. Ici, le tailloir correspondant à l'ogive est planté obliquement, face à l'ogive, ce qui est la disposition la plus fréquente dès la fin de la période romane et jusqu'à la fin de la première période gothique. Quant aux chapiteaux, ceux du nord se démarquent de celles de la première travée du chœur par des feuilles aux extrémités recourbées.

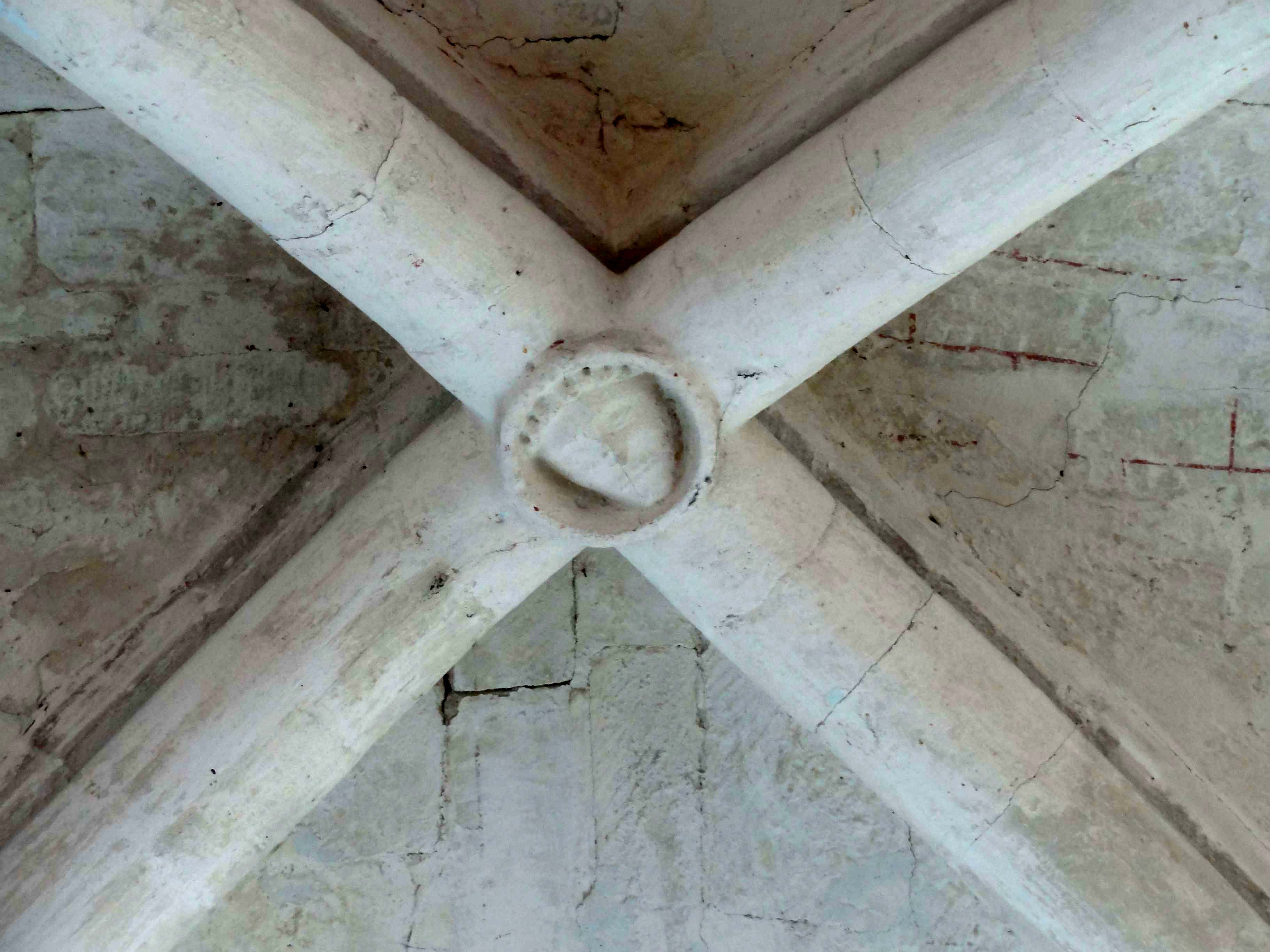
Croisillon, clé de voûte.
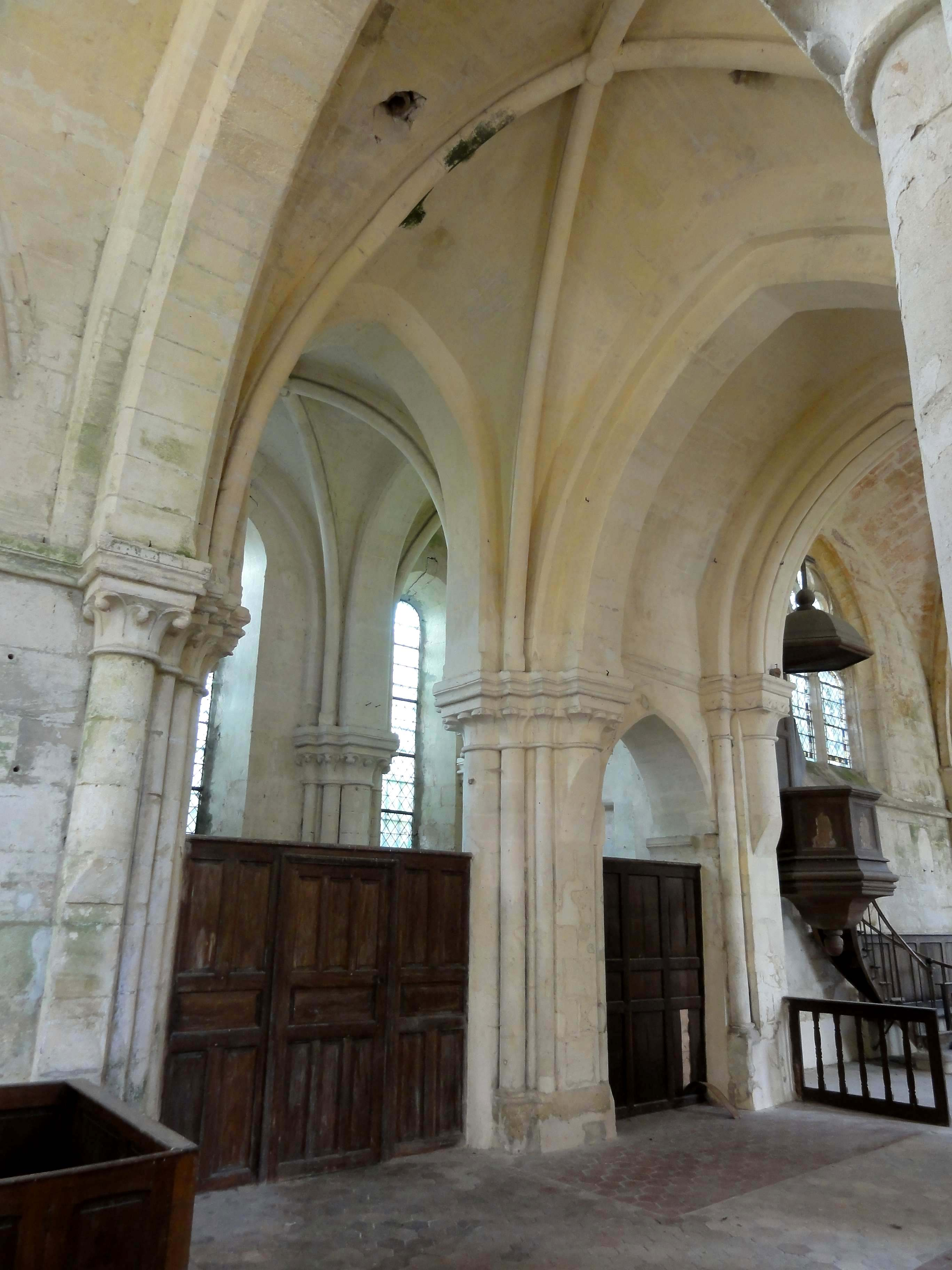
Vue depuis le vaisseau central.
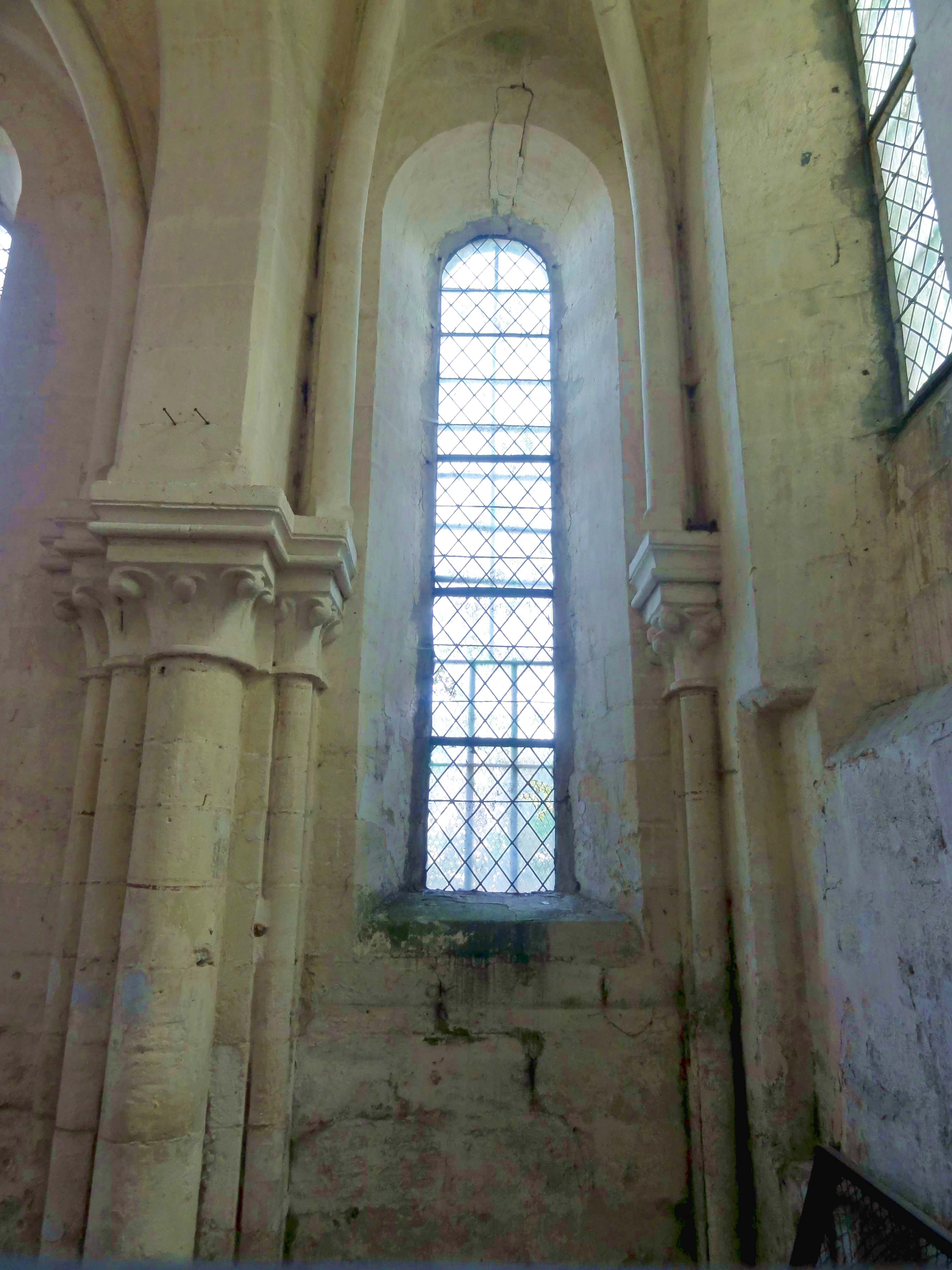
Chapelle, vue vers le nord.
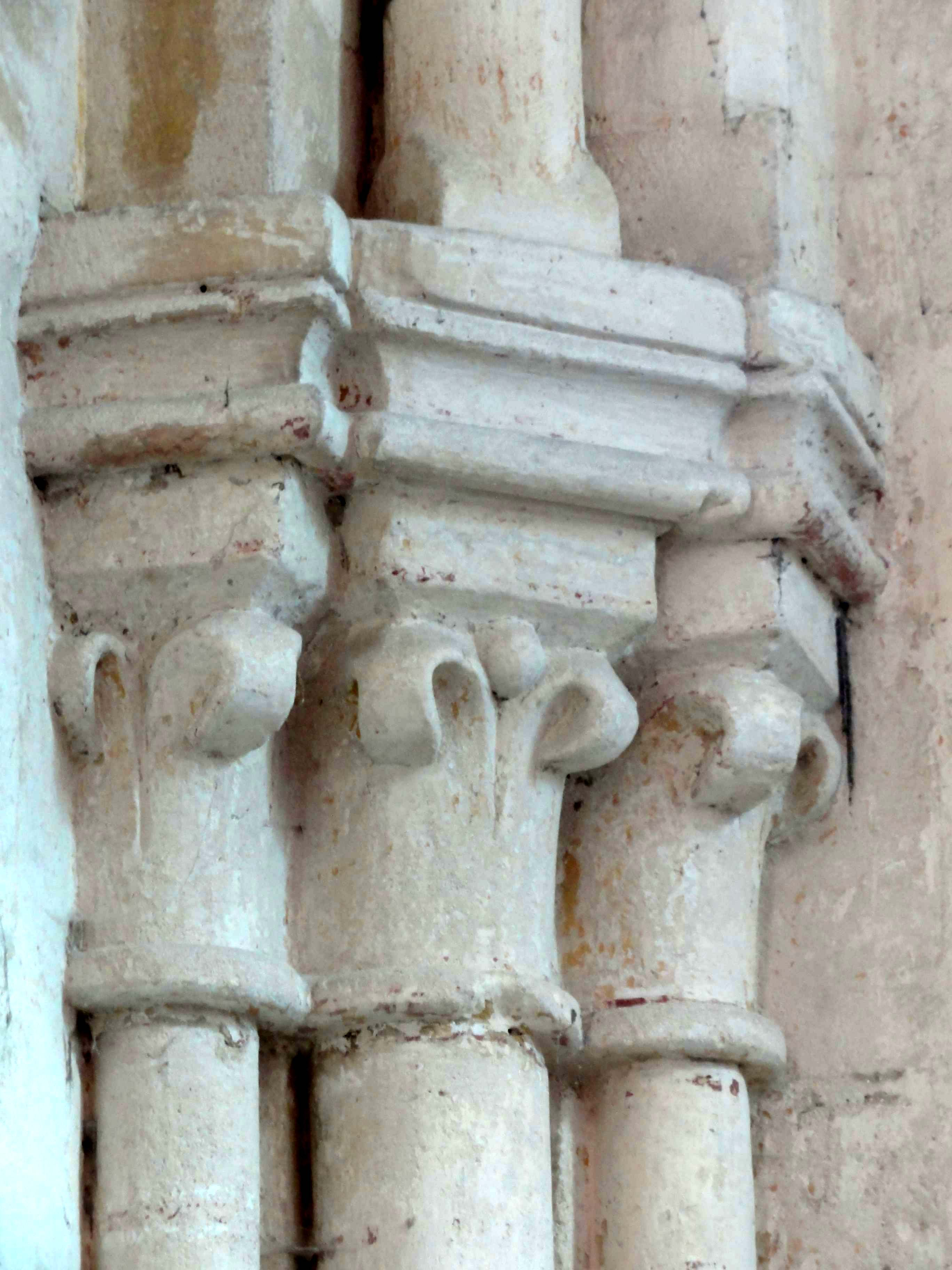
Croisillon nord, chapiteaux dans l'angle nord-ouest.
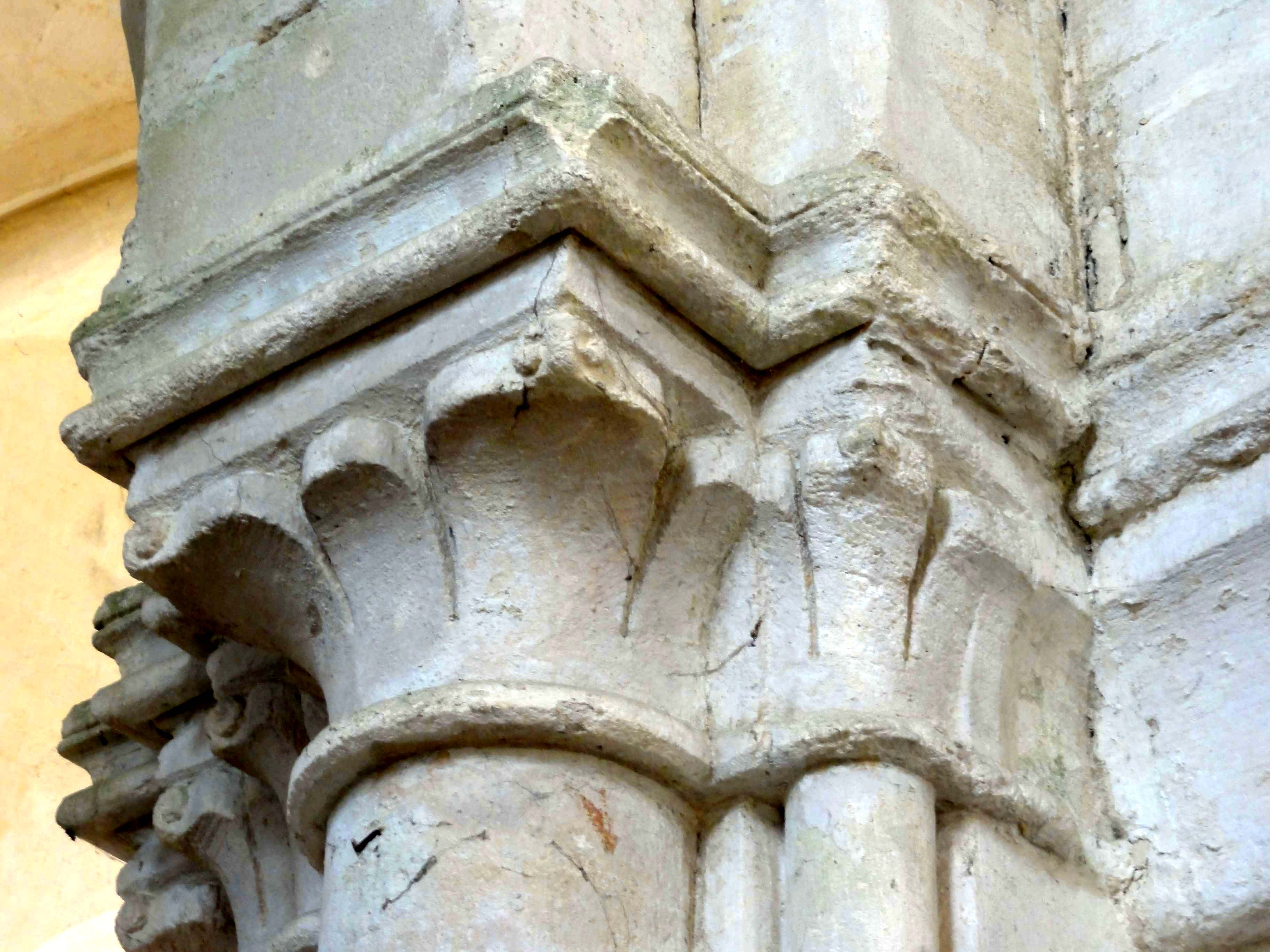
Croisillon nord, chapiteaux dans l'angle sud-ouest.

#### Chœur-halle

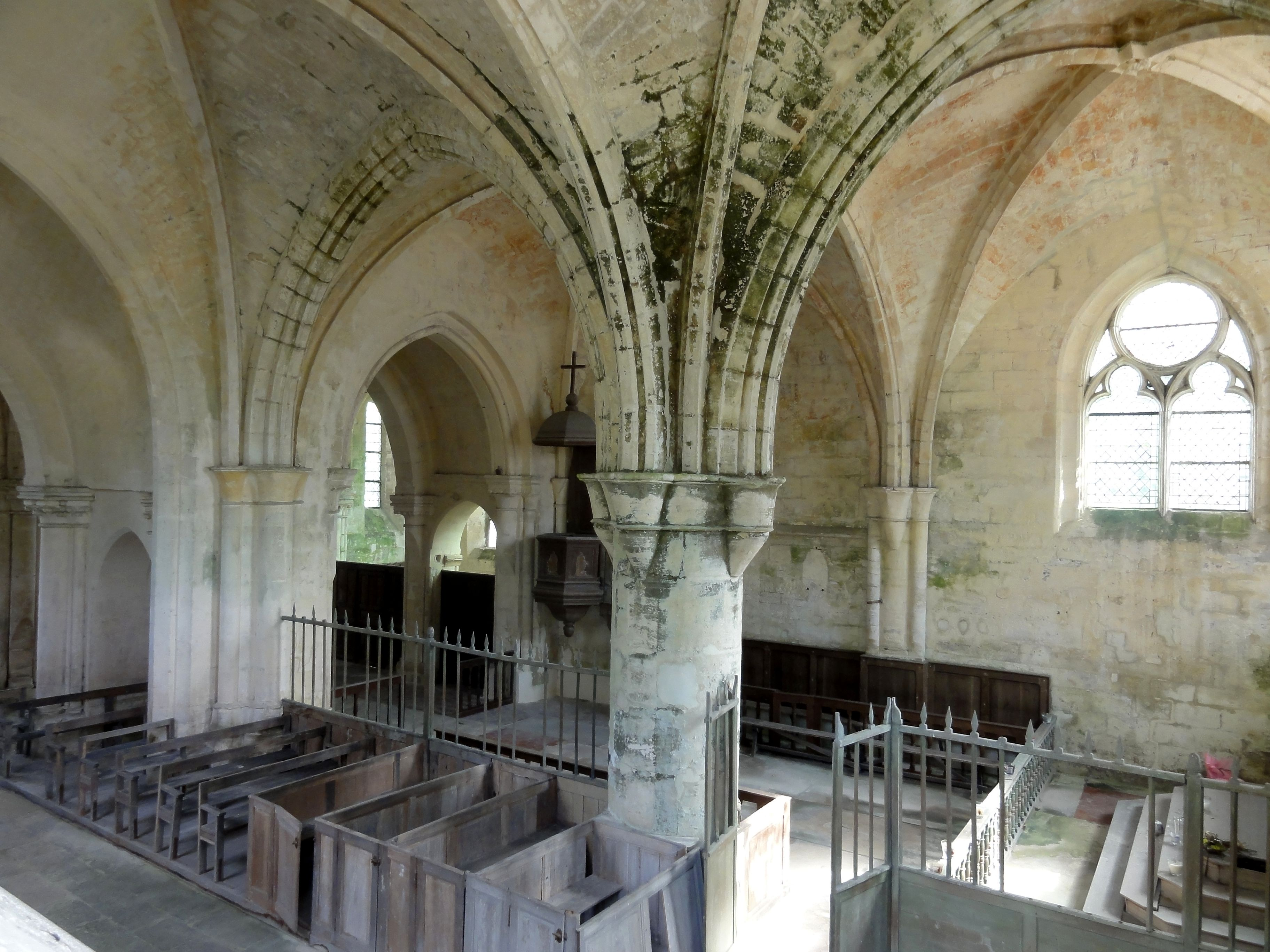
Vue diagonale vers le nord-ouest.

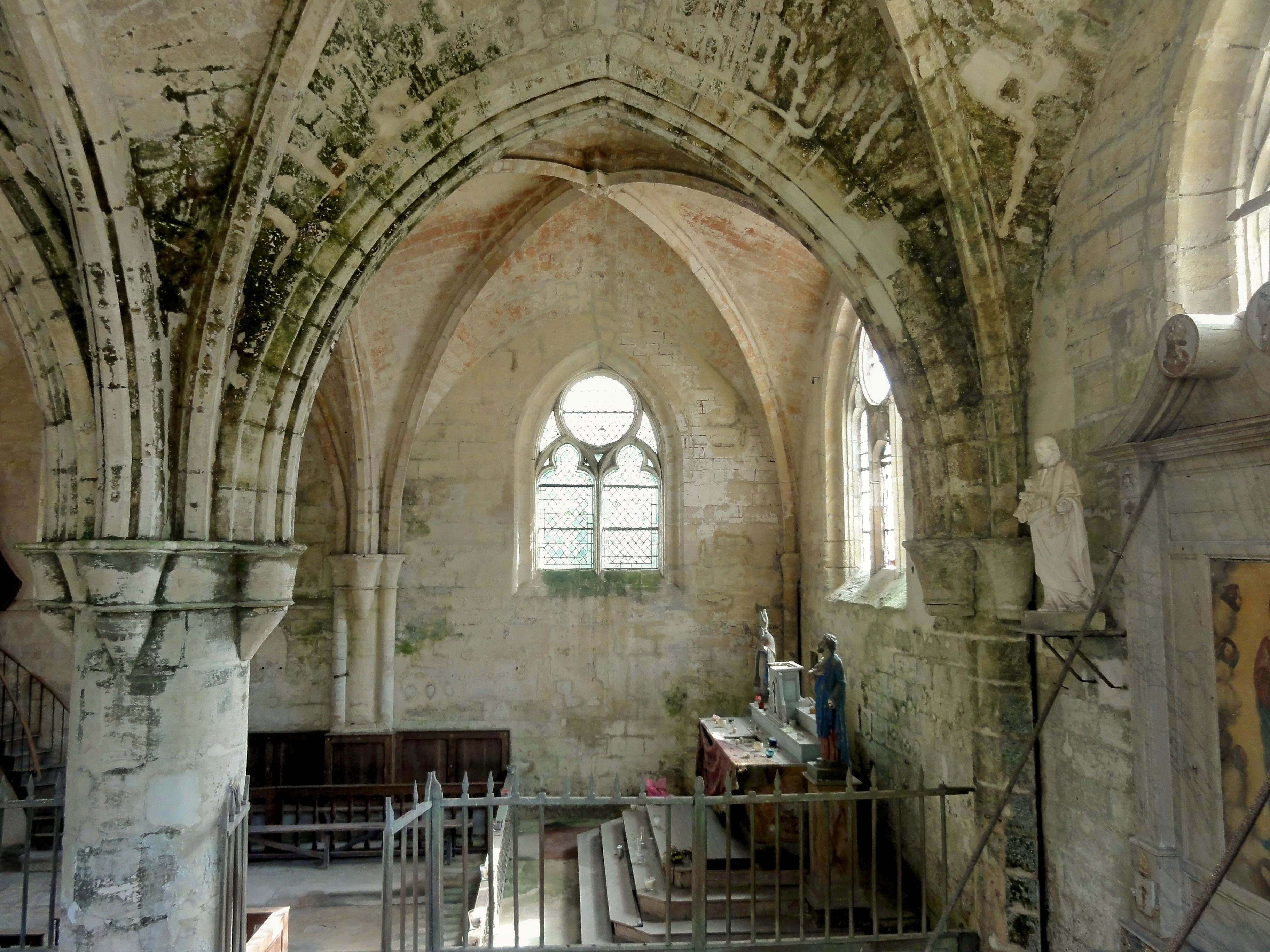
Vaisseau central, vue vers le nord.

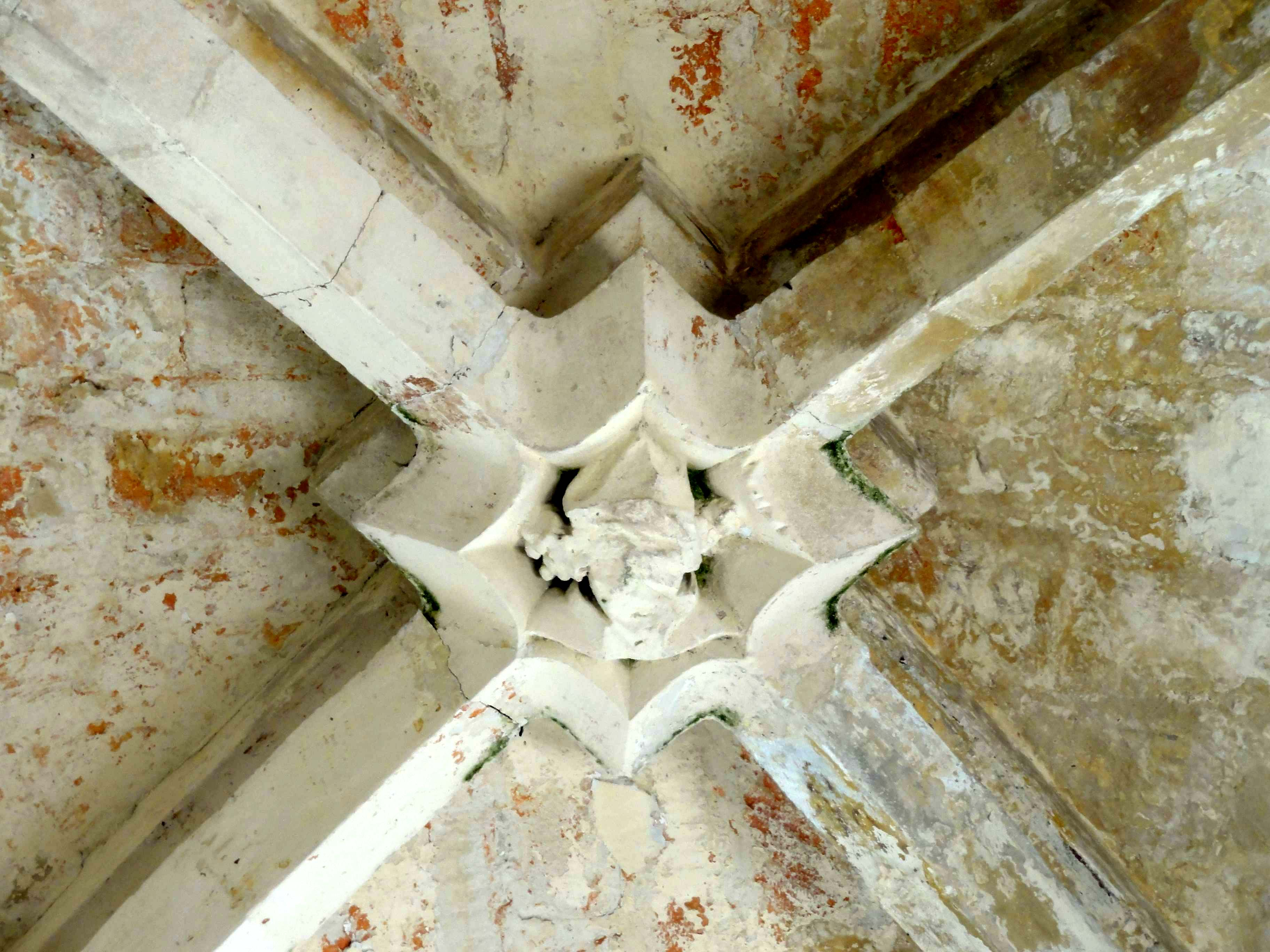
Vaisseau central, clé de voûte de la dernière travée.

Les chœurs-halle sont une particularité de la moyenne vallée de l'Oise et ses environs. Ils se définissent par la fusion du vaisseau central avec les croisillons et chapelles latérales, qui forment un vaste espace largement unifié ; sont voûtés à la même hauteur ou presque ; et se terminent par un chevet plat. L'on recense environ deux douzaines d'exemples, dont les plus emblématiques sont Nogent-sur-Oise, Plailly et Villers-Saint-Paul, pour la période gothique, et Fresnoy-la-Rivière et Jaux, pour la période gothique flamboyante. D'autres ne correspondent pas tout à fait à la définition, soit parce que les travées sont trop cloisonnées les unes par rapport aux autres, soit parce qu'il y a une abside à pans coupés. Avec deux fois deux travées, dont les quatre voûtes retombent au milieu sur une colonne unique, le chœur-halle de Laigneville reflète, plus ou moins, la configuration minimale (à Rieux, il n'y a que trois travées de grande portée). En même temps, il est parfaitement carré et homogène, et assez exemplaire. L'on trouve des chœurs-halle du même plan à Brenouille, Breuil-le-Vert, Limay et Rousseloy, et la chapelle latérale sud de Pontpoint s'y apparente aussi. En revanche, les exemples de Foulangues et Saint-Vaast-lès-Mello cités par le Dr Parmentier ne sont pas probants ; le deuxième est même tout à fait fautif. La datation ne fait pas l'unanimité : Eugène Müller penche pour le XVe siècle ; René Parmentier opte pour le XIVe siècle. Ce qui est certain, est que les réseaux des fenêtres sont de style rayonnant tardif, et les socles, doubleaux, ogives et clés de voûte proches du gothique flamboyant. La sécheresse de la modénature des arcades et nervures des voûtes, et l'absence de formerets, rendent vraisemblable une datation pour la période de transition entre le style rayonnant tardif et le style flamboyant, qui coïncide en grande partie avec la guerre de Cent Ans : « Le touriste admirera moins les agrandissements du XVe siècle » (Eugène Müller),.
Le vaisseau principal fait suite aux deux travées du chœur du milieu du XIIe siècle, et s'y raccordent par le doubleau remanié vers la fin du XIIe siècle déjà signalé. Le collatéral, au sud du vaisseau principal, fait suite à l'ancienne absidiole, qui a sans doute été raccourcie, et dont le mur de fond a été démoli. Ici, l'intercommunication s'établit par une arcade en tiers-point sans supports. Son intrados présente un double biseau, sans méplat central. Des ressauts le séparent d'un large chanfrein de chaque côté. René Parmentier estime que cette arcade aurait été refaite au XVe siècle. Sur le plan stylistique, son profil n'est toutefois pas très éloigné de celui des ogives, dont la face frontale se présente par le même double biseau. D'étroites gorges, visibles uniquement en regardant latéralement, le dégagent d'un bandeau en arrière-plan. Le profil des doubleaux est différent, mais globalement du même esprit. Les deux doubleaux longitudinaux, qui séparent les deux vaisseaux, affichent un étroit méplat dans l'intrados, et un autre étroit méplat et un biseau de chaque côté, ces strates étant séparées de manière atypique par des entailles angulaires nettement accusées. Les deux doubleaux transversaux sont moins larges et plus simples, et ont seulement l'étroit méplat dans l'intrados, séparé par des entailles angulaires d'un biseau de chaque côté. Cette modénature originale, mais pas très raffinée, n'a pas son pareil dans les églises flamboyantes de la région. Les clés de voûte sont plus soignées que le reste. Dans le vaisseau principal, on y voit un octogone formé par quatre contre-courbes (comme déjà vers 1170 / 1180 dans la nef et les bas-côtés d'Angicourt), qui inscrit une tête grotesque. Dans le collatéral, le motif sont des roses à trois rangs de pétales. Des traces de polychromie architectural en ocre sont visibles sur les voûtes du vaisseau principal, ainsi que sur les murs.
La retombée des nervures s'effectue sur des colonnettes à chapiteaux uniques dans les angles, et sur une colonne engagée accostée de deux fines colonnettes au milieu des quatre élévations. Les tailloirs sont polygonaux et de très faible hauteur : leur profil se résume à une baguette dégagée. Les corbeilles sont aujourd'hui lisses. Au droit du chevet, les trois fûts ont été supprimés. Au nord, le gros fût a été réduit à un cul-de-lampe, comme au nord de la base du clocher. Cette observation permet de conclure que les quatre chapiteaux reçus sur des culs-de-lampe qui cantonnent le pilier cylindrique central étaient initialement portés par des fûts. Il y avait donc un noyau cylindrique accosté par quatre colonnettes à chapiteaux, comme dans les cathédrales d'Amiens, Chartres et Reims. Ces piliers dits chartrains apparaissent dans plusieurs édifices religieux du département, dont la construction fut lancée dans une période comprise entre 1195 et 1250 environ : On peut citer les nefs d'Agnetz, Chambly, Cires-lès-Mello, Montataire, Saint-Leu-d'Esserent, et le chœur de Saint-Martin-aux-Bois. Des exemples en Île-de-France sont Nangis, Provins (Saint-Ayoul), Rampillon, etc. Ce type de support est encore très éloigné du style flamboyant, et si l'on imagine, comme le Dr Parmentier, que les chapiteaux étaient jadis sculptés, l'on se rapproche de l'architecture du milieu ou de la seconde moitié du XVIe siècle. Les bases accusent un petit et un gros boudin aplatis, et reposent sur de haut socles octogonaux, dont la partie supérieure est galbée et moulurée, à l'instar des bases flamboyantes. À l'extérieur, le portail bouché du côté nord présente des bases et socles identiques. Pour venir aux fenêtres, elles sont entourées d'une gorge, et présentent tous un remplage aux meneaux très minces, sans chapiteaux ni bases. Les fenêtres latérales sont à deux lancettes aux têtes trilobées, surmontées d'un oculus circulaire, tous les écoinçons étant ajourés. Sur les fenêtres du chevet, une petite lancettes à têtes trilobées s'insèrent entre les deux autres. Dans la première fenêtre du nord seulement, l'oculus inscrit un quatre-feuilles. Selon René Parmentier, les autres fenêtres auraient à l'origine possédé un quatre-feuilles analogue. Dans la première travée du nord et sud, la limite de l'allège est marquée par un larmier amorti inférieurement par une baguette. Dans la deuxième travée, des restrictions budgétaires ont sans doute conduit à une simplification du parti. Étant donné l'écart stylistique entre les supports et les fenêtres, d'une part, et les voûtes et arcades, d'autre part, l'on peut concevoir la construction du chœur-halle en deux temps, à la fin du XIIIe siècle, date du portail occidental, et au XIVe siècle.

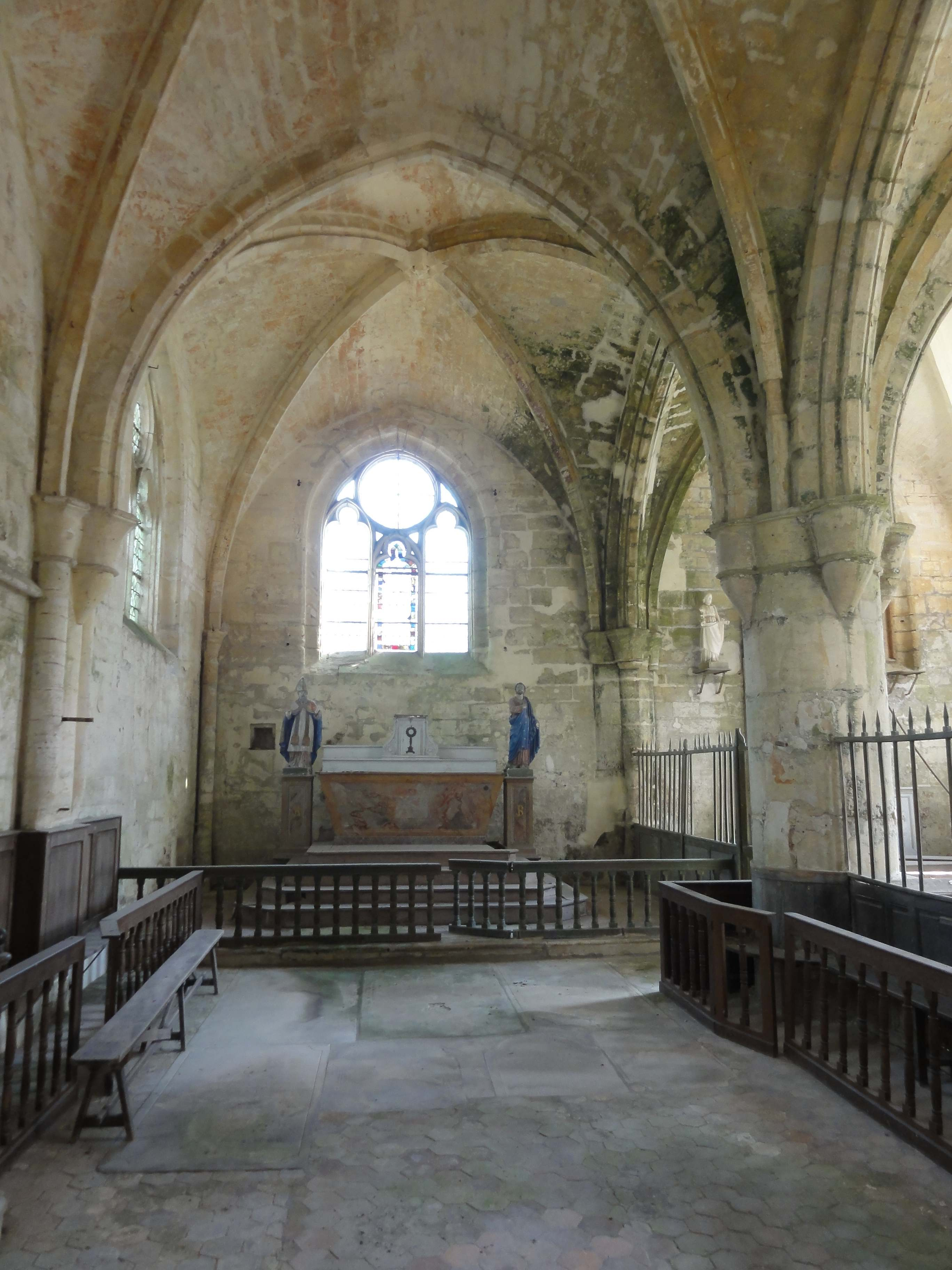
Vaisseau principal, vue vers l'est.
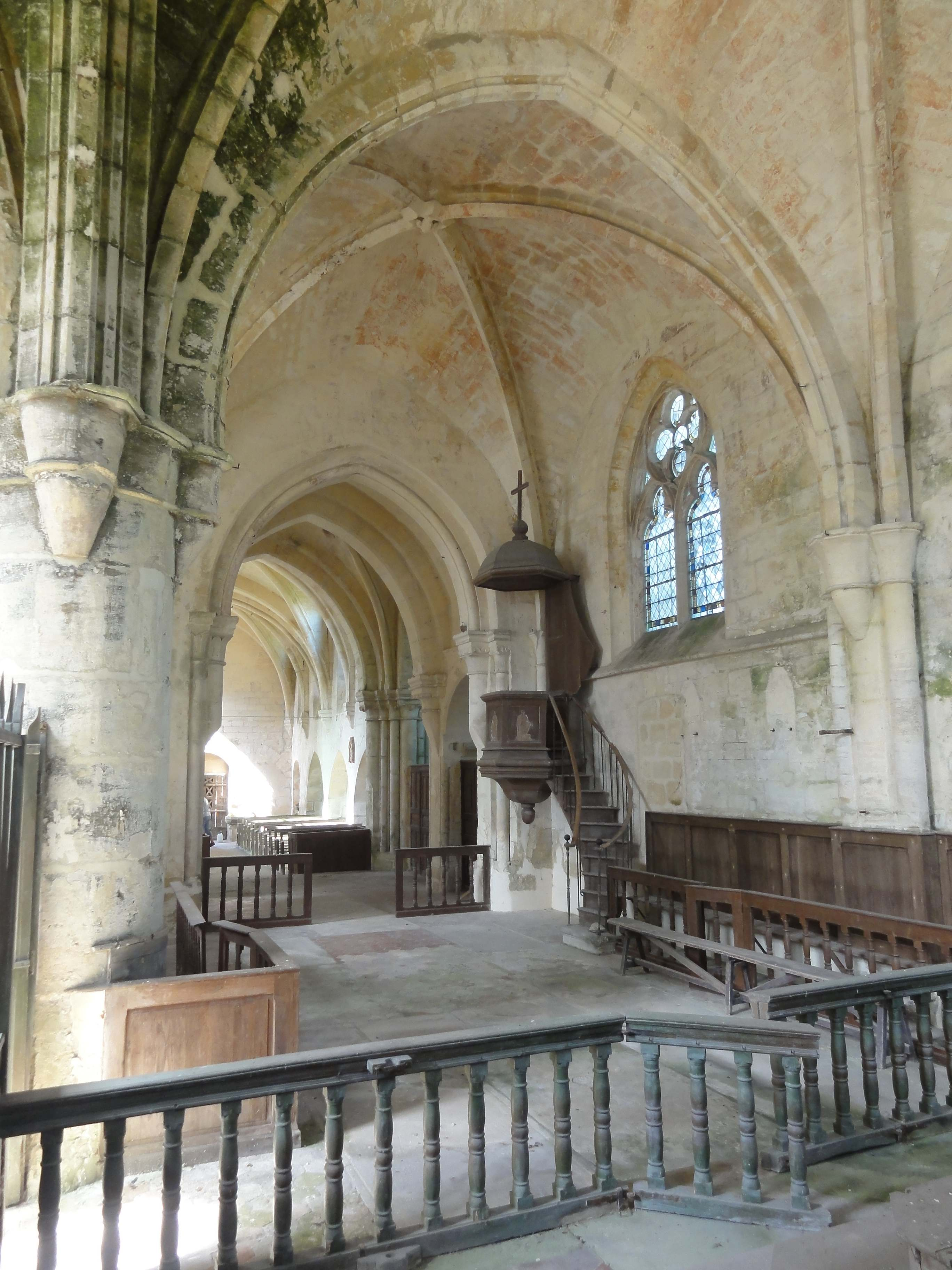
Vaisseau principal, vue vers l'ouest.
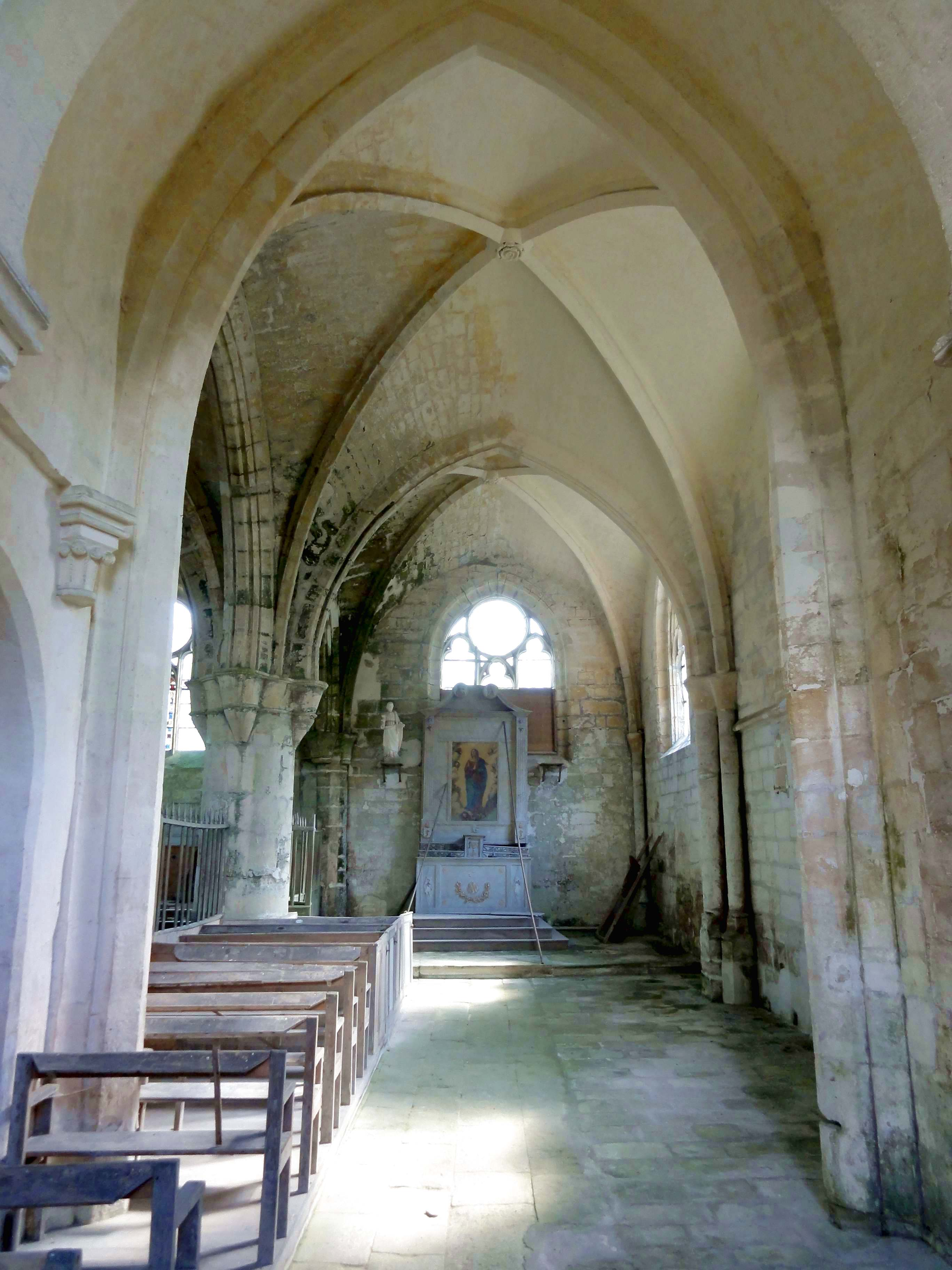
Collatéral, vue vers l'est.
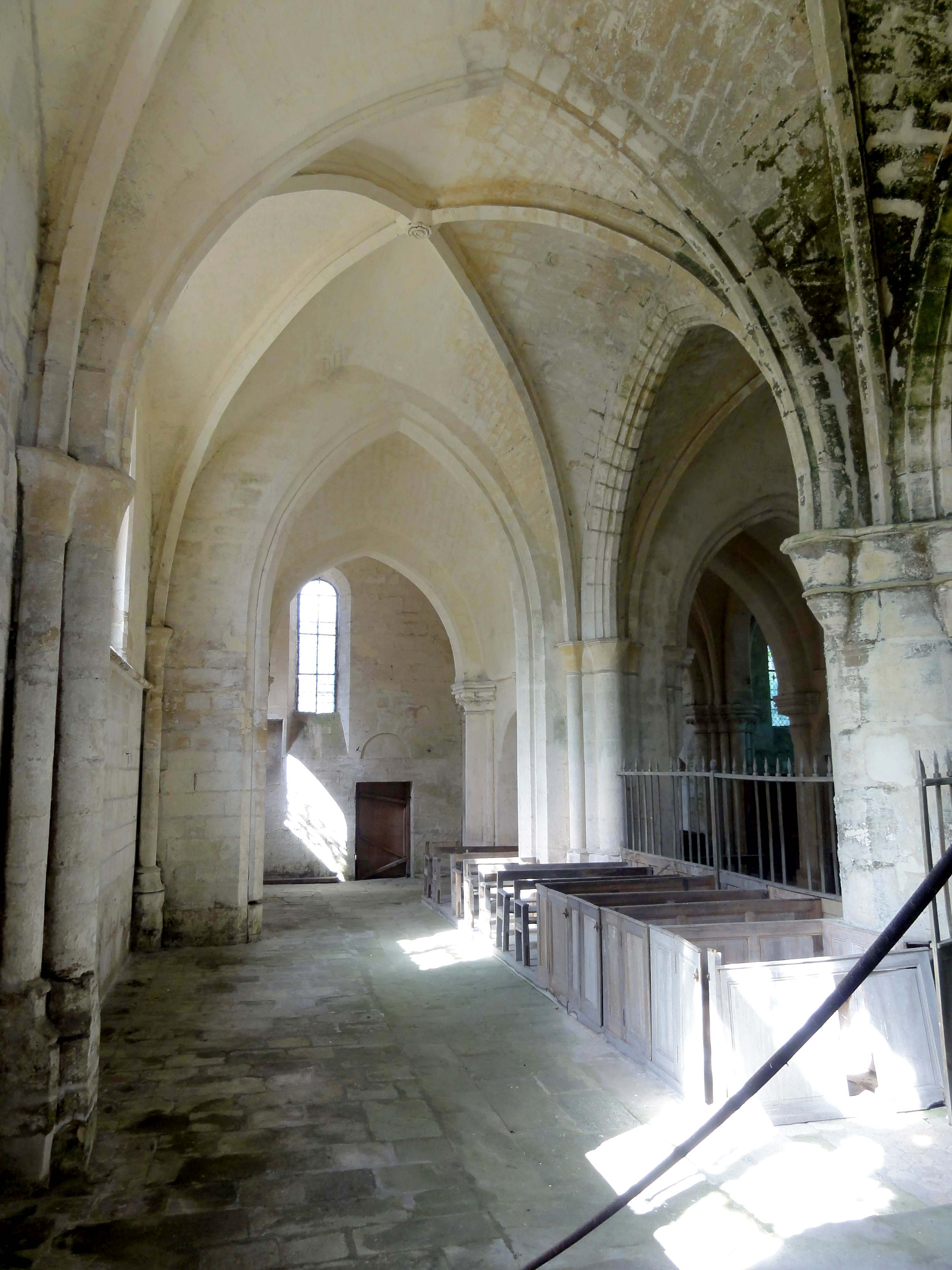
Collatéral, vue vers l'ouest.
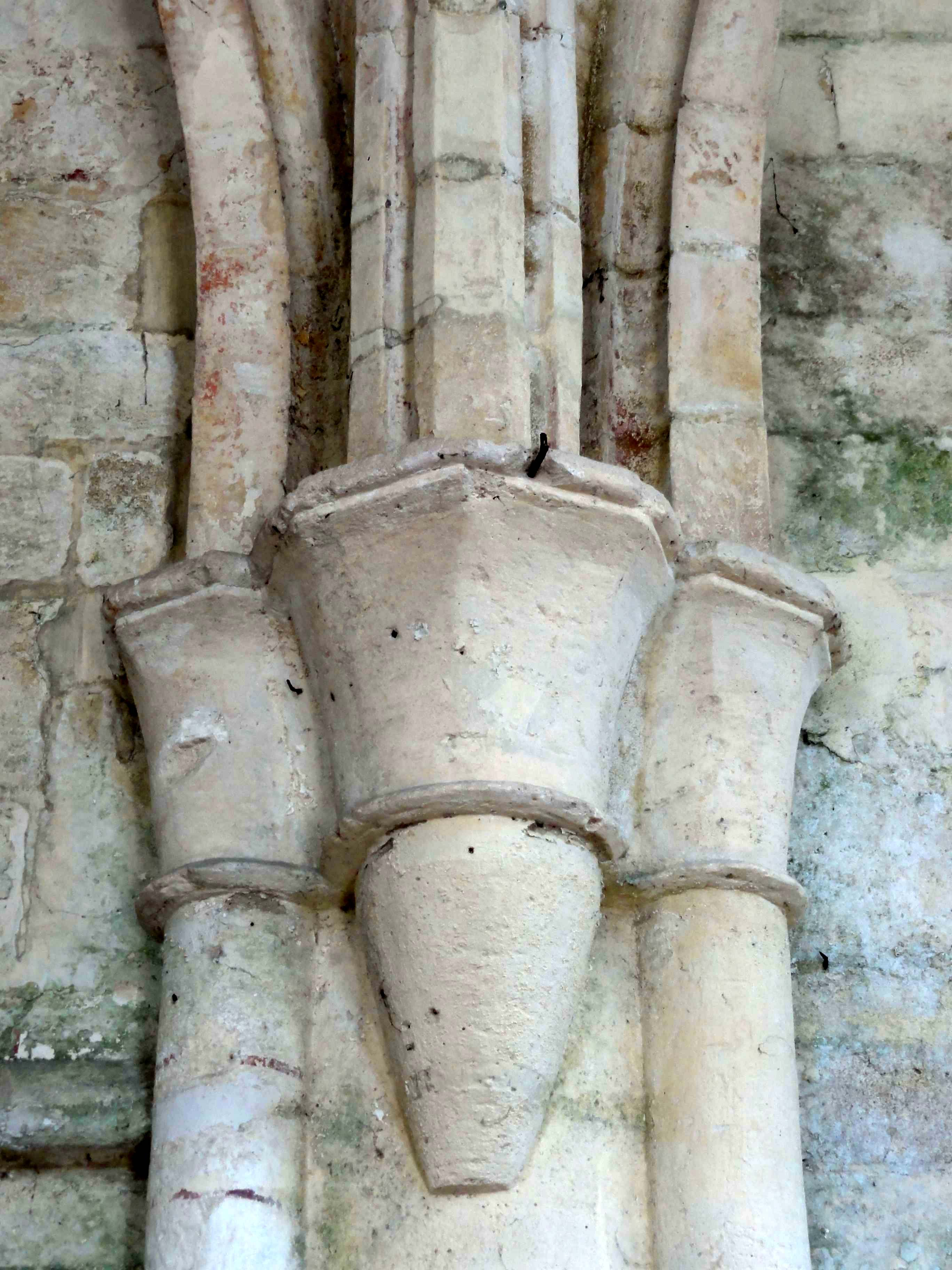
Chapiteaux du doubleau transversal, côté nord.
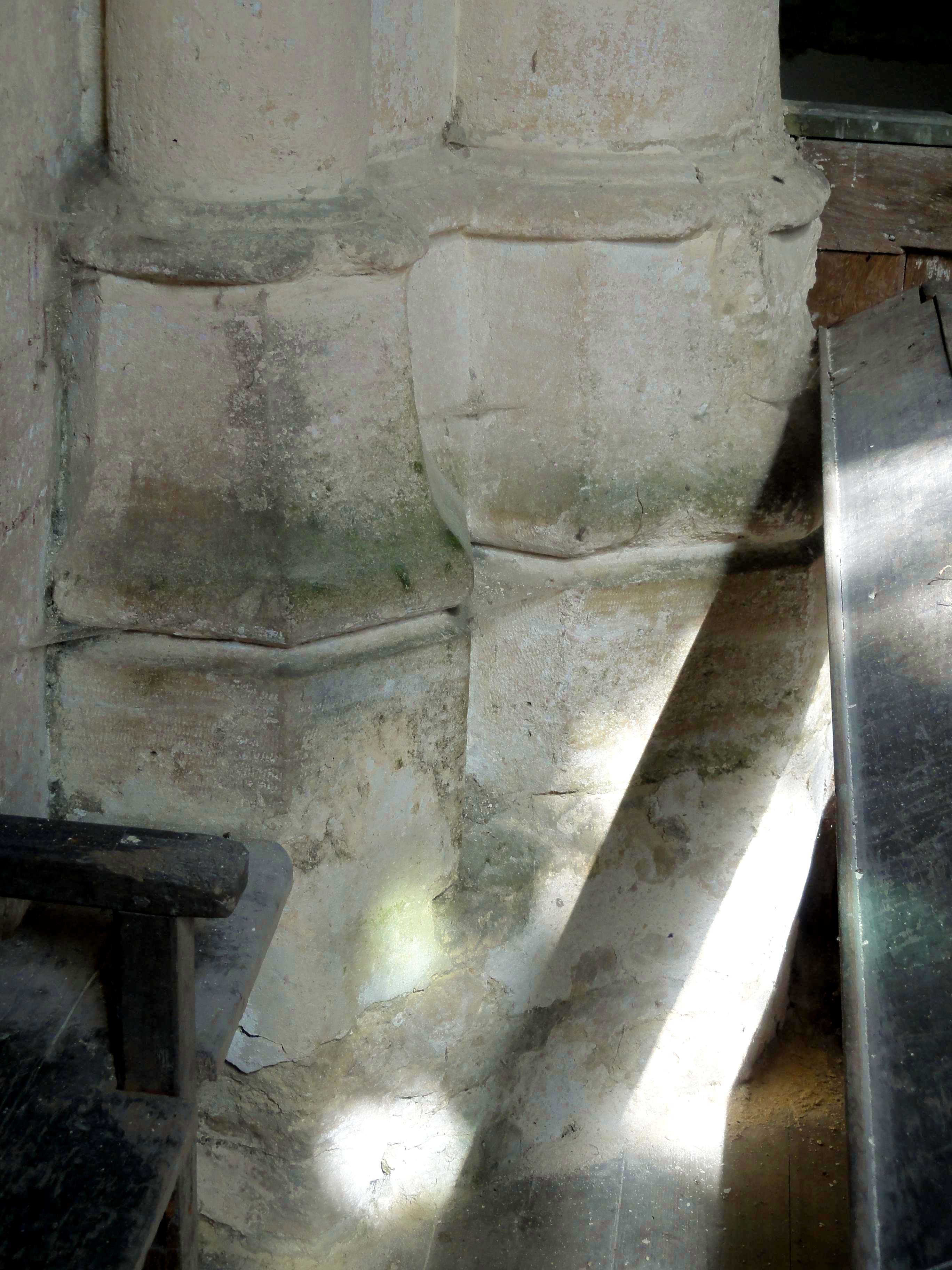
Bases au début du doubleau longitudinal.

### Extérieur

#### Nef

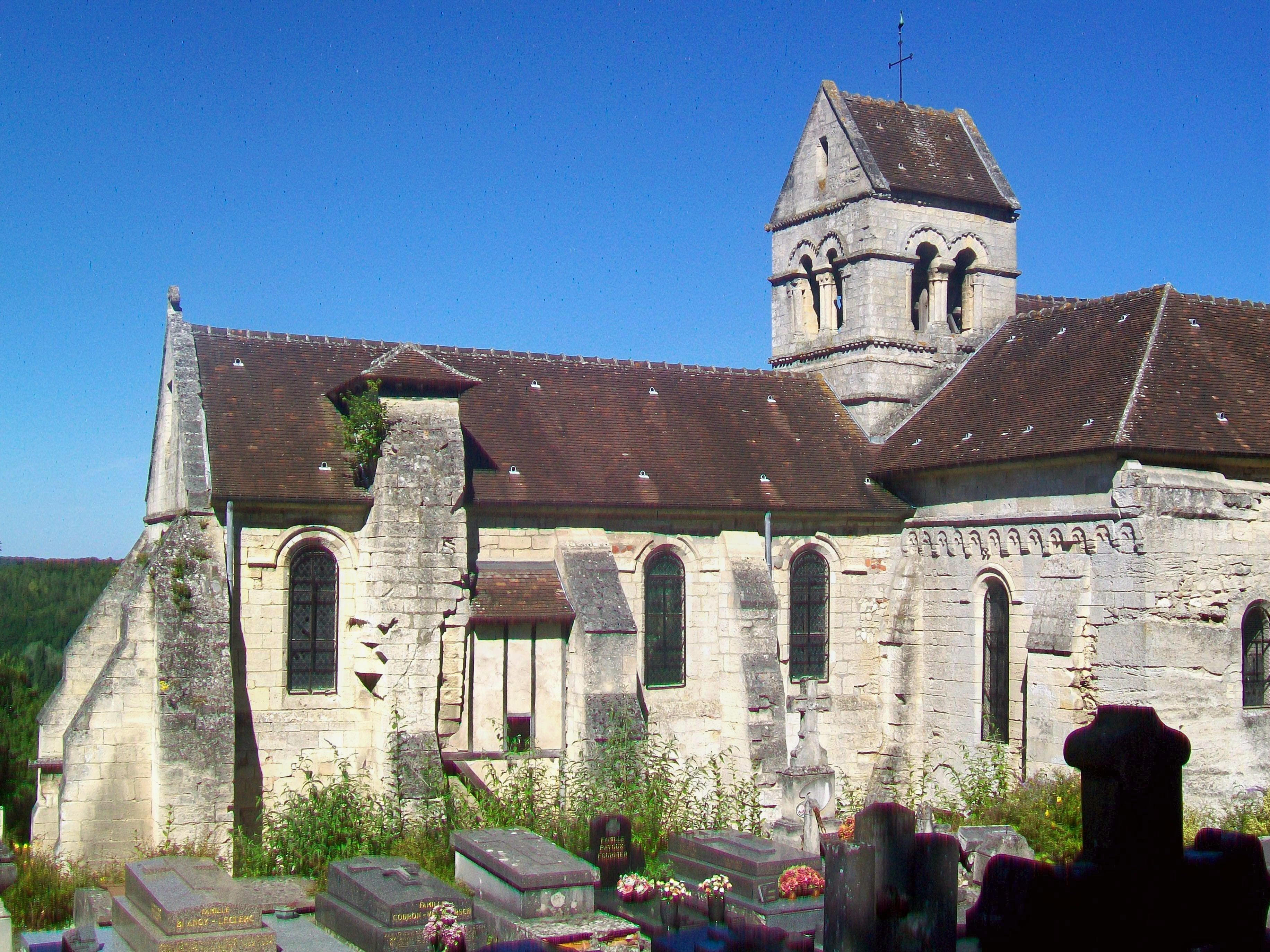
Vue depuis le sud.

La façade est d'un aspect insolite en raison de ses contreforts à ressauts extraordinairement volumineux, et de l'épaisseur de ses murs, qui est mise en exergue par une retraite au niveau des impostes de la fenêtre haute ; l'enfoncement de cette fenêtre entre les murs à sa gauche et sa droite ; et une autre retraite en haut du portail. Le pignon est sommé d'un antefixe sous la forme d'un Christ en croix, où René Parmentier a déchiffré la date de 1605. Une grande ouverture rectangulaire est percée dans le pignon, et fermée par une porte. À la base du pignon, le mur est scandé par un bandeau. La fenêtre haute est encore surmontée d'un bandeau doublement biseauté en forme de sourcil, comme fréquemment à la première période gothique. Plus bas, plus rien n'est visible de la façade d'origine, que les auteurs s'accordent de dater de la seconde moitié du XIIe siècle. Les contreforts dateraient, comme les voûtes de la nef, du début du XIIIe siècle. L'on note qu'ils sont tous différents, que ce concerne la saillie, ou la longueur des glacis, qui sont au nombre de deux ou trois, y compris le glacis sommital. Depuis une restauration, certains glacis forment larmier, ce qui ne correspond visiblement pas au parti d'origine. Sur les deux contreforts occidentaux, l'on note l'existence de chéneaux, vers l'intérieur, au niveau du tympan du portail de la fin du XIIIe siècle. Celui-ci est amorti par un gâble, et entièrement pris dans l'épaisseur de la chemise renforçant le mur occidental primitif. Archivolte et piédroits sont à moulures continues, et présentent un double ressaut chanfreiné, aux arêtes adoucies par un petit tore, qui ne subsiste plus qu'en partie. Abstraction faite de ce tore, la ressemblance avec le profil des doubleaux longitudinaux du chœur-halle est frappante. Le tympan, qui tient en même temps lieu de tympan, est assemblé de deux blocs de pierre, et arbore une tête trilobée en bas-relief, dont les lobes ne sont pas soulignés par des tores, tout comme à Heilles. L'on trouve des tympans semblables au Bellay-en-Vexin (portail nord bouché), Chambly (porte du clocher), Montépilloy et Tillard. La comparaison avec le portail latéral bouché au nord de la première travée, qui est entouré de deux tores continus, montre un net écart stylistique, et il parait plausible que cet ancien portail date du voûtement de la nef. Au sud, l'attention se portera sur la tourelle d'escalier en encorbellement, la cage d'escalier, et le caractère disparate des contreforts. Ce dont l'on ne se doute pas, c'est que le toit de tuiles repose non sur une charpente, mais sur une voûte en berceau brisé de 1,90 m de hauteur sur 2,60 m à la base.

#### Clocher

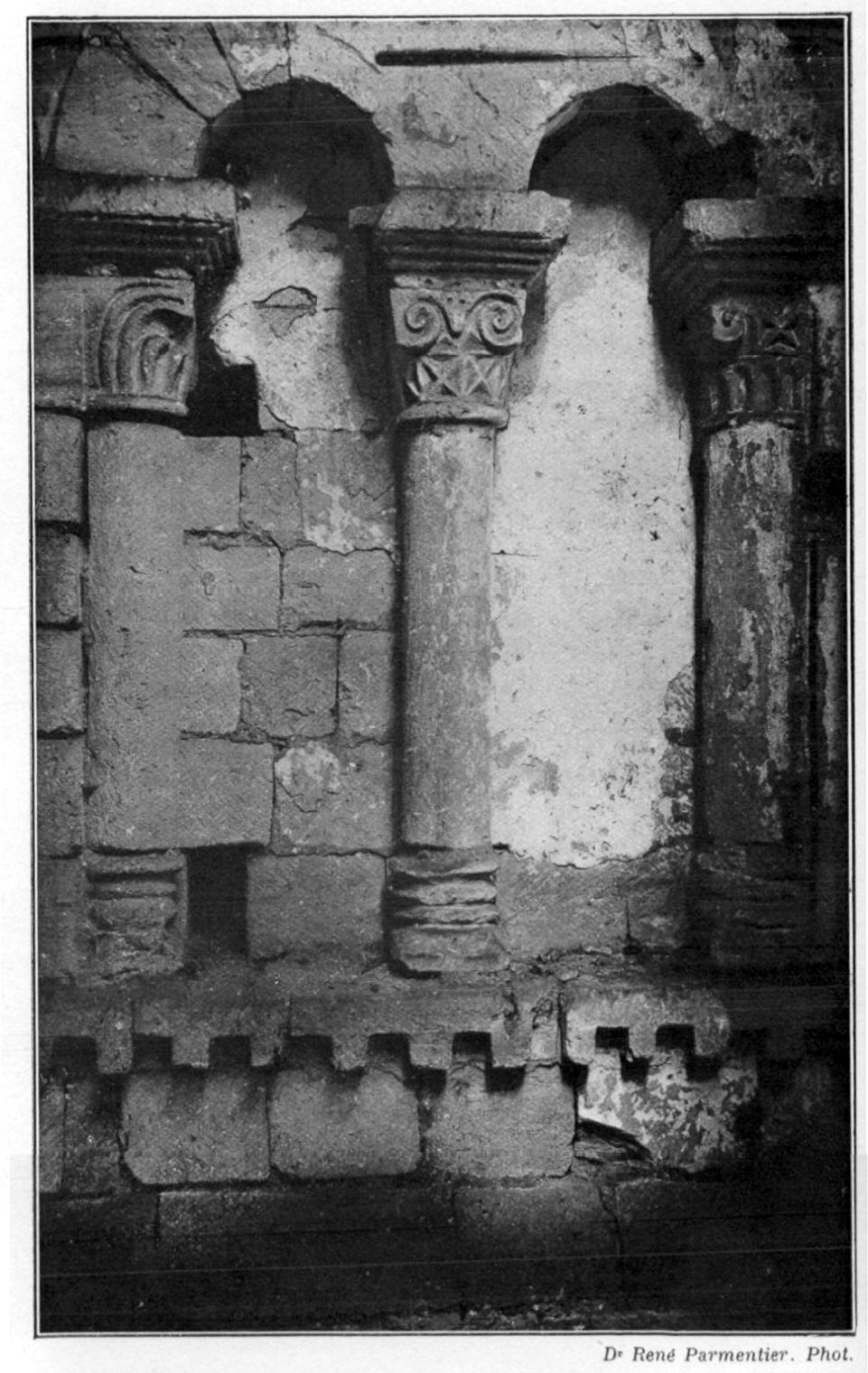
Clocher, 1er étage, côté est.

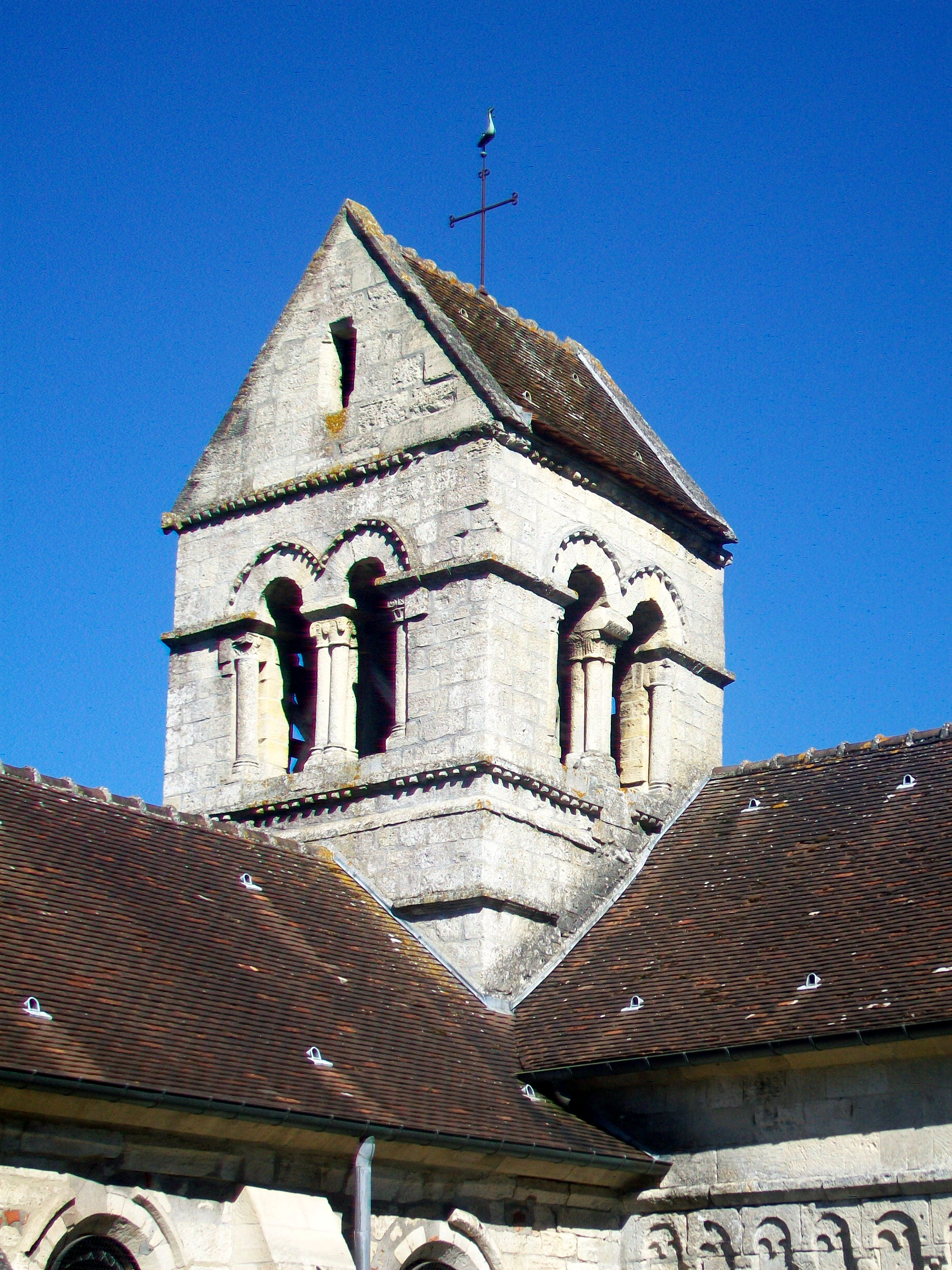
Clocher, 2e étage, côté sud-ouest.

Le clocher en bâtière est dépourvu de contreforts, comme à Cramoisy. Il possède deux étages à part entière, dont le premier est en grande partie dissimulé par les toitures. Les baies du premier étage sont intégralement conservées à l'ouest et à l'est. Elles prennent appui sur une tablette biseautée reposant sur des modillons cubiques assez rapprochés, qui ne forment qu'un, exactement comme à Auvillers. Les colonnettes, monolithiques, sont au nombre de trois par face. Elles supportent ensemble deux archivoltes appareillées d'un simple rang de claveaux. Les bases, composées d'une succession de « trois boudins lourdement façonnées » (René Parmentier), d'un diamètre identique, sont assez curieuses. Les chapiteaux, grossièrement sculptés, sont d'une facture particulièrement archaïque, et évoquent pour Eugène Müller une date à la fin du XIe ou du début du XIIe siècle, et même le Dr Parmentier admet que le clocher semble être antérieur à sa base. Les motifs sont des palmettes suggérées par des stries, ou des volutes d'angle sur la partie supérieure de la corbeille, et des cannelures ou des étoiles à quatre branches obtenues par l'excavation des intervalles sur la partie inférieure de la corbeille. Ce dernier motif est utilisé pour la tablette du deuxième étage du clocher d'Auvillers (voir ci-dessous). C'est l'une des variations de la ligne brisée aux intervalles excavées, qui est l'un des principaux motifs d'ornementation sur les tailloirs et impostes avant l'introduction des chapiteaux, comme on peut en voir dans l'avant-nef Morienval, dans les nefs de la Basse-Œuvre, de Cinqueux et Rhuis, dans la base du clocher de Saint-Maximin, etc. Les tailloirs sont au profil d'une série de trois listels en encorbellement et d'une plate-bande, toujours exactement comme à Auvillers, ainsi qu'à Nogent-sur-Oise au même endroit, ou sur la corniche du second étage de Cramoisy,.
Autre analogie avec Auvillers, le premier étage se termine par un rang de billettes. À Laigneville, c'est aussi le cas du deuxième étage, et des cordons de billettes surmontent aussi les baies du deuxième étage. Celui-ci diffère en outre par la disposition des colonnettes : le trumeau n'est pas constitué d'une unique colonnettes, mais de quatre, soit deux en avant, et deux derrière, visibles uniquement en regardant de biais. Exceptionnellement, le trumeau du côté nord montre trois colonnettes vers l'extérieur. Quelques chapiteaux sont sculptés de volutes d'angle combinées avec des godrons, ou de têtes d'angle. Les autres reproduisent les motifs rencontrés au premier étage. Une tablette continue sert de tailloir aux chapiteaux, et fait le tour du clocher. Comme dernier point en commun avec Auvillers, cette tablette est au profil d'une plate-bande et d'un biseau, et ce dernier est décoré d'étoiles à quatre branches. Face à ces nombreuses ressemblances avec Auvilliers, il est à souligner que contrairement à Laigneville, les baies du second étage y ont une archivolte commune, et que le clocher y est coiffé d'une flèche octogonale. Cela étant dit, le Dr Parmentier estime que ces deux clochers sont les œuvres d'un même atelier, et il y ajoute Mogneville et Nogent-sur-Oise, ce qui est moins évident. — Une fenêtre rectangulaire s'ouvre au milieu de chaque pignon, et une tête de chèvre se détache à l'angle nord-ouest. — Reste à revenir sur le problème de l'évident écart stylistique entre la base du clocher, qui paraît postérieure au milieu du XIIe siècle, et les étages du clocher, que l'on pourrait faire remonter, sans problèmes, à la fin du XIe siècle. À Auvillers, le voûtement d'ogives du rez-de-chaussée, considéré comme authentique par Eugène Woillez, s'oppose néanmoins à une date beaucoup antérieure à 1120, et l'on peut imaginer le recours à un atelier travaillant dans un style archaïsant pour les étages du clocher, ce qui semble être l'avis de René Parmentier. Mais si l'auteur admet cette hypothèse, c'est parce qu'il exclut la reprise en sous-œuvres des piliers et de la voûte du base du clocher, qui n'aurait pas été techniquement faisable avec les moyens de l'époque. Pourtant, Dominique Vermand apporte la preuve que c'est exactement ce qui a Rully, et l'église de Sarcelles apporte un autre exemple d'un clocher roman porté par un chœur d'un style indiscutablement gothique.

#### Parties orientales

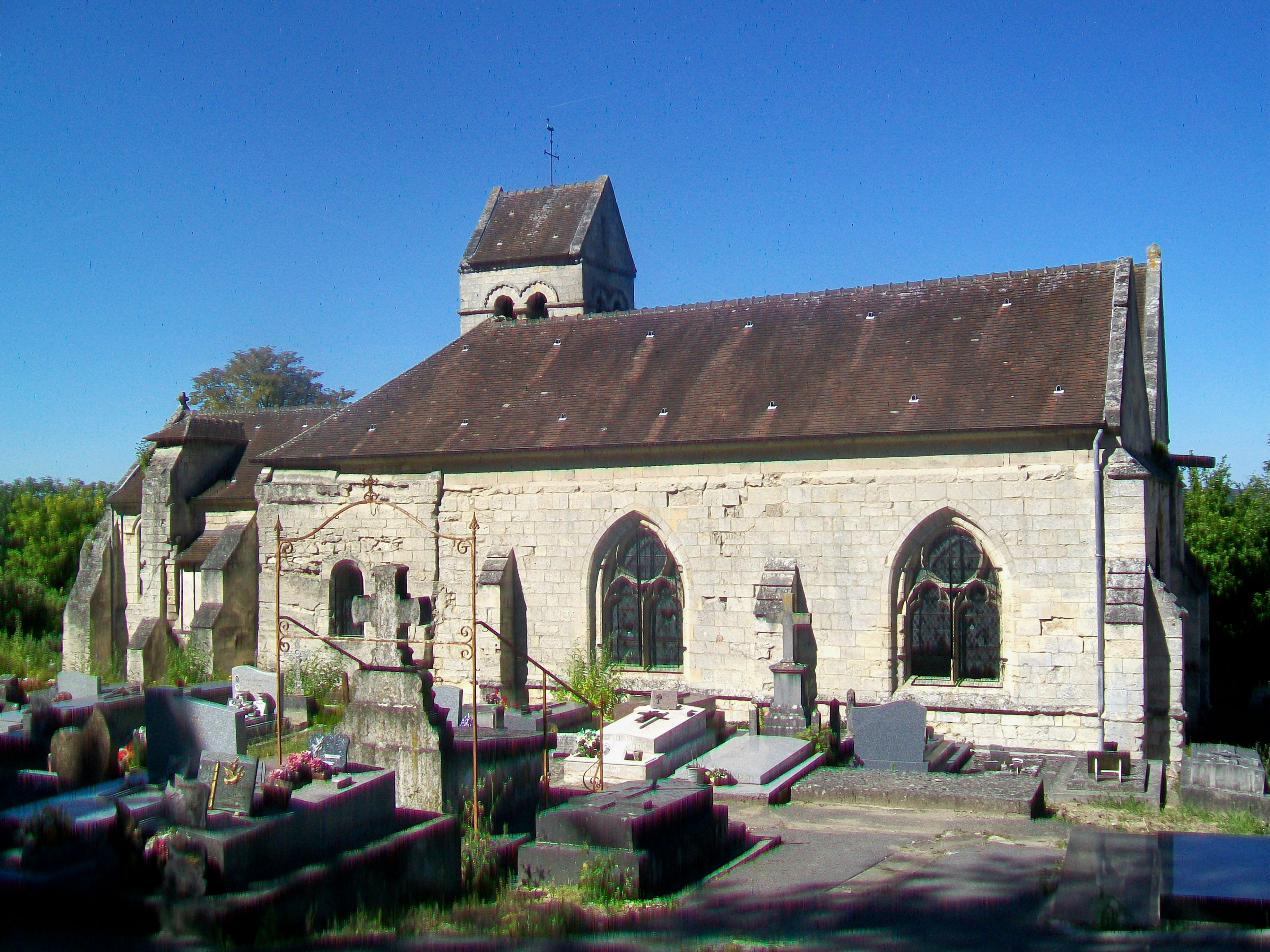
Croisillon sud et collatéral sud.

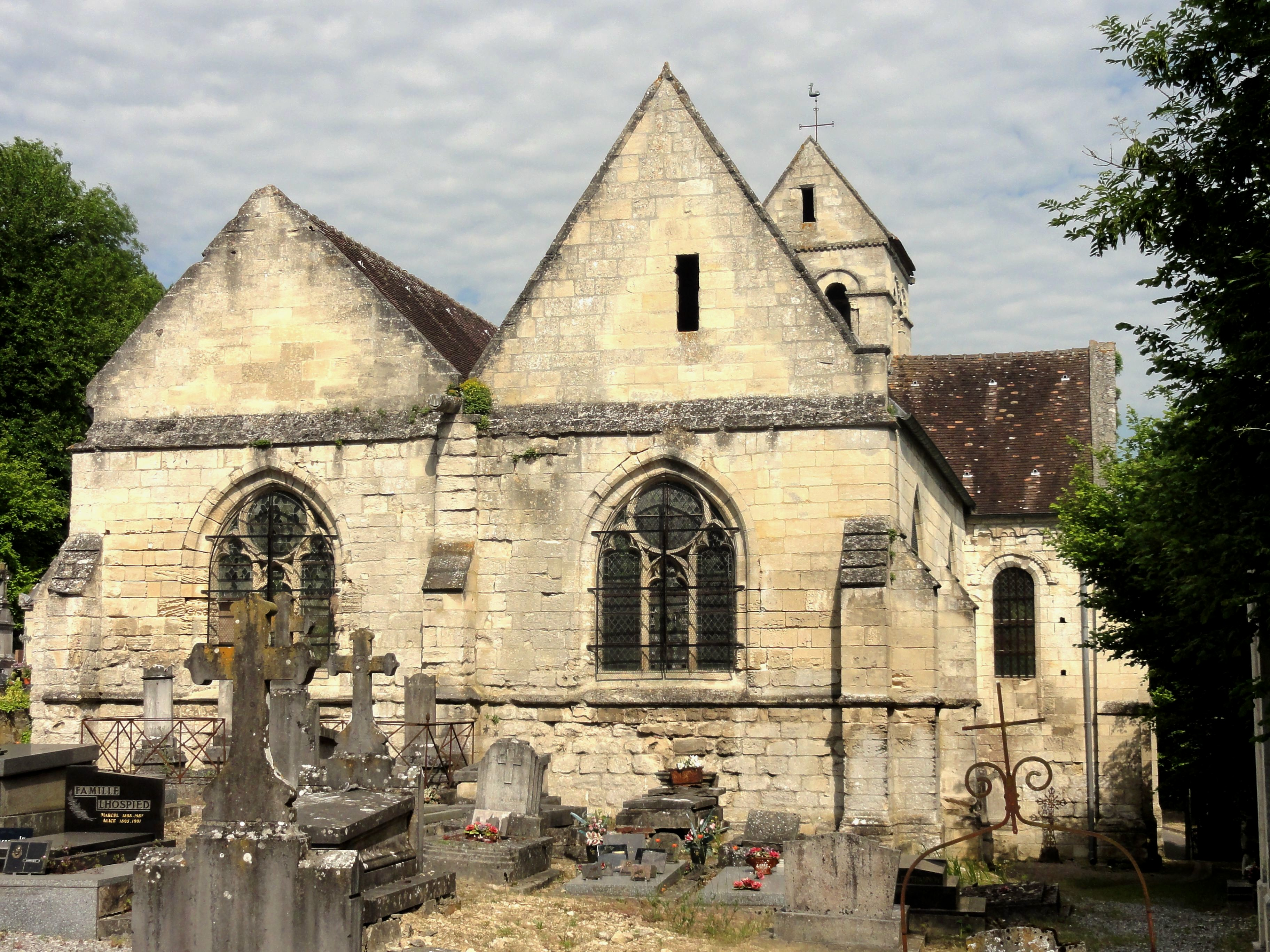
Chevet du chœur-halle.

Le croisillon sud présente l'originalité de posséder un mur monolithique, qui forme l'angle sud-ouest, et le mur méridional jusqu'au niveau des impostes de la fenêtre. Ce bloc rocheux n'étant pas suffisamment gage de solidité dans les yeux de l'architecte, il a jugé utile d'ajouter un large contrefort plat à l'ouest. Sur cette élévation, l'on note le portail roman avec linteau monolithique et arc de décharge en plein cintre, qui a déjà été signalé dans le contexte de la description de l'intérieur, et une fenêtre surmontée d'un bandeau en forme de sourcil à l'instar des baies de la nef, mais située plus bas. Avant et surtout, l'on remarque la corniche beauvaisine. C'est un type de corniche qui a cours dans la région entre le début du XIIe siècle et le tout début du XIIIe siècle, et qui est caractérisé par des arcatures en plein cintre reposant sur des modillons diversement sculptés, et réséquées chacune en deux arcatures plus petites. En l'occurrence, une tablette biseautée complète la corniche, et le mur a été exhaussé de trois assises au-dessus. Le relief des arcatures est assez faible. Jean Vergnet-Ruiz a constaté qu'il diminue au fur et à mesure que l'on se rapproche de la fin du XIIe siècle, et conclut qu'il est difficile d'assigner à la corniche de Laigneville une date antérieure à 1160. Il fait le rapprochement avec celle du clocher de Cauffry et du transept de Francastel. Sur l'élévation méridionale, la corniche fait défaut, ce qui suggère l'existence ancienne d'un pignon de ce côté, et la fenêtre n'est du reste pas décorée,.
Le chœur-halle n'offre, à l'extérieur, rien de remarquable. Il est dépourvu de corniche et de toute ornementation, mais néanmoins soigneusement appareillé en pierre de taille, comme tout le reste de l'église. Les fenêtres sont entourées d'un ressaut, ce qui cadre avec la sécheresse de la modénature des arcades et des voûtes à l'intérieur, ou le pourtour des baies est néanmoins mouluré d'une gorge. Comme c'est la règle entre le second quart du XIIIe siècle et la fin de la période gothique, la limite des allèges est soulignée par un larmier, qui passe autour des contreforts. Ceux-ci sont de faible hauteur, et amortis par un glacis à gradins. Au chevet, les deux pignons prennent appui sur un glacis pentu formant larmier. Le pignon de gauche a les rampants inclinés à 45°, et serait issu d'une réfection, selon René Parmentier. Le pignon de droite a les rampants plus fortement inclinés, et daterait d'origine. Il est percé d'une étroite ouverture rectangulaire, et ressemble assez aux pignons du clocher, qui ont peut-être été refaits à l'époque de construction du chœur. Au nord, l'ancien portail bouché est surmonté d'un bandeau aujourd'hui mutilé, qui transperce le larmier, ce qui prouve, selon le Dr Parmentier, que le percement de la porte aurait été prévu dès l'origine, soit, pour lui, au XIVe siècle. Pourtant, la modénature parle en faveur d'une date antérieure à celle du portail occidental, que le même auteur date de la fin du XIIIe siècle. Le portail est entouré de trois tores continus, sertis d'un mince filet, comme souvent les ogives à la période rayonnante tardive. Ces filets ne sont pas présents sur le portail bouché au nord de la nef, qui pourrait être contemporain de son voûtement. Les trois tores ont les mêmes bases et socles que les colonnettes à l'intérieur du chœur-halle, ce qui constitue une preuve irréfutable que le portail n'a effectivement pas été ménagé après coup.
Au nord, les angles de l'ensemble formé par le croisillon nord et sa chapelle sont épaulés par des contreforts plats orthogonaux, qui sont réunis de manière à ne pas être séparés par des angles rentrants. Les contreforts sont scandés par un larmier, et s'amortissent par un glacis formant larmier. Une corniche beauvaisine analogue à celle du croisillon sud existe sur les deux murs latéraux. Les deux baies de la chapelle surmontée d'un cordon de têtes de clous, qui se poursuit sur une courte section au niveau des impostes. Le motif est répandu entre le second quart du XIIe siècle et le premier quart du XIIIe siècle, mais il n'est pas si souvent employé pour la décoration des fenêtres. On peut notamment citer les nefs de Bury et Monchy-Saint-Éloi, et les chœurs d'Auvillers, Gonesse et Longuesse. La baie méridionale du croisillon est surmontée d'un bandeau biseauté décoré de boutons, et la baie occidentale, d'un cordon de fleurs de violette excavées (René Parmentier dit « de rosaces festonnées à quatre branches »). Elles constituent un des motifs ornementaux les plus répandus dans la région au XIIe siècle, et apparaissent sur le portail sud de Bury, au-dessus des fenêtres au nord de la nef de Cambronne-lès-Clermont, sur les portails occidentaux de Nointel et Saint-Vaast-lès-Mello, au-dessus des fenêtres de façade de Saint-Vaast-de-Longmont, etc,.

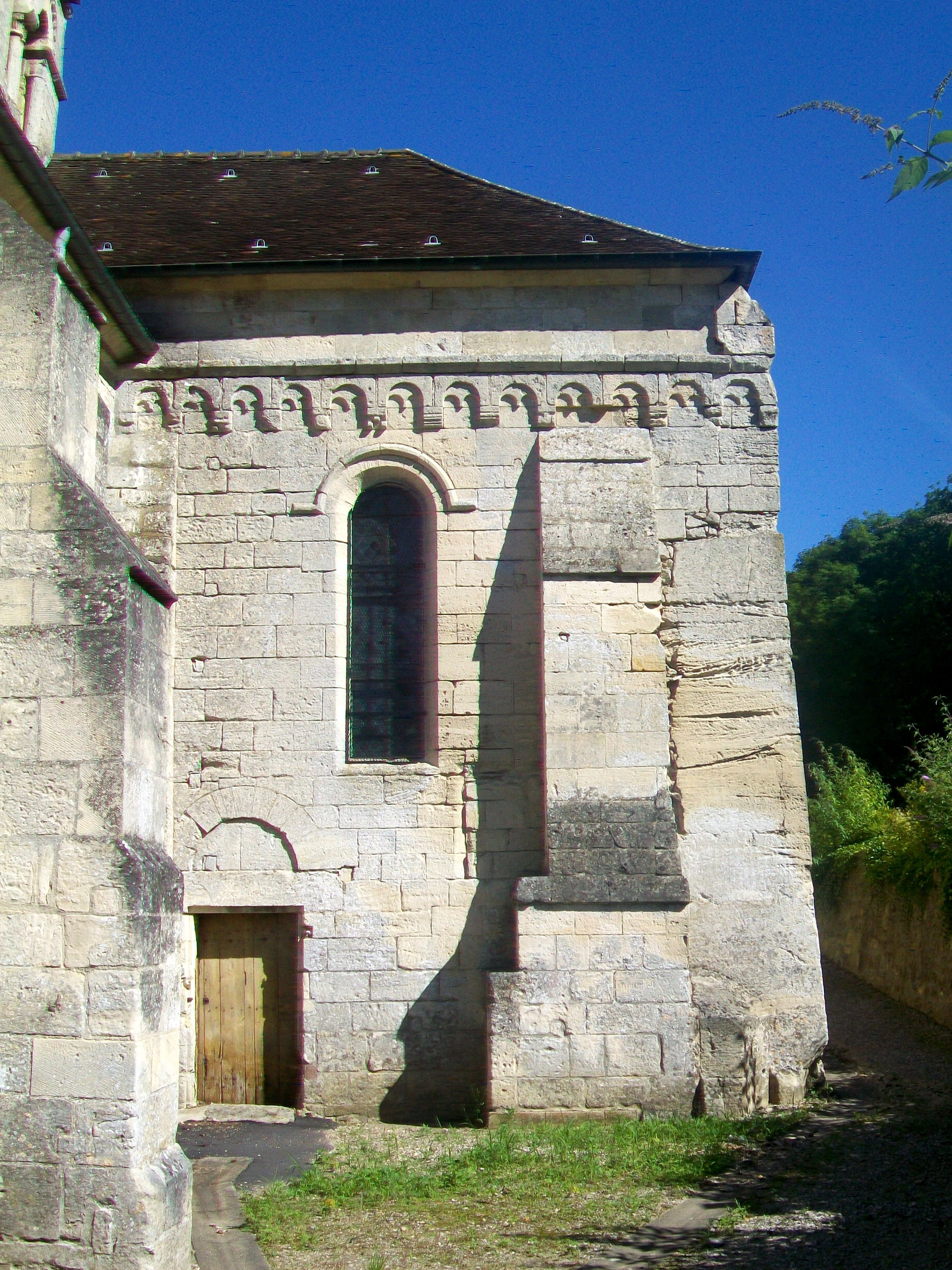
Croisillon sud, côté ouest.
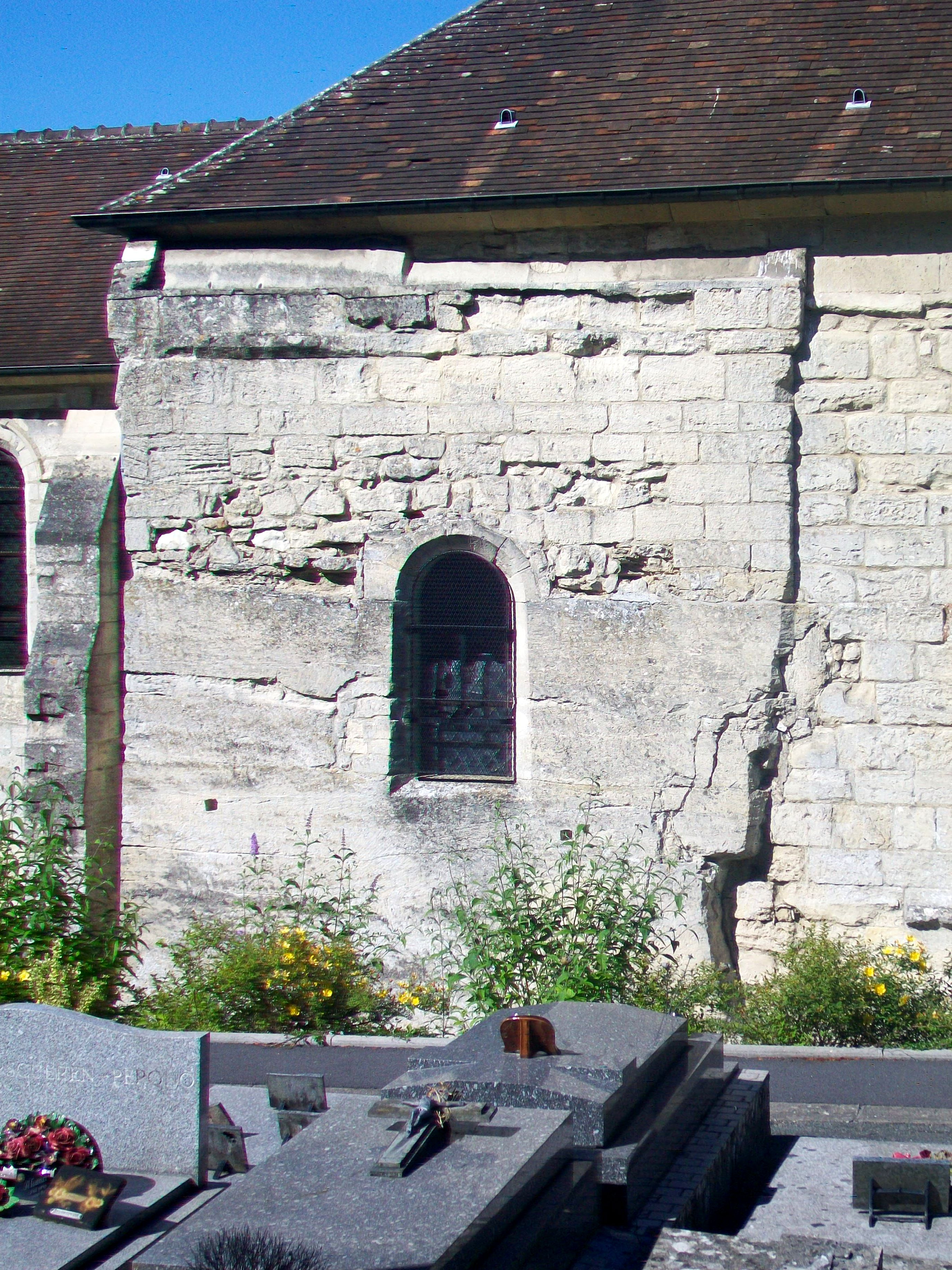
Croisillon sud, côté sud.
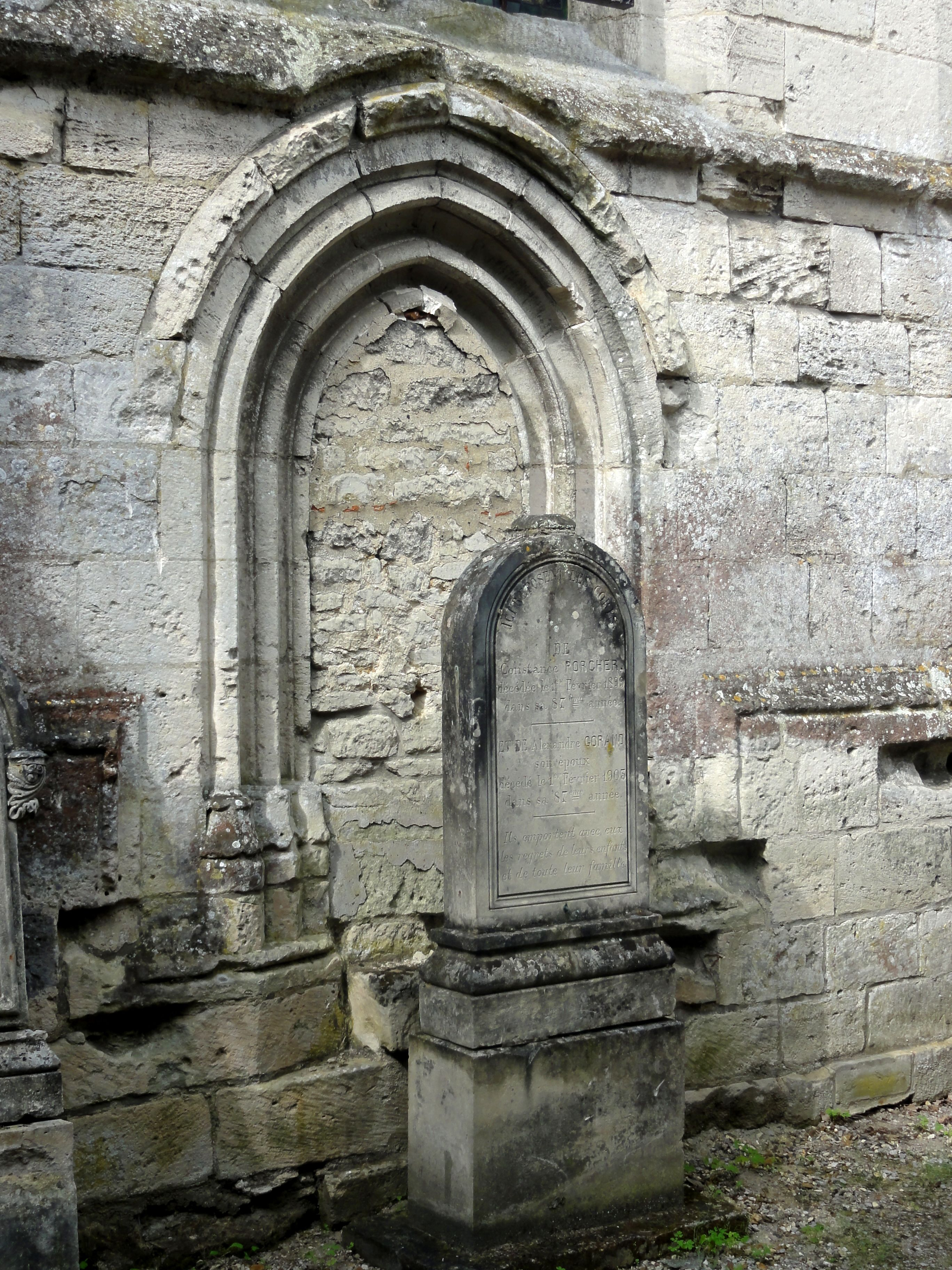
Chœur-halle, ancien portail latéral nord.
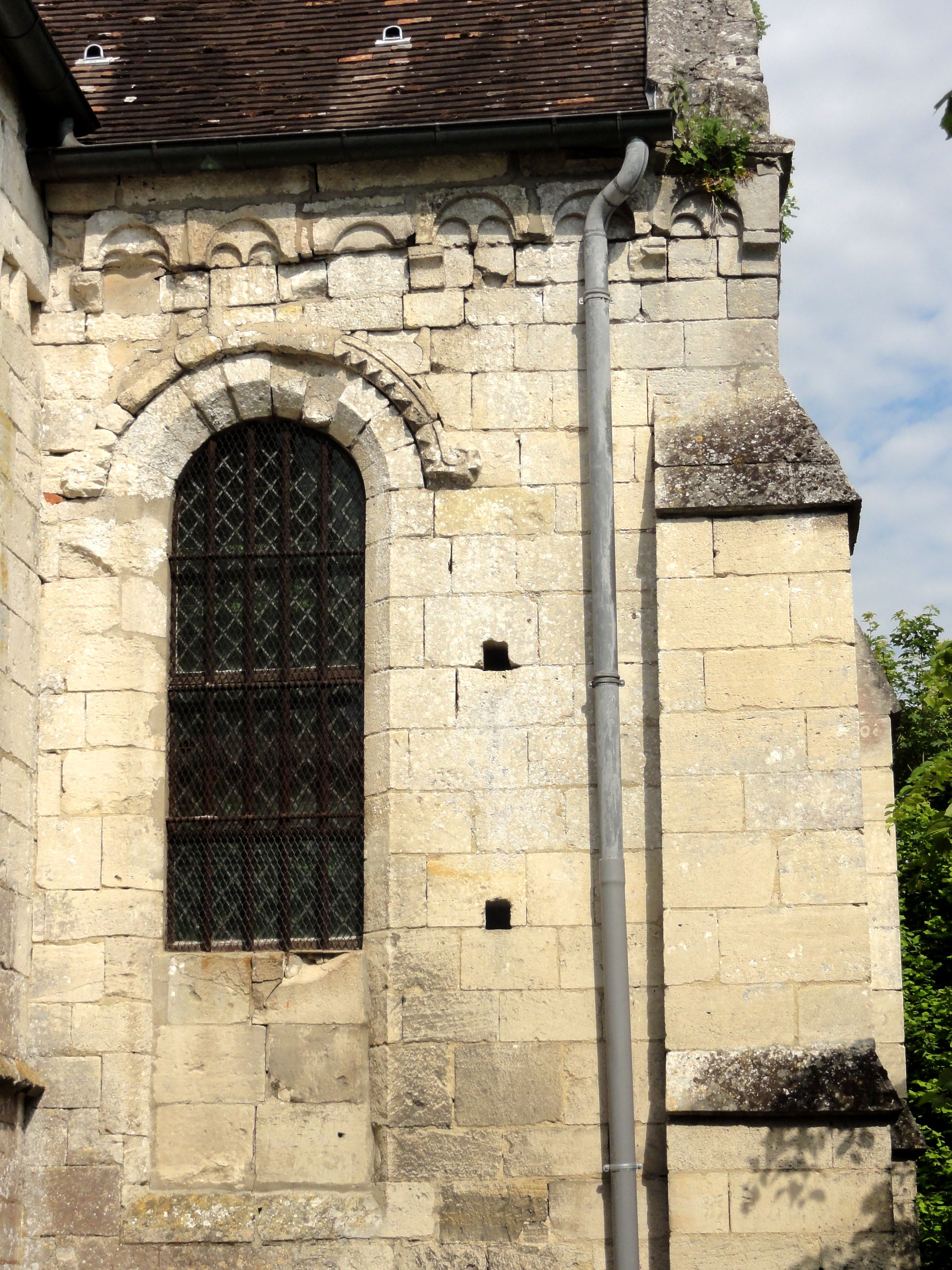
Chapelle nord, fenêtre orientale.
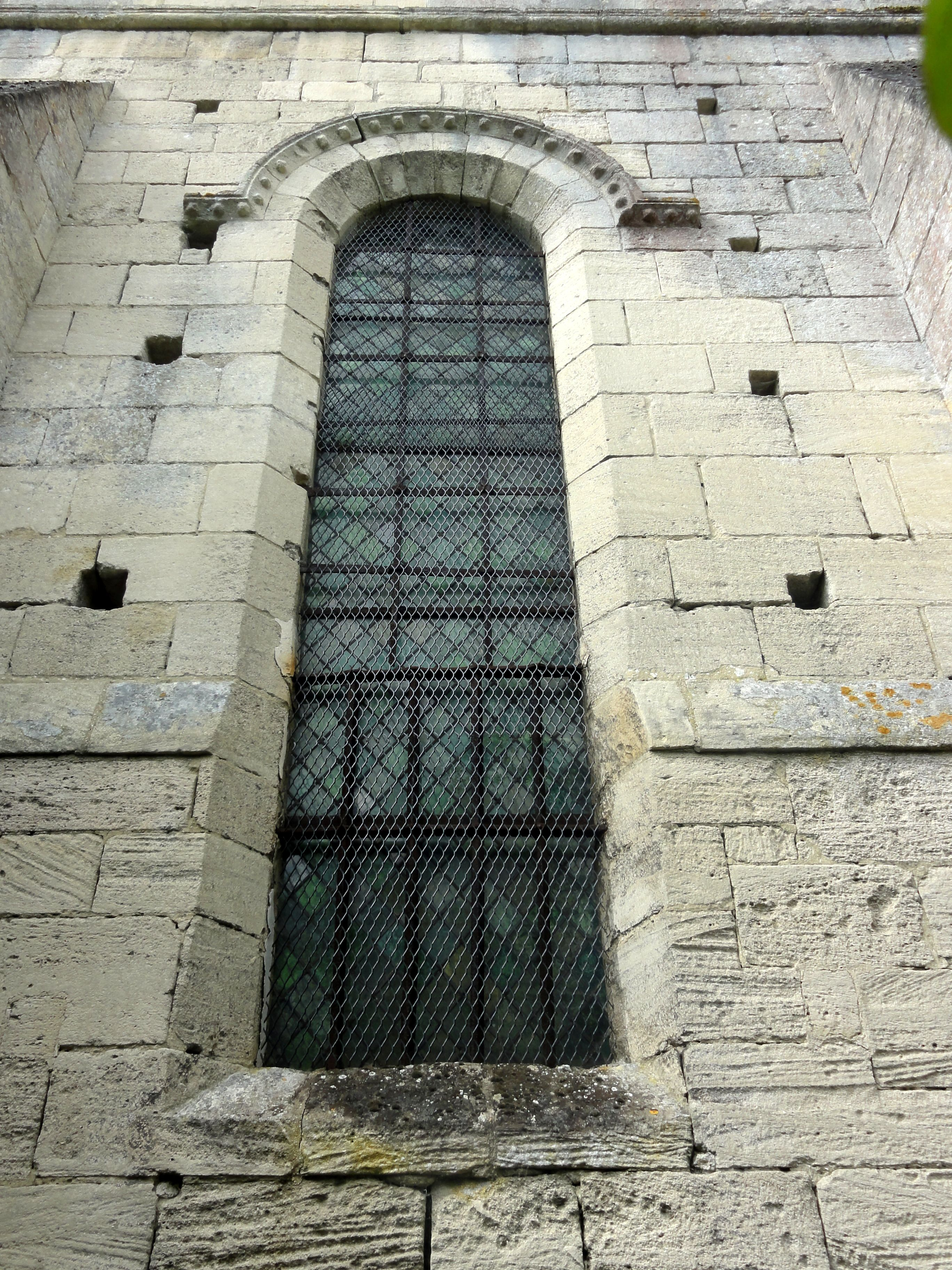
Croisillon nord, fenêtre septentrionale.
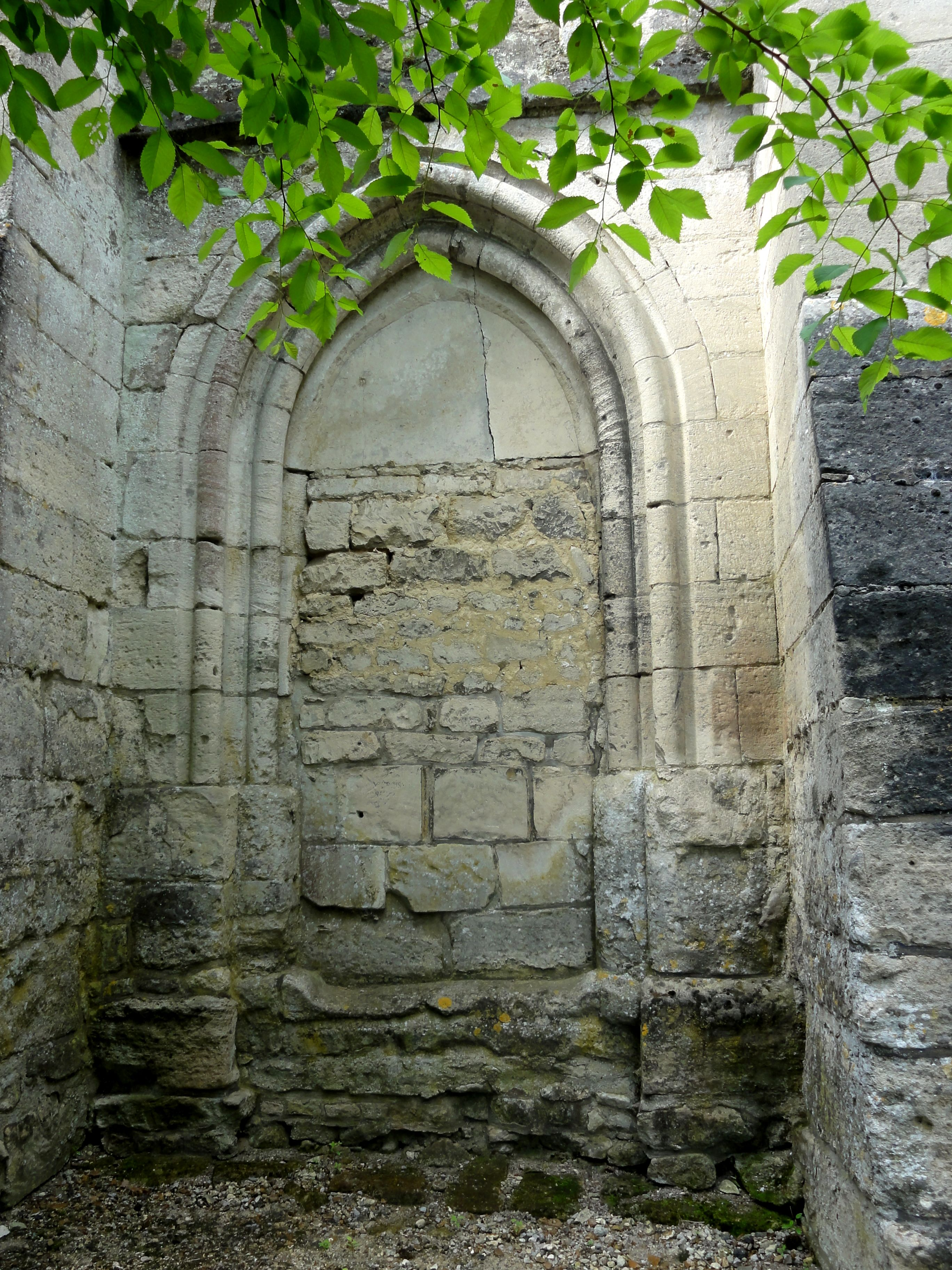
Nef, ancien portail latéral nord.

## Mobilier

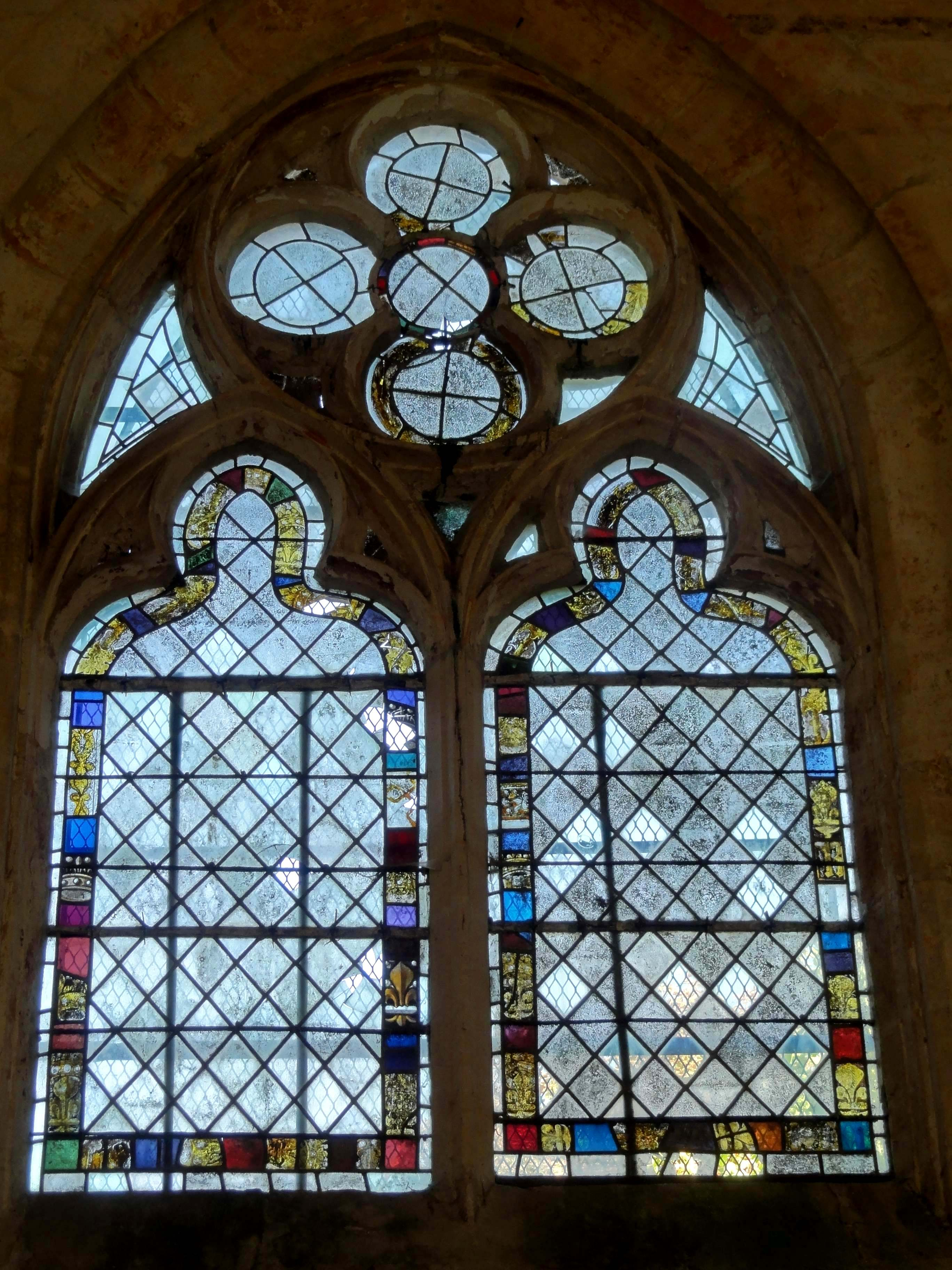
Chœur-halle, vitraux de la 1re fenêtre du nord.

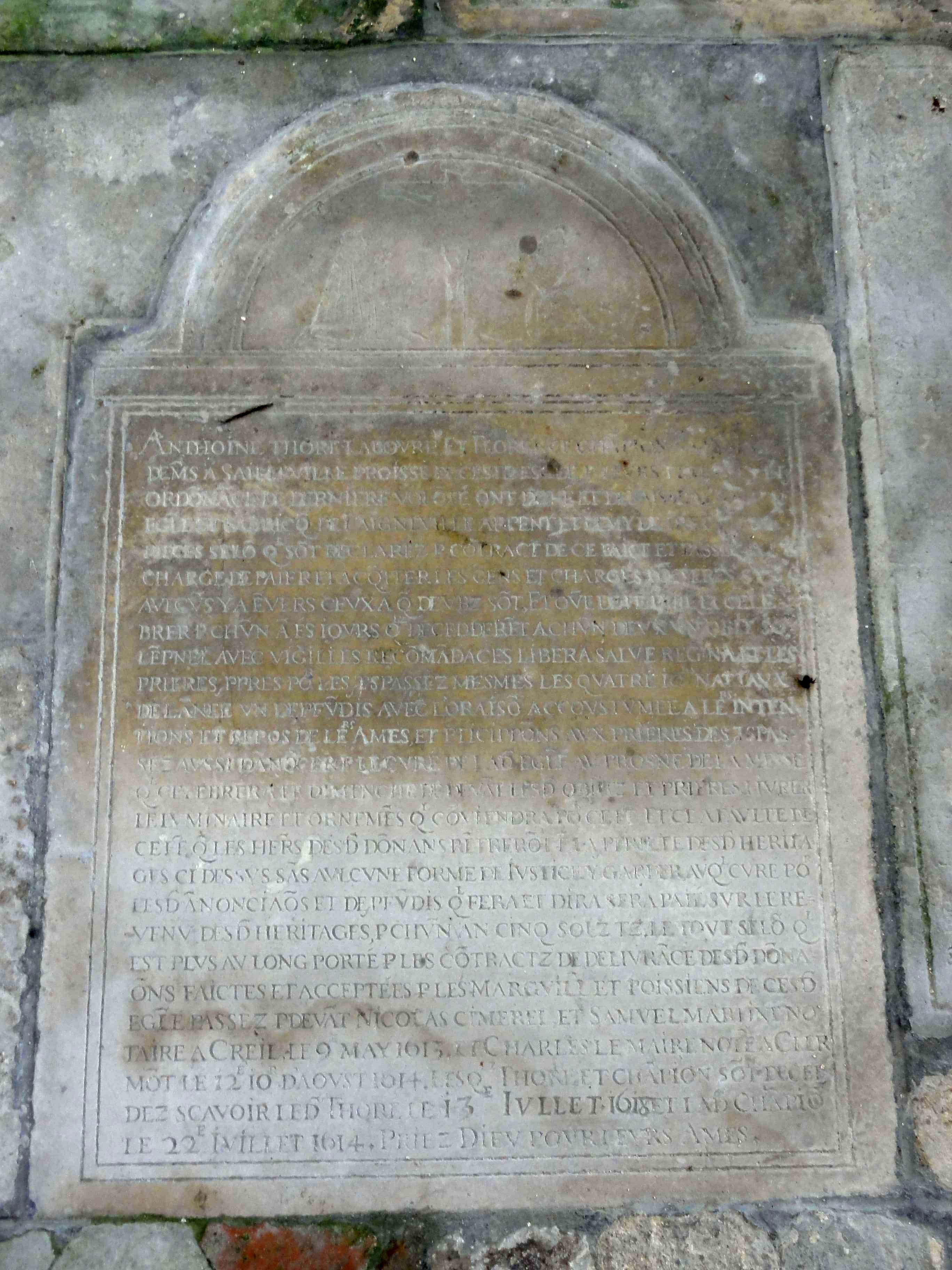
Plaque de fondation d'Antoine Thoré, laboureur, et de sa femme, vers 1615.

Parmi le mobilier de l'église, seulement la cloche est classée monument historique au titre objet par un arrêté de novembre 1912. Ses dimensions n'ont pas été prises. Selon les inscriptions qu'elle porte, elle a été fondue en 1670 par Antoine et Edme de la Paix et Claude Thomas. Elle a pour parrain Jean Chrysosthome de Grésillémont, écuyer capitaine exempt de la Garde suisse, et pour marraine, Françoise de Grésillémont, femme de M. du Caurel, seigneur de Campremy et Gratibus. La cloche est à présent ébréchée, et ne peut plus être sonnée ; la corde a été coupée par le curé après un suicide vers la fin du XXe siècle.
Peu de chose reste du mobilier proprement dit. Le plancher sur lequel sont posés les bancs, ainsi que les bancs eux-mêmes, s'effondrent s'il vient à l'idée d'un visiteur de vouloir s'y asseoir. La chaire à prêcher d'un style baroque sobre est encore en place, mais les bas-reliefs des Évangélistes qui décoraient les panneaux de la cuve ont été arrachés. La grille de communion est une balustrade en bois tourné, que René Parmentier date du XVIIe siècle. Le maître-autel, peint en faux-marbre, est sans intérêt artistique, mais il est surmonté d'un joli tabernacle assez bien conservé, dont la porte est cantonnée de deux ailerons baroques, et arbore un ostensoir. Les deux statues sur leurs socles, qui flanquent l'autel, sont sulpiciennes. Celle de gauche est un saint évêque, et représente saint Remi de Reims, premier patron de l'église. Celle de droite devrait correspondre à saint Fiacre, sans doute le deuxième patron de l'église, à en juger d'après le monogramme SF peint sur le socle, mais la statue n'est pas en rapport avec l'iconographie propre à ce saint, qui fut un moine irlandais, et tient généralement une bêche car étant le patron des jardiniers. L'autel latéral, dédié à la Vierge Marie, s'accompagne d'un retable de style Louis XVI avec pilastres cannelés. Il est surmonté de têtes de chérubins au milieu de feuillages. Le couronnement est formé par un fronton brisé décoré de deux volutes, qui inscrivent des médaillons représentant la tête du Christ (à gauche) et la Vierge Marie.
Ce n'est qu'une fois la plupart des vitraux détruits par des vandales, que les grilles de protection ont été installés en 2014. Seule la première baie du nord et la lancette médiane de la baie orientale du vaisseau principal gardent des fragments de vitraux anciens. Ils ont été recomposés lors d'une restauration ancienne, et forment des bordures composées de fragments en verre polychrome, et d'anciennes bordures représentant des couronnes, des fleurs de lys et des candélabres, et peintes à la grisaille et au jaune d'argent. L'on peut enfin signaler neuf pierres tombales, qui font partie du dallage du sol du vaisseau principal du chœur. Le Dr Parmentier les résume ainsi : « Deux concernent des curés de Laigneville, sans que l'on puisse en déchiffrer davantage ; une autre est celle d'un écuyer, seigneur de Laigneville mort en 1652 ; l'effigie de Nicolas Fourrier, décédé le 26 février 1685 est en partie visible : on distingue le bas du corps revêtu d'une robe et les souliers à boucles et à grands talons, le reste est caché par le banc des chantres ; de l'autre côté est la pierre de Marie Champion, veuve de « Nicolas Fourrier vivant officier dans la vènerie du Roy » demeurant à Sailleville. Une seule plaque peut être étudiée complètement, elle relate une donation faite à la paroisse par Antoine Thoré, laboureur, et Florence Champion sa femme, passé devant Nicolas Cimerel et Samuel Martin, notaires à Creil,  le 9 mai 1613, et Charles le Maire, notaire à Clermont, le 12 août 1614 ; elle indique la mort du sieur Thoré au 13 juillet 1618 et celle de sa femme au 22 juillet 1614 ».

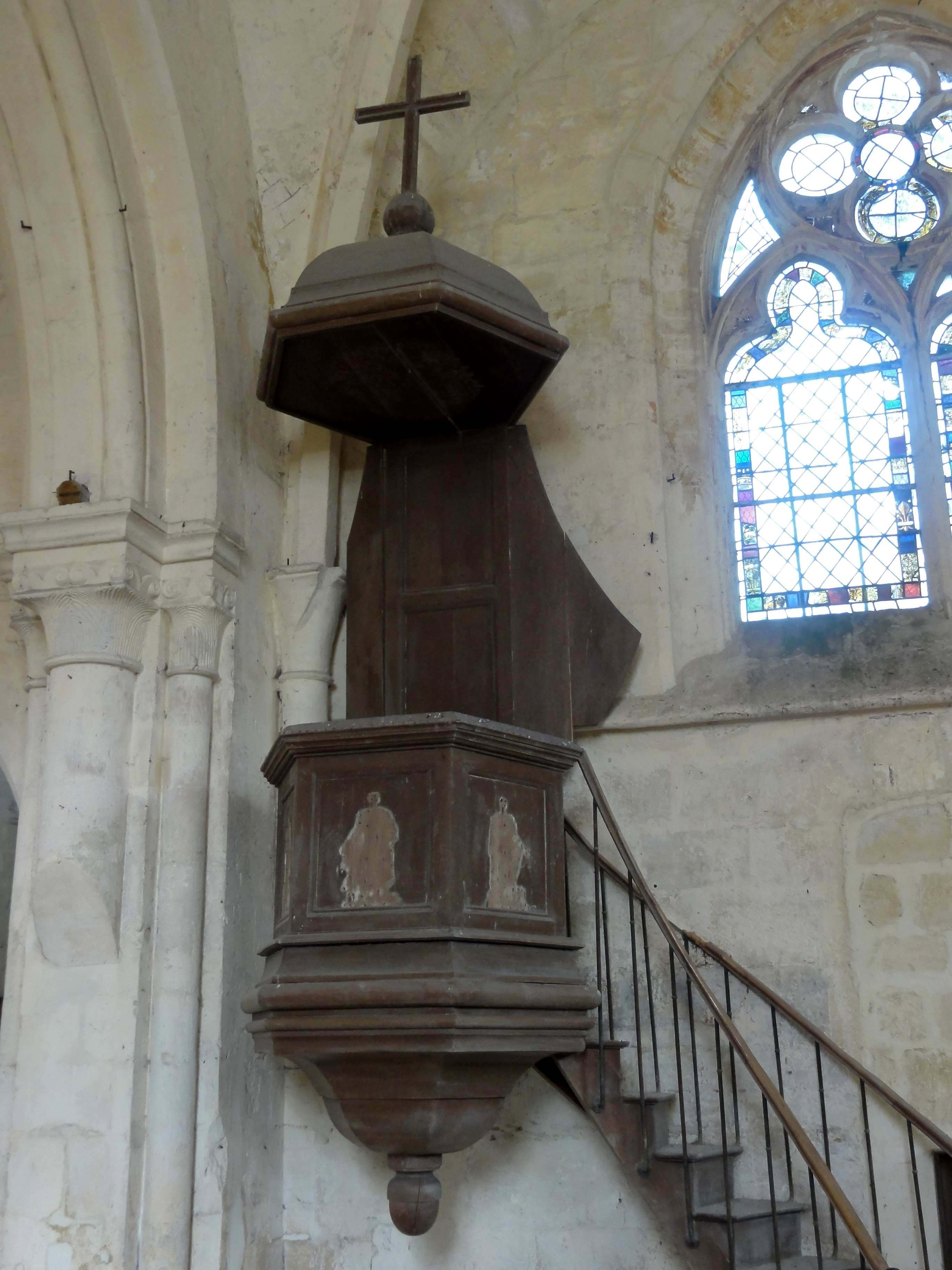
Chaire à prêcher.
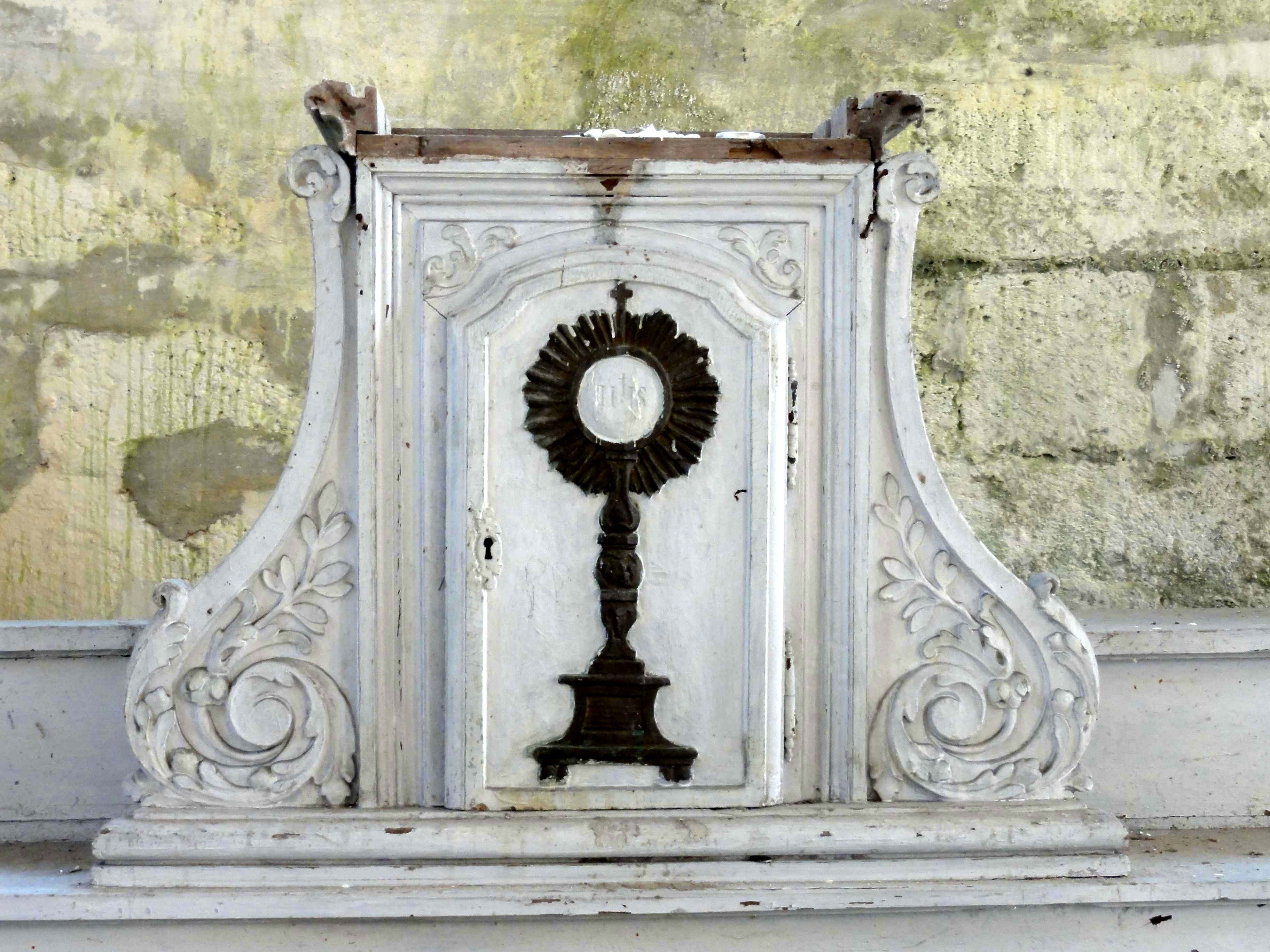
Tabernacle du maître-autel.
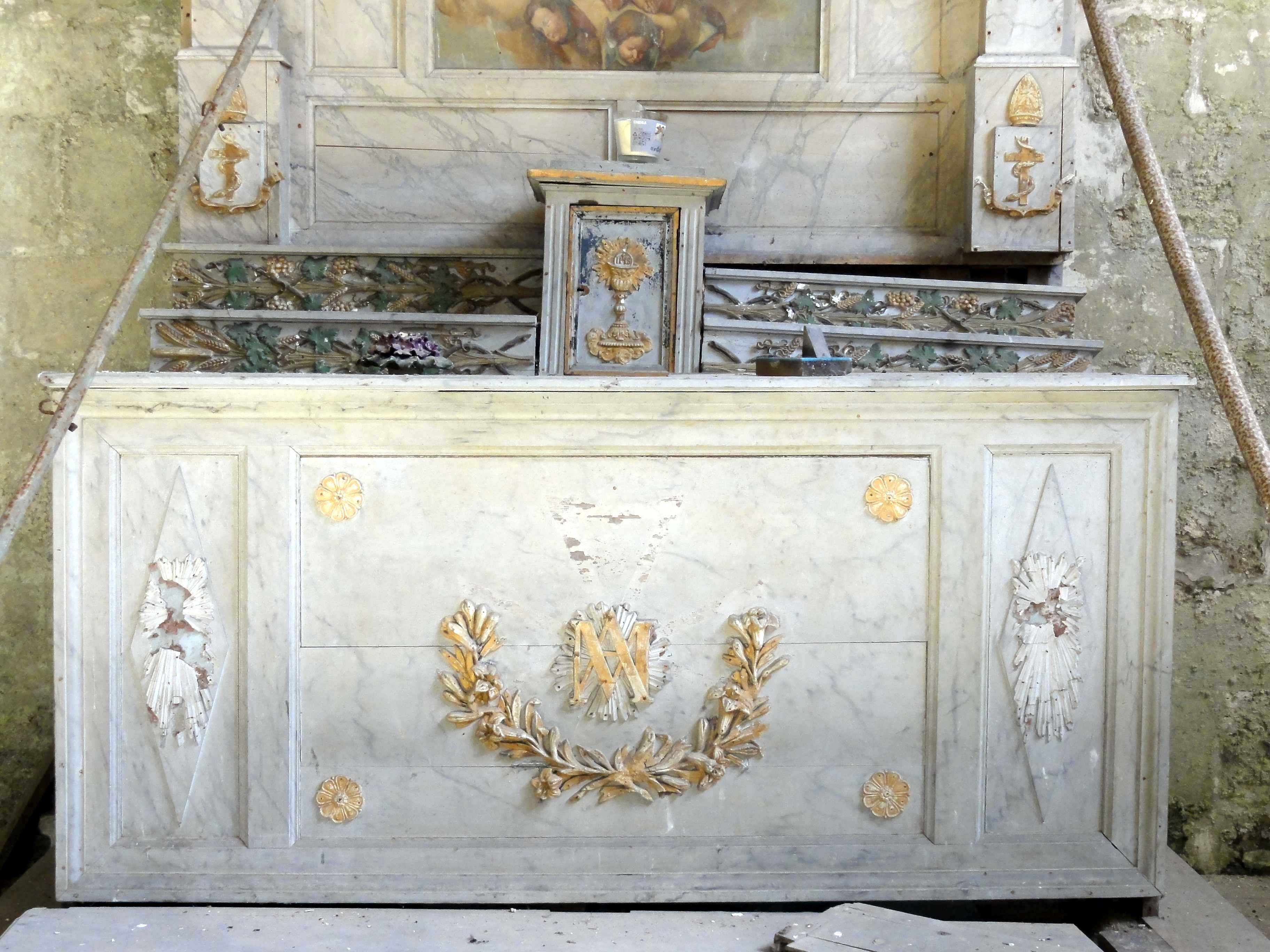
Collatéral, autel de la Vierge.
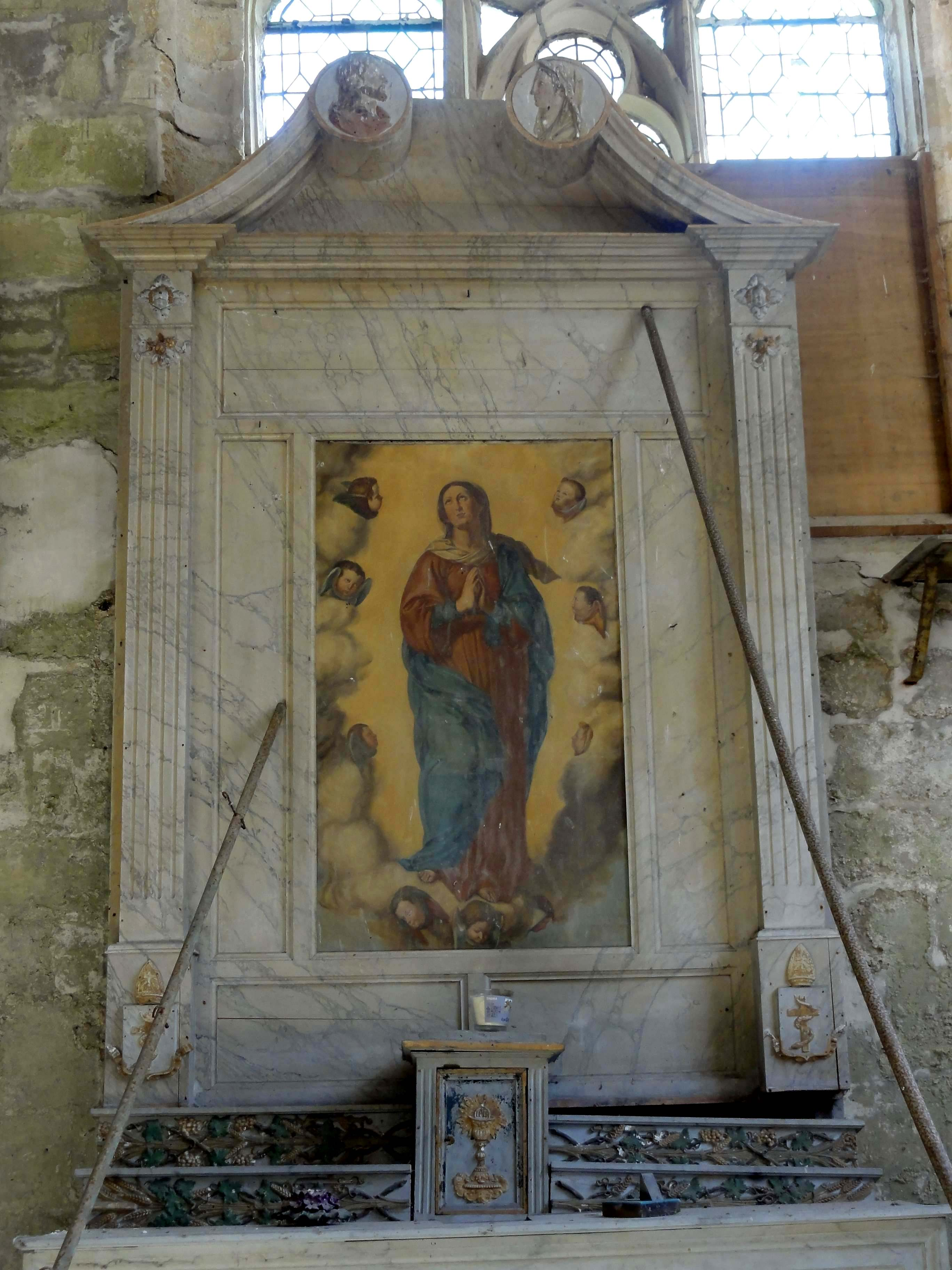
Collatéral, retable de la Vierge.
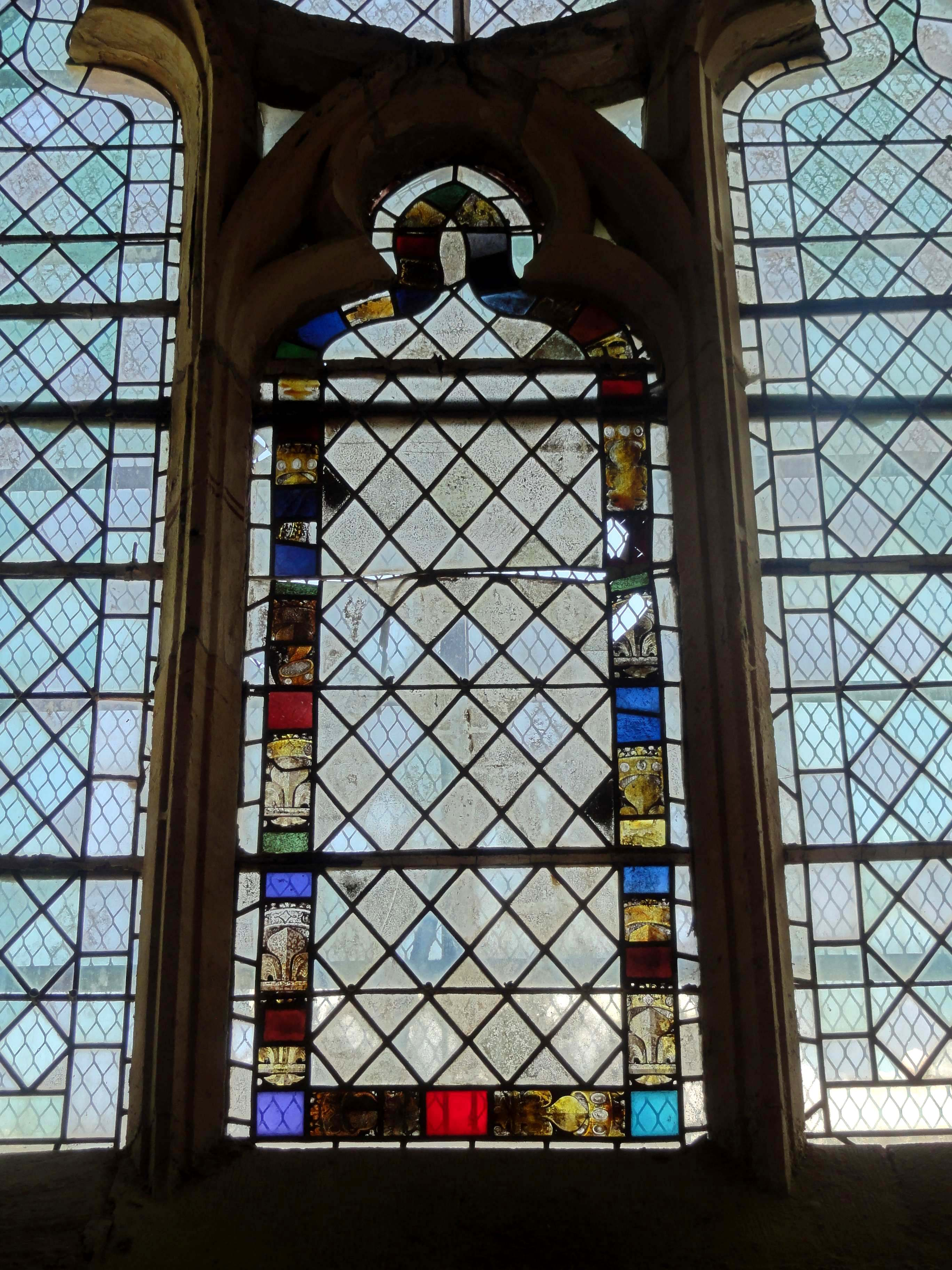
Vitrail au chevet du vaisseau principal.
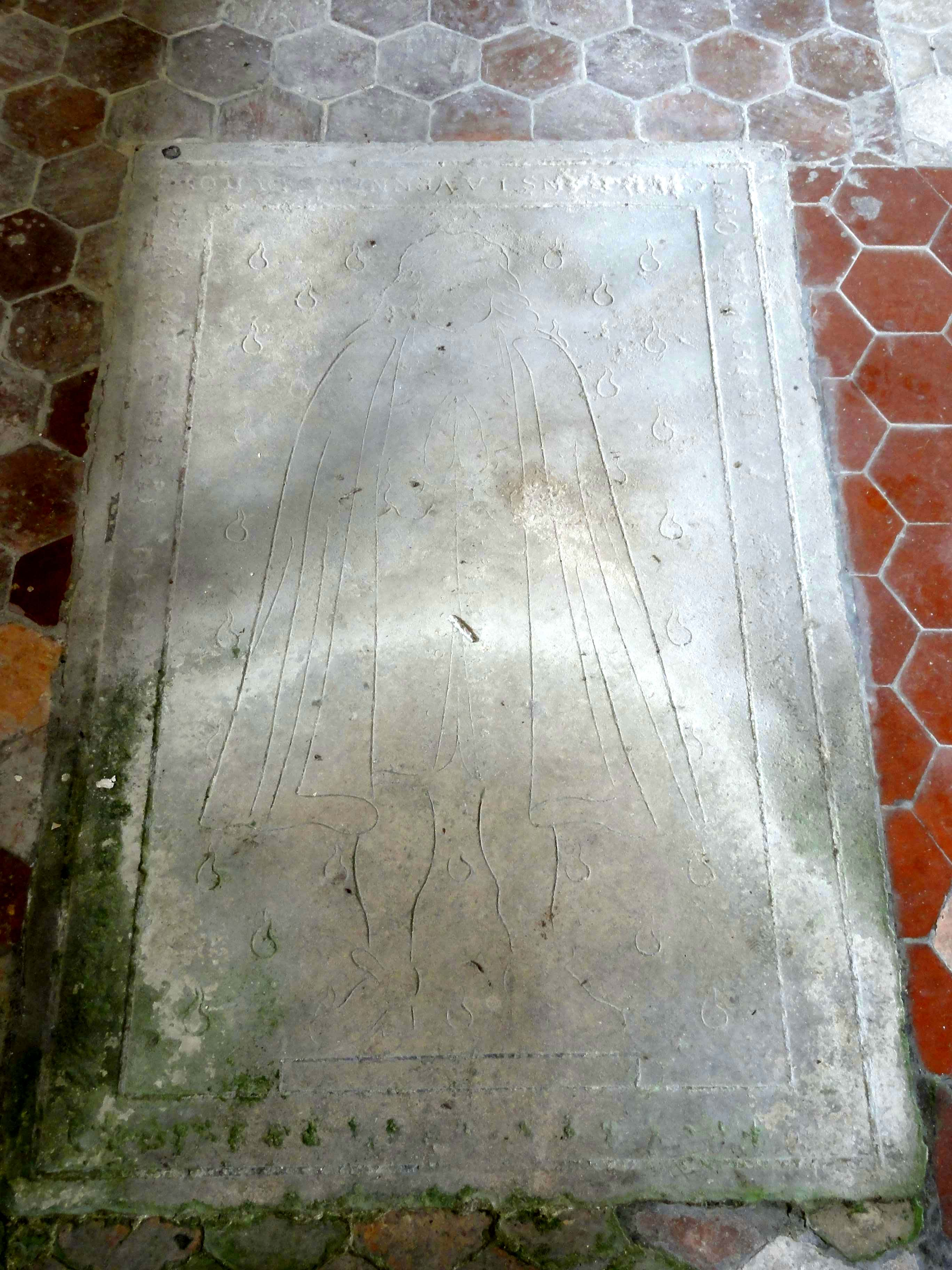
Dalle funéraire à effigie gravée.